# Mantova

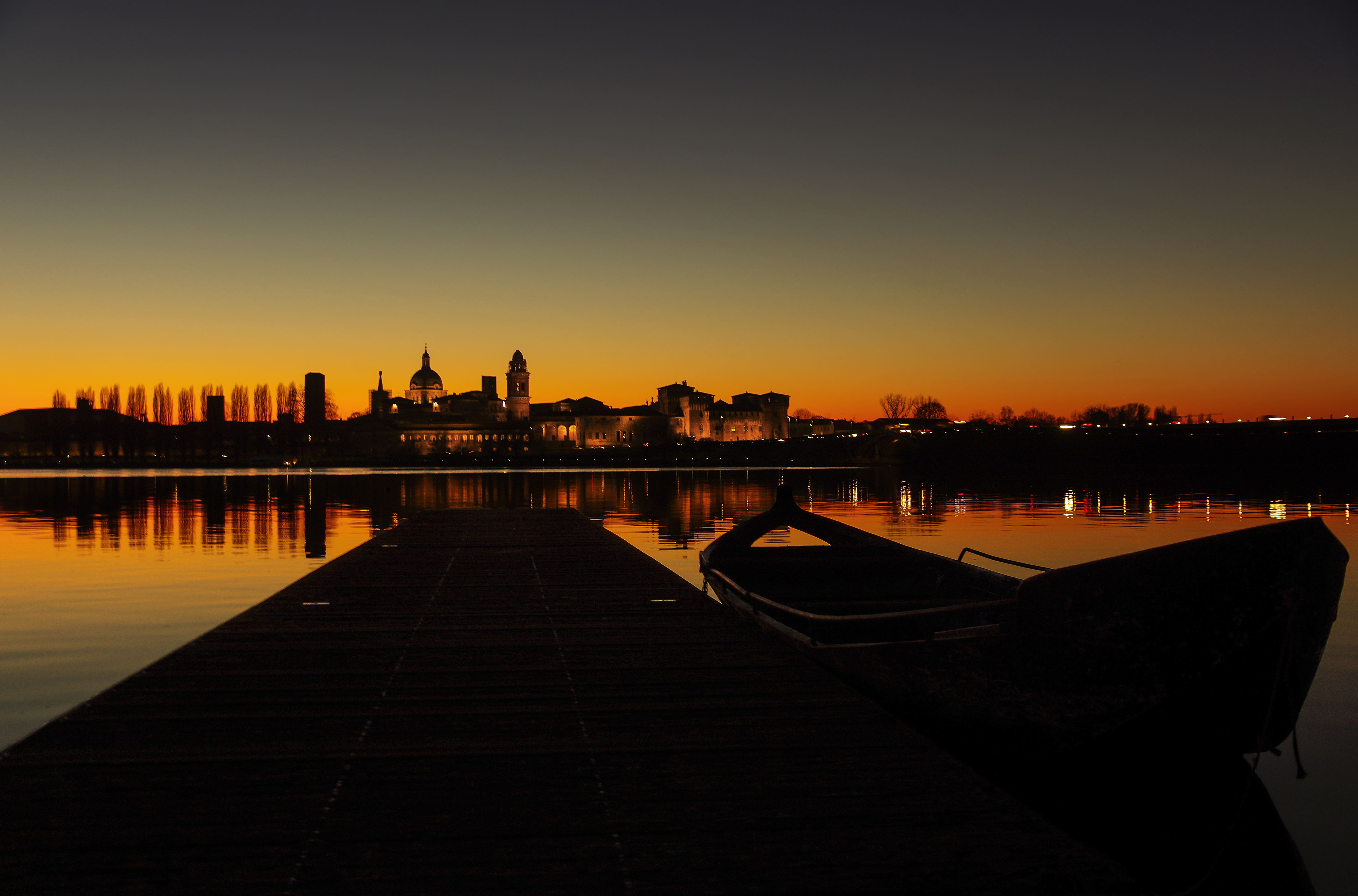
Mantova al crepuscolo

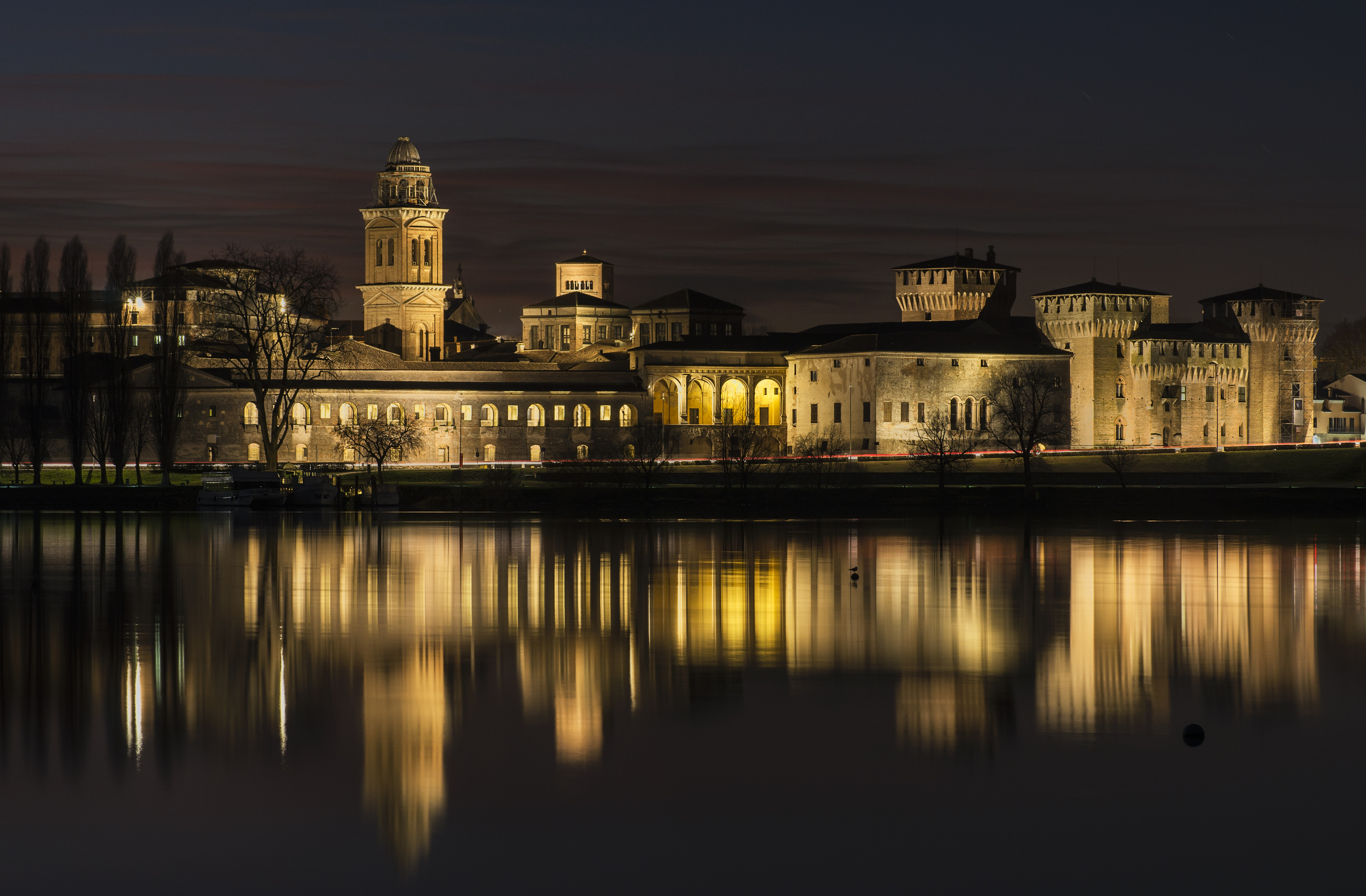
Vista notturna del castello di San Giorgio

Mantova (, Màntua in dialetto mantovano, Mantua in latino) è un comune italiano di 49 945 abitanti capoluogo dell'omonima provincia in Lombardia. Nei pressi della città nacque il poeta romano Virgilio.
Dal luglio 2008 è stata inserita nella lista dei patrimoni dell'umanità dell'UNESCO. Data la sua importanza come capitale del prima marchesato e poi ducato di Mantova, è rappresentata tra le quattordici città nobili del Vittoriano, come simbolo di "madre nobile" e precursore della successiva monarchia sabauda e dell'unità d'Italia.
Nel 2016, il Ministero dei beni e delle attività culturali e del turismo ha insignito Mantova del titolo di capitale italiana della cultura. Nel 2017 Mantova e la sua provincia, insieme a quelle di Bergamo, Brescia e Cremona, sono state premiate come Regione Europea della Gastronomia sotto il nome di Lombardia Orientale. Mantova è stata inoltre città europea dello sport nel 2019.
Mantova è l'unica città, intesa come museo urbano diffuso, presente sulla piattaforma Google Arts & Culture, con più di 1.000 opere digitalizzate e 40 mostre virtuali allestite in 8 differenti musei virtuali.

## Geografia fisica
Mantova si trova nella Lombardia sud-orientale, non lontano dal lago di Garda e dal confine con le regioni Veneto ed Emilia-Romagna. Le città di riferimento più vicine sono Verona, 40 km a nord-est, Brescia, 70 km a nord-ovest, e Modena, 65 km a sud.

### Territorio

#### Idrografia
(Dante Alighieri, Inferno, canto XX, vv. 79-80)

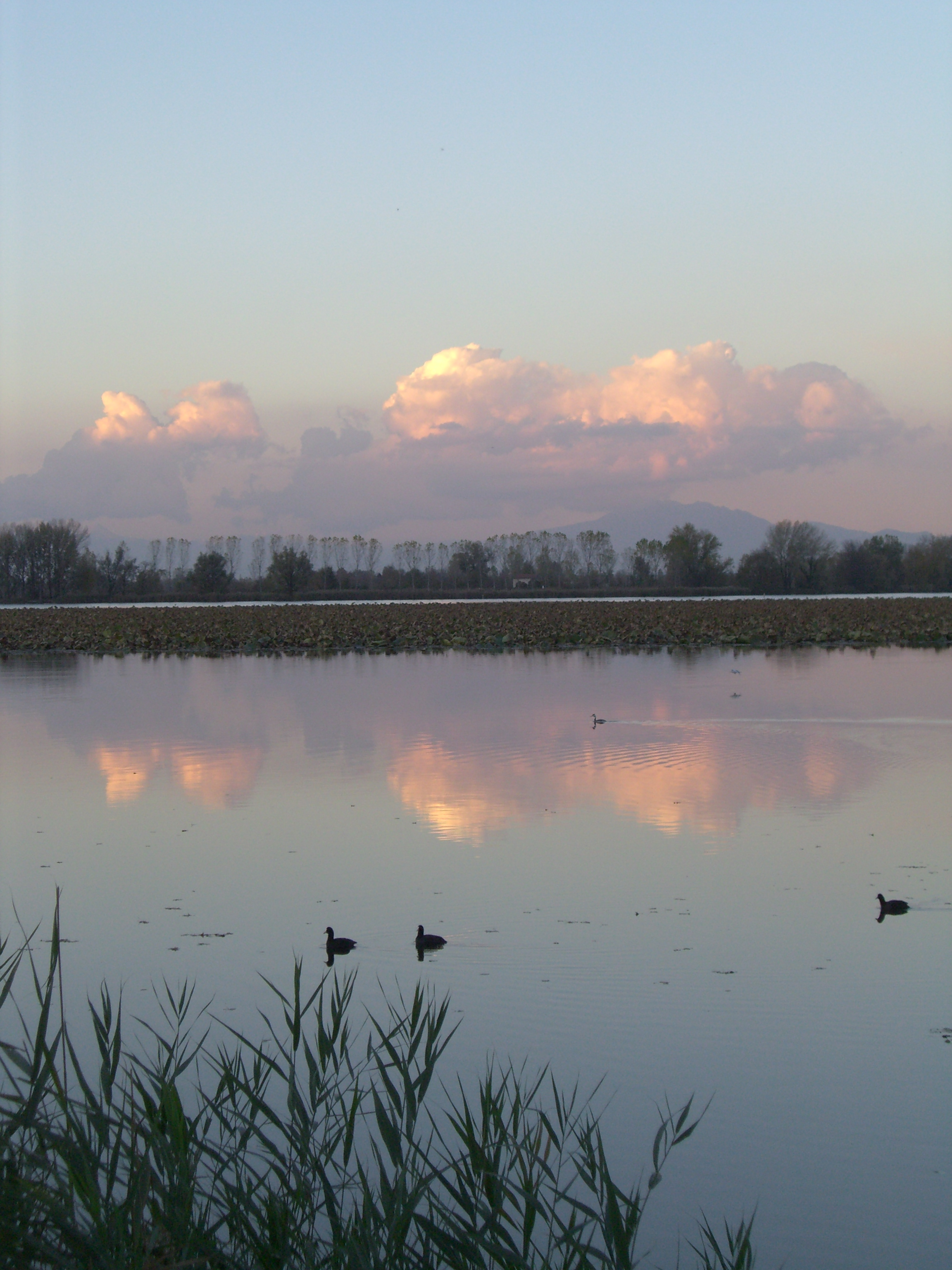
Mantova: visione autunnale del lago

Nel XII secolo l'architetto e ingegnere idraulico Alberto Pitentino, su incarico del Comune di Mantova, organizzò un sistema di difesa della città curando la sistemazione del fiume Mincio in modo da circondare completamente il centro abitato con quattro specchi d'acqua, così da formare quattro laghi: Superiore, di Mezzo, Inferiore e Paiolo; Mantova, di fatto, era un'isola.
Alla campagna si accedeva attraverso due ponti – il Ponte dei Mulini e il Ponte di San Giorgio – ancora esistenti.
In età comunale venne tracciato il Rio, un canale che taglia in due la città, collegando il lago Inferiore a quello Superiore. Altre dighe e chiuse consentirono un'adeguata difesa dalle acque.

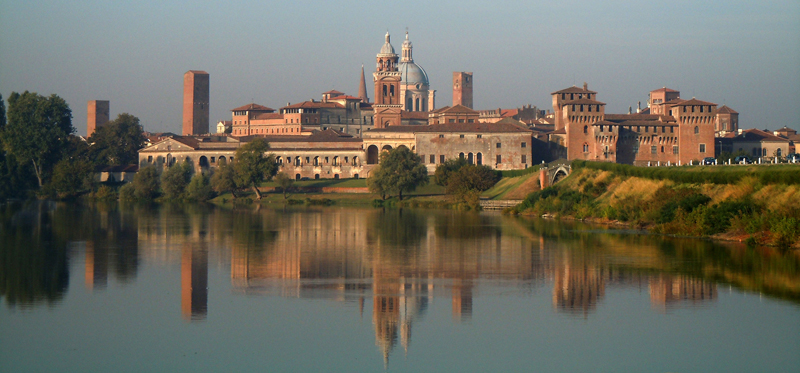
Profilo di Mantova

Nel XVII secolo una forte inondazione diede inizio a una rapida decadenza: il Mincio, trasportando i materiali solidi, trasformò i laghi in paludi malsane che condizionarono ogni ulteriore sviluppo; fu prosciugato, allora, il lago Paiolo a sud, in modo che la città restasse bagnata dall'acqua solo su tre lati – come una penisola – ed oggi ancora si presenta così.

Sono, quindi, tre gli specchi d'acqua, non d'origine naturale, ricavati nell'ansa del fiume Mincio che danno a Mantova una caratteristica del tutto particolare, che ad alcuni sembra quasi magica in quanto compare come una città nata dall'acqua. Nel 1984 è stato istituito il Parco regionale del Mincio di cui il territorio del Comune di Mantova fa parte.

#### Flora e fauna

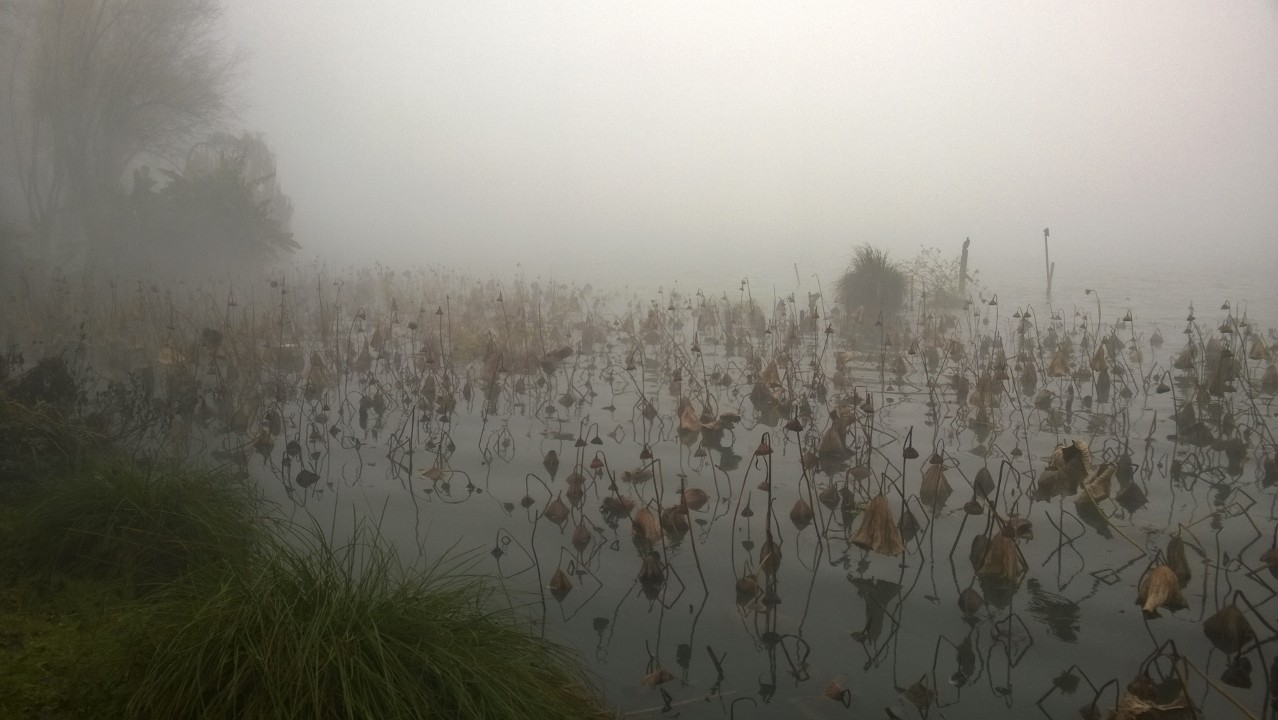
Frutti del loto appassiti in inverno, sul Lago Superiore

Flora e fauna del territorio ruotano inevitabilmente attorno alla presenza a Mantova dei laghi e delle acque che la cingono. Nei laghi mantovani sono insolitamente presenti i fiori di loto (Nelumbo nucifera), originari del Sud Est asiatico. Dalle sponde del parco pubblico di Belfiore, sul lago Superiore, è ben visibile l'isola galleggiante dei fiori di loto con la spettacolare fioritura in luglio-agosto-settembre. La loro bellezza è indubbia ma dal punto di vista ambientale l'introduzione del fior di loto è stata un'operazione discutibile dato che si tratta di una specie aliena dotata di forte capacità infestante che fa sì che siano oggetto di massicci interventi periodici di sfalcio per preservare l'integrità dei laghi. La loro introduzione in Italia è opera nel 1914 dei padri Saveriani di Parma che decisero di utilizzare la fecola ottenuta dai rizomi a scopo alimentare, come da secoli facevano i cinesi. Maria Pellegreffi, giovane laureata in Scienze Naturali si occupò del trapianto dei rizomi nel Lago Superiore di Mantova nel 1921. La farina non ebbe successo nella cucina mantovana ma il fiore colonizzò i laghi. Il paesaggio emozionante e surreale che la distesa di fiori di loto concorre a creare ha dato vita anche a una leggenda sulla loro nascita in territorio. Si racconta che un giovane viaggiando per l'oriente conobbe una ragazza dagli occhi a mandorla e con la pelle profumata come i petali del fior di loto. Venuta a Mantova, la povera ragazza, nello specchiarsi nel lago, vi cadde, perdendo la vita. Il ragazzo allora gettò dei semi del fiore nel lago in modo che, fiorendo ogni estate, potessero ricordare con il loro profumo e la loro delicata bellezza la sua sposa e sconfitto dal dolore si tolse la vita sparendo anch'egli nelle acque del lago.

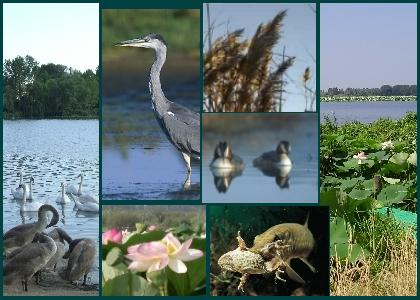
Fauna e flora acquatica lacustre

Oltre al re incontrastato del lago, è facile vedere le specie autoctone come la castagna d'acqua (Trapa natans), detta anche trigöl, particolarmente sviluppata sul lago di Mezzo con i suoi frutti forma di piramide e commestibili, le isolette di ranuncolo d'acqua (Nuphar luteum) con i loro fiori di colore giallo dorato, che aprendosi solo in parte mantengono la particolare forma rotondeggiante e le ninfee bianche con un fiore profumato che forma raggruppamenti vegetali assieme alle altre ninfee ed erbe galleggianti (morso di rana, salvinia, Ceratophyllum demersum etc).

Sul margine, assieme alle canne palustri, salici piangenti e cariceti (la famosa carésa utilizzata per impagliare sedie e confezionare cappelli e altri prodotti artigianali), cresce l'ibisco di palude, autoctono e molto raro, che si trova oltre che nelle Valli del Mincio solo in Toscana, Friuli e Veneto.
Ormai scomparsa in questi territori, come in quasi in tutta Italia, la scargia (Stratiotes aloides).

Gli uccelli trovano nei canneti e nelle acque del territorio palustre il luogo ideale per deporre le uova e trovare cibo. È la fauna aviare quindi quella più rappresentativa della zona anche più limitrofa alla città.
L'airone rosso, le gallinelle d'acqua, le folaghe con tipico piumaggio nero in contrasto con il bianco che si estende sulla regione frontale, e altri anseriformi utilizzano il lago per "fabbricare" nidi galleggianti al limitare del canneto sulla riva o su accumuli vegetali mai troppo al largo, l'airone cenerino invece, nidifica sugli alberi vicini ai numerosi corsi d'acqua per l'irrigazione che si ramificano per i campi della provincia, luoghi di nidificazione e di caccia anche delle poiane, dei tarabusi e delle più "riservate" civette.
La famiglia degli aironi presenti nelle acque del Parco del Mincio, oltre al rosso e al cenerino comprende anche le garzette, svassi, sgarze ciuffetto e le nitticore. Solitamente questi uccelli si osservavano solo nei mesi tra aprile e settembre perché sono specie migratorie, ma negli ultimi anni hanno preferito sostare anche d'inverno.
Tra le canne si nascondono i nidi della cannaiola e del basettino.
Ma le dolci acque del lago e delle paludi del Mincio e del Po sono popolate anche dal pesce gatto, tinca, carpa, persico sole, anguilla, luccio e siluro.
È possibile navigare i laghi di Mantova, con crociere che permettono di vedere tutta la città dall'acqua. Unendo l'aspetto storico, artistico e architettonico alla natura di un'oasi naturale più unica che rara.
Lepri, fagiani e volpi possono essere i protagonisti di qualche incontro notturno nelle campagne mantovane, ma anche dei lupi (se ne contano, a seconda delle versioni, tra pochi esemplari e qualche decina in provincia, concentrati quasi completamente sulle colline mantovane nel nord della provincia).

Rimpinzate dalle generose mani dei visitatori anche anatre e cigni sono da annoverare tra le specie presenti in "suolo" virgiliano, popolando, ormai senza troppi timori della presenza umana, le sponde dei laghi e regalando un forse inatteso contatto con la natura al turista della città d'arte.

#### Sismologia
Classificazione sismica: zona 3.
Il terremoto dell'Emilia del maggio 2012 ha provocato danni rilevanti agli edifici storici della città.

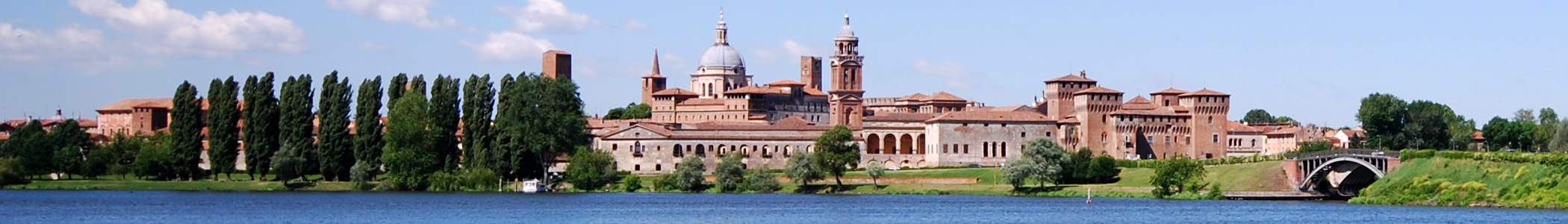
Il profilo di Mantova

### Clima
Essendo una città dell'entroterra del Nord Italia, ha un clima subcontinentale dove a gennaio non sono infrequenti le nevicate. Essendo circondata da un lago porta come conseguenza che, in tutti i periodi dell'anno, il clima sia caratterizzato da una forte umidità: d'inverno si manifesta con grande frequenza il fenomeno della nebbia. Insistendo in uno spazio chiuso, com'è la Pianura Padana, d'estate il clima è afoso e umido, con poca ventilazione.
La minima storica si ebbe il 16 febbraio 1929 con 19 gradi sotto zero mentre la massima si registrò il 7 luglio 1957 con 38,2 gradi all'ombra.
Negli inverni degli anni dal 1930 al 1955 era abbastanza usuale che i laghi attorno alla città gelassero, almeno in parte; dopo una gelata eccezionale nel rigidissimo inverno 1985, una nuova gelata completa della superficie lacustre, prolungatasi per più di una settimana, si ebbe nella prima quindicina di febbraio 2012.
| Mantova               | Mesi  | Mesi  | Mesi  | Mesi  | Mesi  | Mesi  | Mesi  | Mesi  | Mesi  | Mesi  | Mesi  | Mesi  | Stagioni | Stagioni | Stagioni | Stagioni | Anno |
| Mantova               | Gen   | Feb   | Mar   | Apr   | Mag   | Giu   | Lug   | Ago   | Set   | Ott   | Nov   | Dic   | Inv      | Pri      | Est      | Aut      | Anno |
| --------------------- | ----- | ----- | ----- | ----- | ----- | ----- | ----- | ----- | ----- | ----- | ----- | ----- | -------- | -------- | -------- | -------- | ---- |
| T. max. media (°C)    | 4,0   | 7,2   | 12,7  | 17,4  | 22,5  | 26,9  | 29,6  | 28,6  | 24,1  | 17,6  | 10,6  | 5,5   | 5,6      | 17,5     | 28,4     | 17,4     | 17,2 |
| T. min. media (°C)    | −1,3  | 0,3   | 4,5   | 8,5   | 13,0  | 16,8  | 19,0  | 18,5  | 15,4  | 10,3  | 5,1   | 0,6   | −0,1     | 8,7      | 18,1     | 10,3     | 9,2  |
| Precipitazioni (mm)   | 43    | 41    | 47    | 56    | 62    | 58    | 44    | 47    | 54    | 68    | 63    | 51    | 135      | 165      | 149      | 185      | 634  |
| Giorni di pioggia     | 6     | 6     | 7     | 8     | 9     | 7     | 5     | 5     | 6     | 7     | 8     | 7     | 19       | 24       | 17       | 21       | 81   |
| Vento (direzione-m/s) | W 3,0 | W 3,3 | E 3,4 | E 3,5 | E 3,1 | E 3,0 | E 3,0 | E 2,8 | E 2,8 | E 3,0 | W 3,3 | W 3,2 | 3,2      | 3,3      | 2,9      | 3,0      | 3,1  |

## Origini del nome

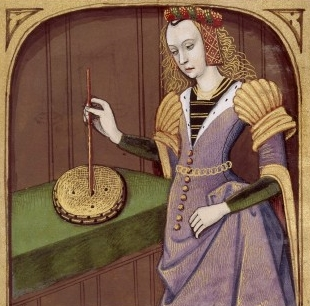
Manto nel De mulieribus claris di Giovanni Boccaccio

Il mito della fondazione della città è legato a doppio filo con la storia della profetessa Manto, che la tradizione greca vuole figlia dell'indovino tebano Tiresia.
Le vicende narrate nel mito vedono una dicotomia di questo personaggio (come anche accadde per quello di Longino): fonti greche narrano che Manto, fuggita da Tebe, si fermò in Anatolia, nell'attuale Turchia; altre invece descrivono il suo arrivo, dopo lungo errare, nel territorio, allora completamente palustre, che oggi ospita la città. In questo luogo creò un lago con le sue lacrime; secondo la leggenda queste acque avevano la magica proprietà di conferire capacità profetiche a chi le beveva.
Manto avrebbe incontrato e sposato la divinità fluviale Tybris (il Tevere) re degli Etruschi, e il loro figlio Ocno (detto anche Bianore) avrebbe fondato una città sulle sponde del fiume Mincio chiamandola, in onore della madre, Mantua. Questa versione mitica della fondazione della città di Mantova è riportata nell'Eneide di Virgilio. Secondo un'altra teoria, Mantova trae l'origine del suo nome da Manth, dio etrusco, signore dei morti del pantheon tirreno.
Il mito della fondazione di Mantova trova spazio anche nella Divina Commedia di Dante Alighieri nel XX Canto dell'Inferno, nel quale Dante stesso e la sua guida mantovana Virgilio incontrano gli indovini. Proprio indicando una di queste anime, Virgilio descrive i dintorni della città, il Lago di Garda ed il corso del Mincio che si tuffa nel Po a Governolo per affermare, riferendosi alla leggenda dell'indovina Manto:
(Dante Alighieri, Divina Commedia-XX Canto dell'Inferno.)

## Storia
Lo scrittore latino Servio Mario Onorato dice che Mantova era una delle città fondate dall'antico popolo degli Umbri. Venne successivamente abitata dagli Etruschi, ai quali seguirono i Celti. I Romani provvidero alla loro cacciata iniziando opere di fortificazione. Durante questo periodo ebbe i natali il poeta Virgilio (70 a.C.-19 a.C.).

Stemma dei Gonzaga successivo all'anno 1530.

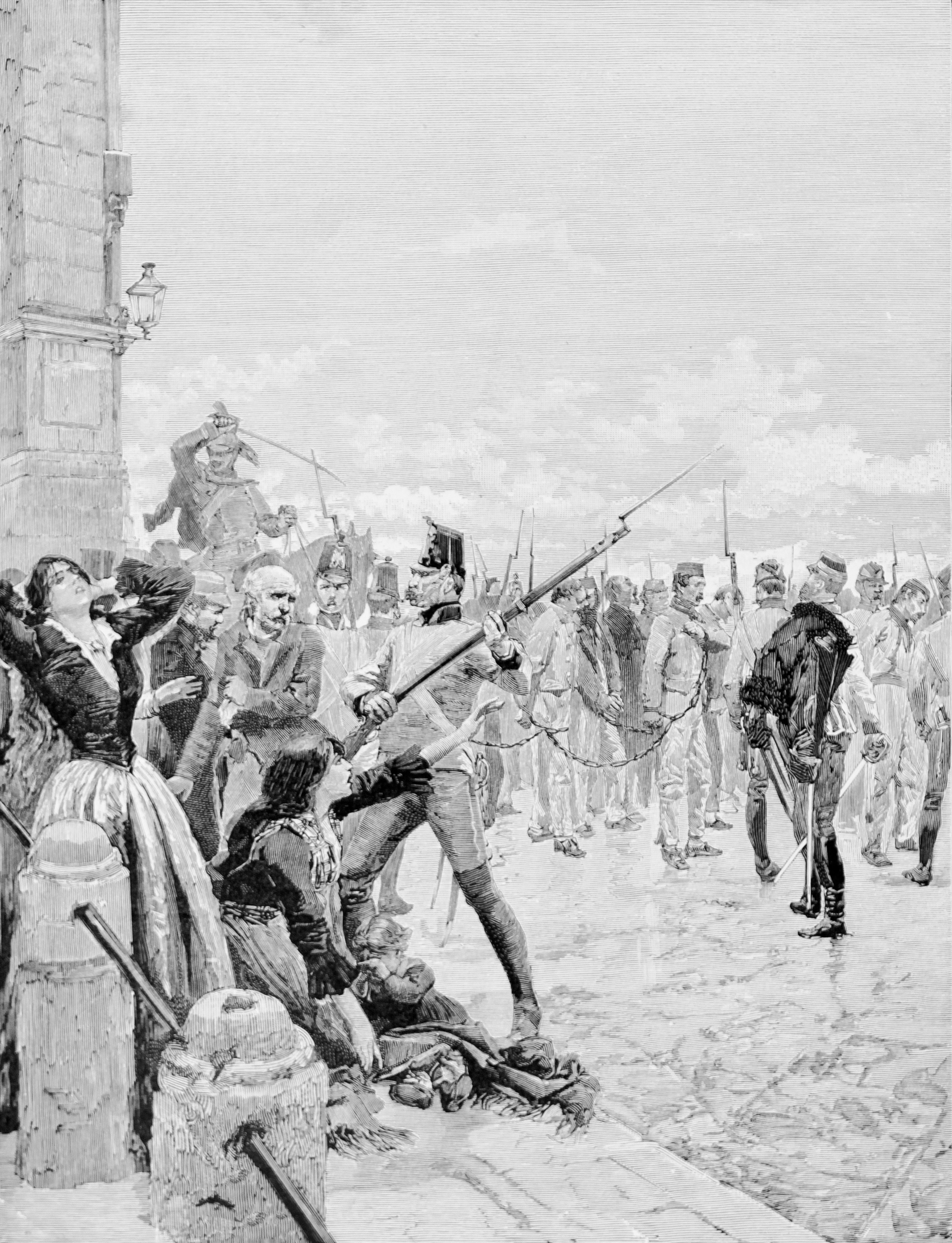
I martiri di Belfiore condotti al patibolo.

Nell'anno 1000 iniziò su Mantova il dominio dei Canossa: Tedaldo di Canossa prima e la contessa Matilde ampliarono le loro proprietà e provvidero all'edificazione di chiese e conventi. Dopo la morte di Matilde nel 1115, seguirono frequenti scontri con le popolazioni confinanti: veronesi, cremonesi e reggiani. Ezzelino da Romano nel 1246 conquistò la città col suo esercito ma dopo due mesi di battaglie venne sconfitto e cominciò per Mantova un'epoca di benessere. In questo periodo venne eretto il Palazzo del podestà e il Ponte dei Mulini e la città venne dotata di possenti mura.
Nel 1276 iniziò l'ascesa di una delle famiglie più potenti del tempo, i Bonacolsi, che costruirono importanti palazzi merlati. Il 16 agosto 1328 venne ferito a morte l'ultimo dei Bonacolsi, Rinaldo detto "Passerino" ad opera di Luigi Gonzaga, spalleggiato dalla famiglia Della Scala di Verona, che ambiva ad impossessarsi della città.
Iniziava così la plurisecolare dominazione della famiglia Gonzaga, che regnò su Mantova fino al 1707. Fu il periodo più importante di Mantova che divenne una delle città più in vista e uno dei massimi centri d'arte in Europa. Pisanello, Leon Battista Alberti, Andrea Mantegna, Giulio Romano e Luca Fancelli lasciarono un'impronta indelebile nell'architettura della città.
Mantova subì una guerra di successione e un saccheggio a opera dei lanzichenecchi, che nel 1630 diffusero la peste. Iniziò il lento declino di Mantova, accompagnato dal tramonto della signoria dei Gonzaga che, nel 1707, lasciò la città in mano agli austriaci. Seguì la dominazione francese e nuovamente austriaca nel 1815, quando Mantova divenne caposaldo del Quadrilatero, assieme a Peschiera, Verona e Legnago.
L'ultimo dei Gonzaga-Nevers, Ferdinando Carlo riparò a Venezia nel 1701.
Nel 1852 avvenne l'eccidio dei Martiri di Belfiore, che anticipò l'unità nazionale. Nel 1866 Mantova entrò a far parte del Regno d'Italia.

Stemma del comune

### Simboli
Stranamente la città è catalogata come città ghibellina, ma lo stemma è tipicamente guelfo (anti-imperiale come quello di Milano o di Genova).

Gonfalone comunale

Blasonatura stemma
Blasonatura gonfalone

### Onorificenze
Il comune di Mantova si fregia fin dall'antichità del titolo di città, confermato con Imperial regia Patente del 24 aprile 1815.
La città di Mantova è la 26ª tra le 27 città decorate con Medaglia d'Oro come "Benemerite del Risorgimento nazionale" per le azioni altamente patriottiche compiute dalla città nel periodo del Risorgimento. Periodo, definito dalla Casa Savoia, compreso tra i moti insurrezionali del 1848 e la fine della prima Guerra Mondiale nel 1918.
Un'ulteriore onorificenza, la medaglia di bronzo al merito civile, è stata concessa alla città virgiliana il 31 marzo 2005 per l'azione meritoria svolta dalla popolazione in favore dei soldati italiani e alleati reclusi nei campi di concentramento tedeschi nel periodo 1943-45.

## Monumenti e luoghi d'interesse

### Architetture religiose

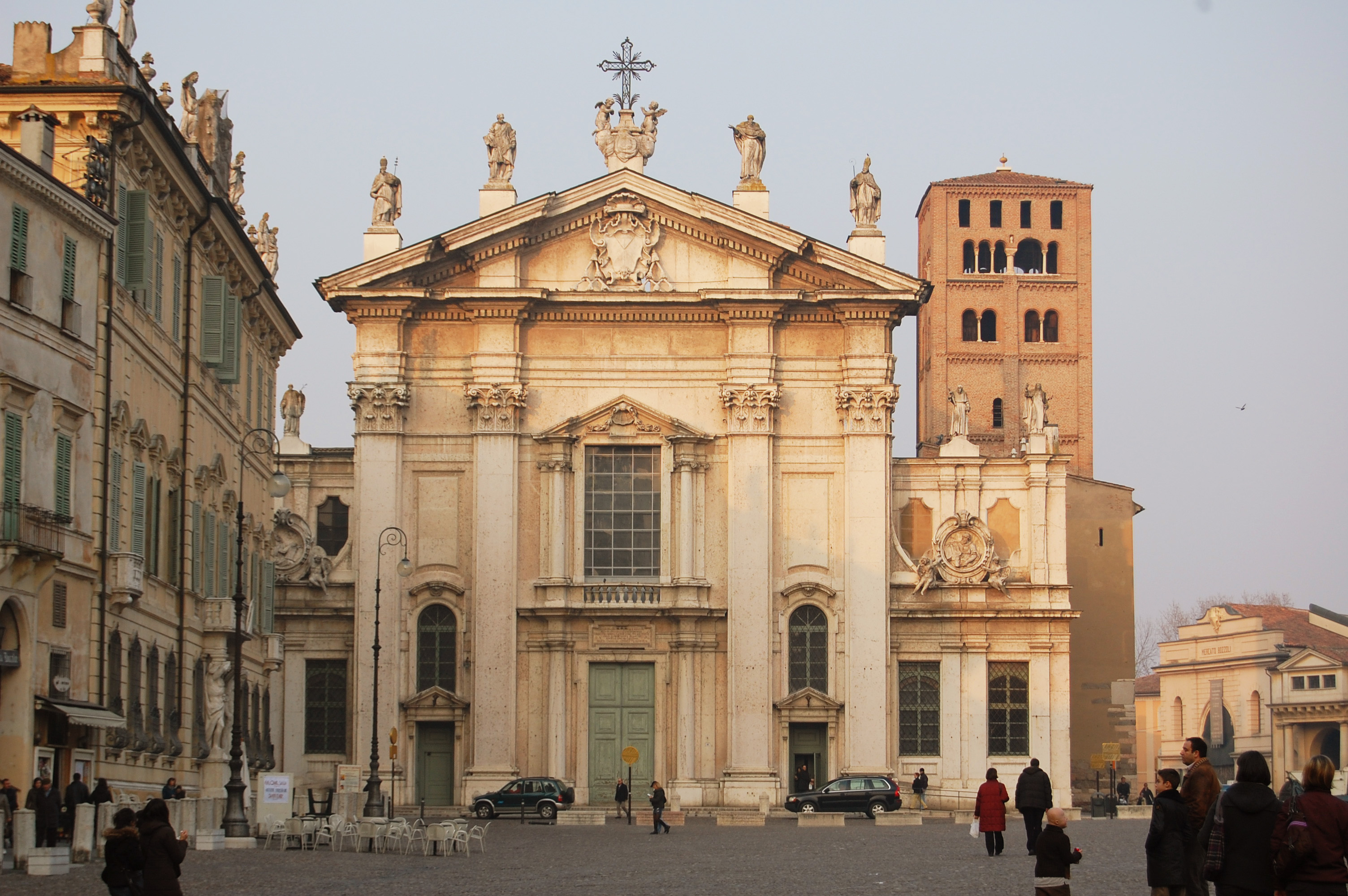
Duomo

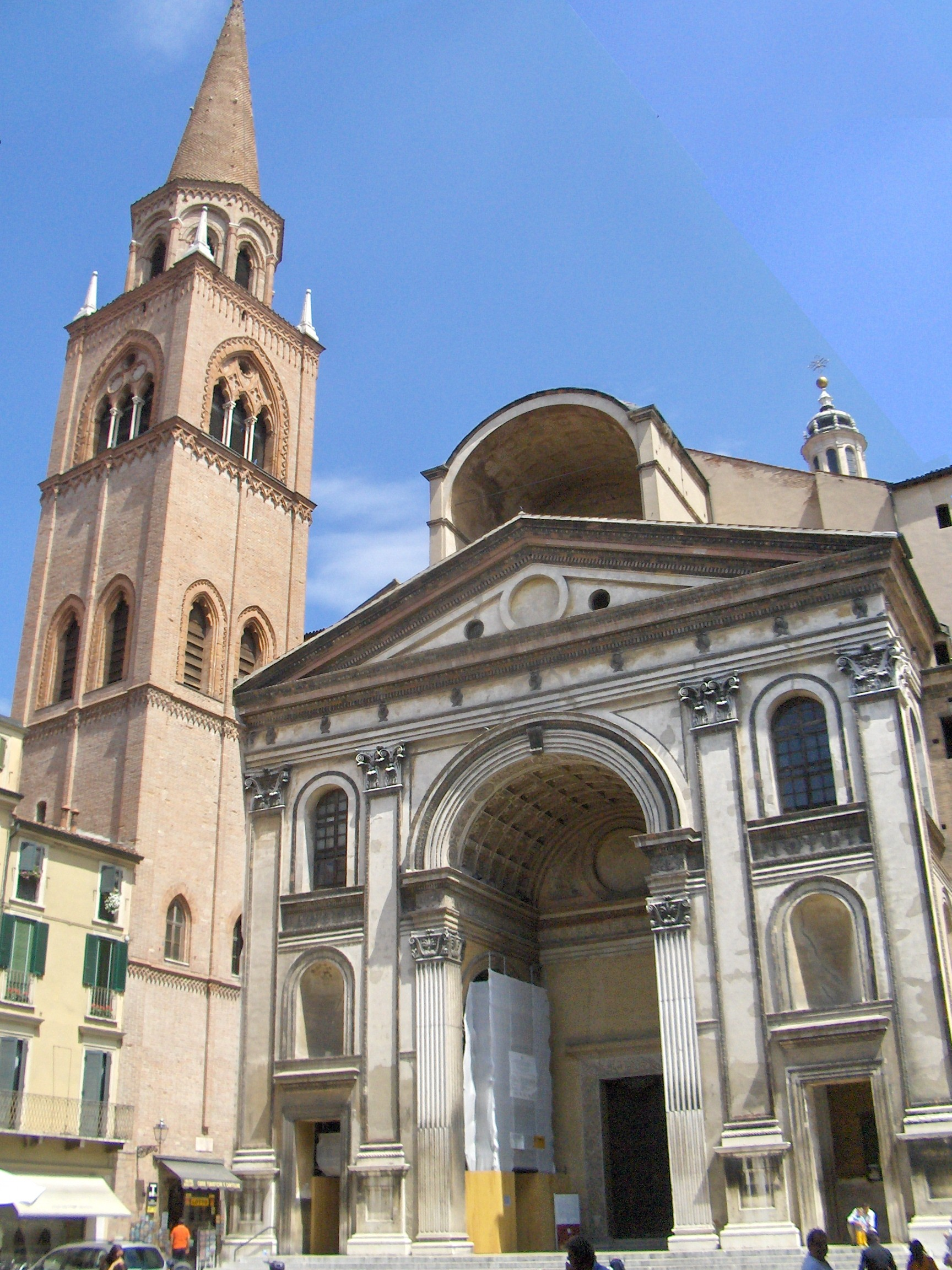
Basilica di Sant'Andrea

Cattedrale di San Pietro (Duomo)dedicato a San Pietro, l'attuale duomo in stile romanico con aggiunte gotiche, fu costruito tra il 1395 e il 1401 dopo che un incendio, secoli prima, aveva distrutto un precedente tempio paleocristiano. Fu ristrutturato nel 1545 da Giulio Romano, che lasciò intatta la facciata ma modificò le forme, ispirandosi alle basiliche paleocristiane. L'attuale facciata, in marmo di Carrara, risale al 1761. Il fianco presenta inserti gotici come rosoni, cuspidi e pinnacoli, resti dell'antica facciata. All'interno si può ammirare il soffitto a cassettoni che sovrasta le tre navate: la principale è ornata di statue di sibille e profeti risalenti al Cinquecento. Sotto l'altare maggiore è conservato il corpo incorrotto di Sant'Anselmo da Baggio patrono della città. La Cattedrale, ubicata nella monumentale piazza Sordello, è la sede vescovile di Mantova.
Basilica di Sant'Andreaprogettata da Leon Battista Alberti, fu edificata a partire dal 1472 e conclusa 328 anni dopo con la costruzione della cupola su disegni di Filippo Juvarra. Nella cripta è custodita all'interno dei Sacri Vasi la reliquia del Preziosissimo Sangue di Cristo portato a Mantova dal centurione romano Longino. In una delle cappelle è conservato il monumento funebre di Andrea Mantegna, sovrastato dall'effigie in bronzo del pittore della corte dei Gonzaga.
Basilica palatina di Santa Barbarachiesa della corte dei Gonzaga fu voluta dal duca Guglielmo che incaricò del progetto l'architetto mantovano Giovan Battista Bertani. Parte integrante del Palazzo Ducale, l'edificazione della chiesa fu conclusa nel 1572.

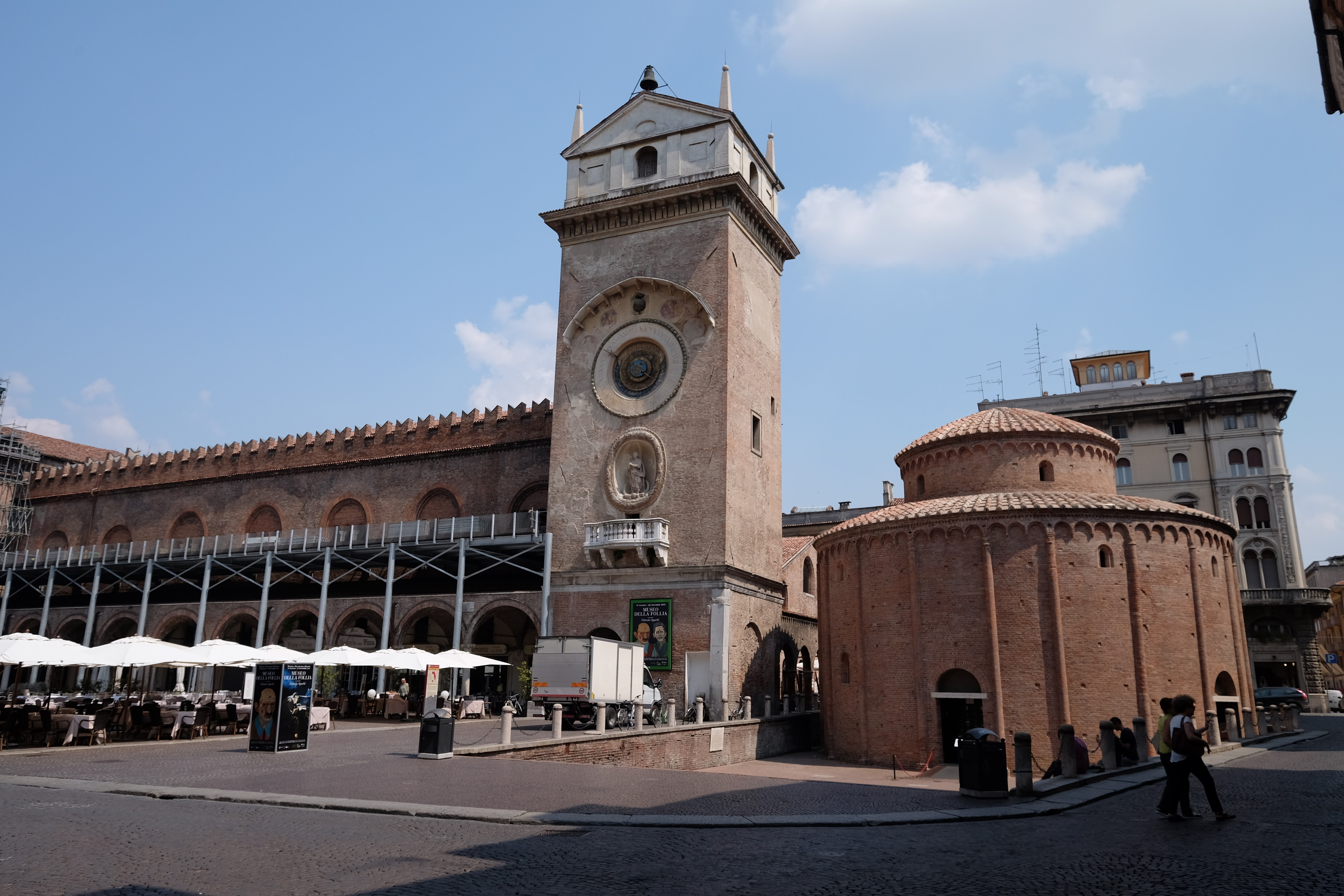
Rotonda di San Lorenzo e Torre dell'Orologio in Piazza delle Erbe

Rotonda di San Lorenzoè la chiesa più antica della città, costruita nell'XI secolo durante la dominazione dei Canossa. A pianta centrale rotonda, la Rotonda di San Lorenzo è posta ad un livello più basso di Piazza delle Erbe e conserva al suo interno un matroneo e tracce di affreschi di scuola bizantina risalenti ai secoli XI-XII. Nel corso dei secoli subì trasformazioni radicali; sconsacrata, divenne magazzino tanto che all'inizio del Novecento risultava inglobata in edifici successivi alla sua costruzione. Espropriati nel 1908, la rotonda di San Lorenzo fu restaurata e riaperta nel 1911 e infine riconsegnata alla sua destinazione religiosa originaria nel 1926.

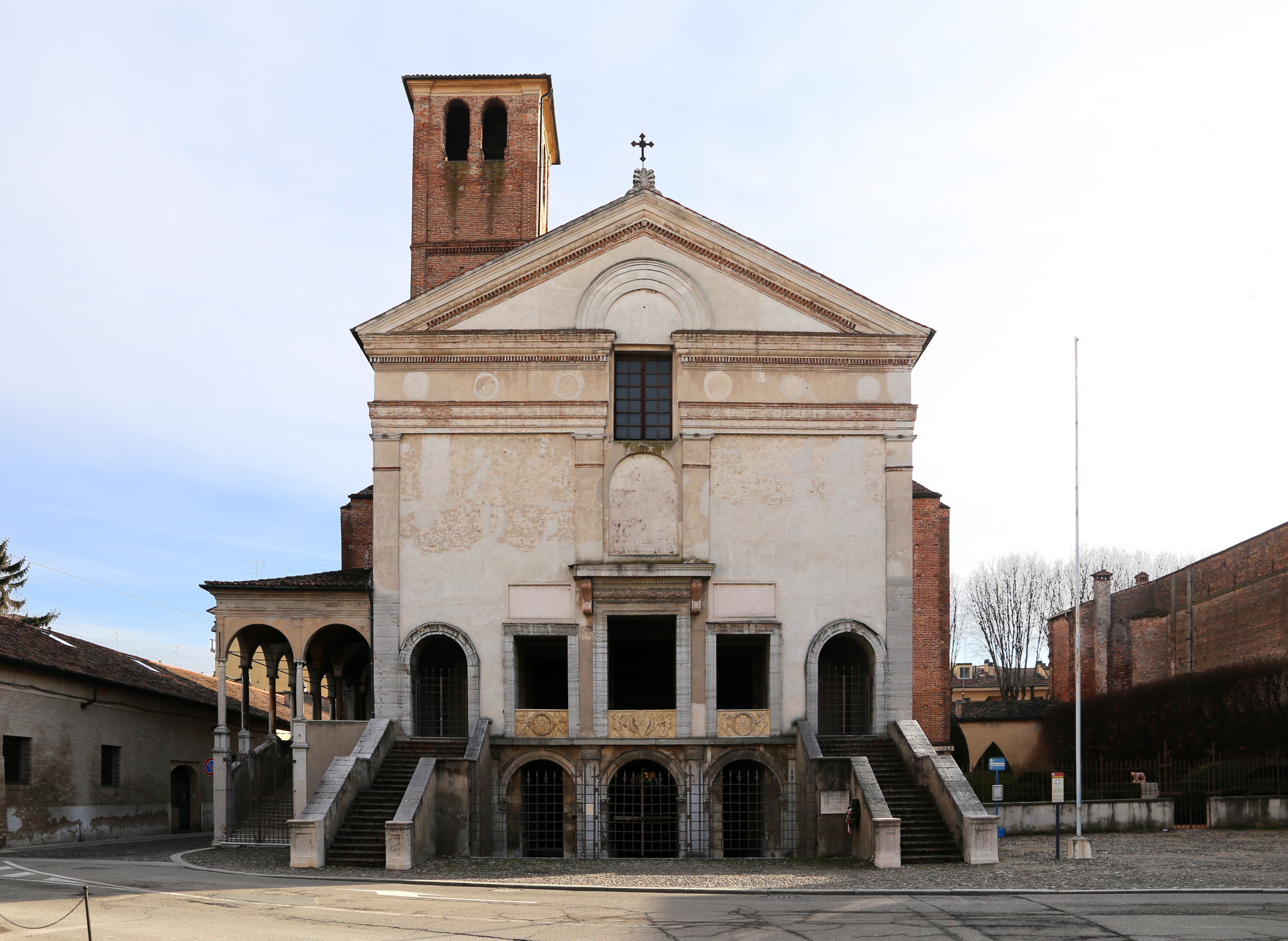
Tempio di San Sebastiano

Chiesa di San Sebastianoiniziata nel 1460 da Luca Fancelli su progetto di Leon Battista Alberti, fu completata nel 1529. Sconsacrata nel XVIII secolo fu adibita a diversi usi fino al 1925 quando, dopo un discutibile restauro che ha aggiunto le due scalinate d'ingresso, è stata trasformata in famedio dei caduti mantovani di tutte le guerre.
Sinagoga Norsa Torrazzofu trasferita e fedelmente ricostruita nella sua attuale ubicazione, quando fu decisa la demolizione del quartiere ebraico, tra il 1899 e il 1902.
Seminario vescovilel'edificio, situato accanto al Duomo in Via Fratelli Cairoli, fu ristrutturato nel 1825 in stile neoclassico come si rileva in particolare nella facciata e nel cortile interno.

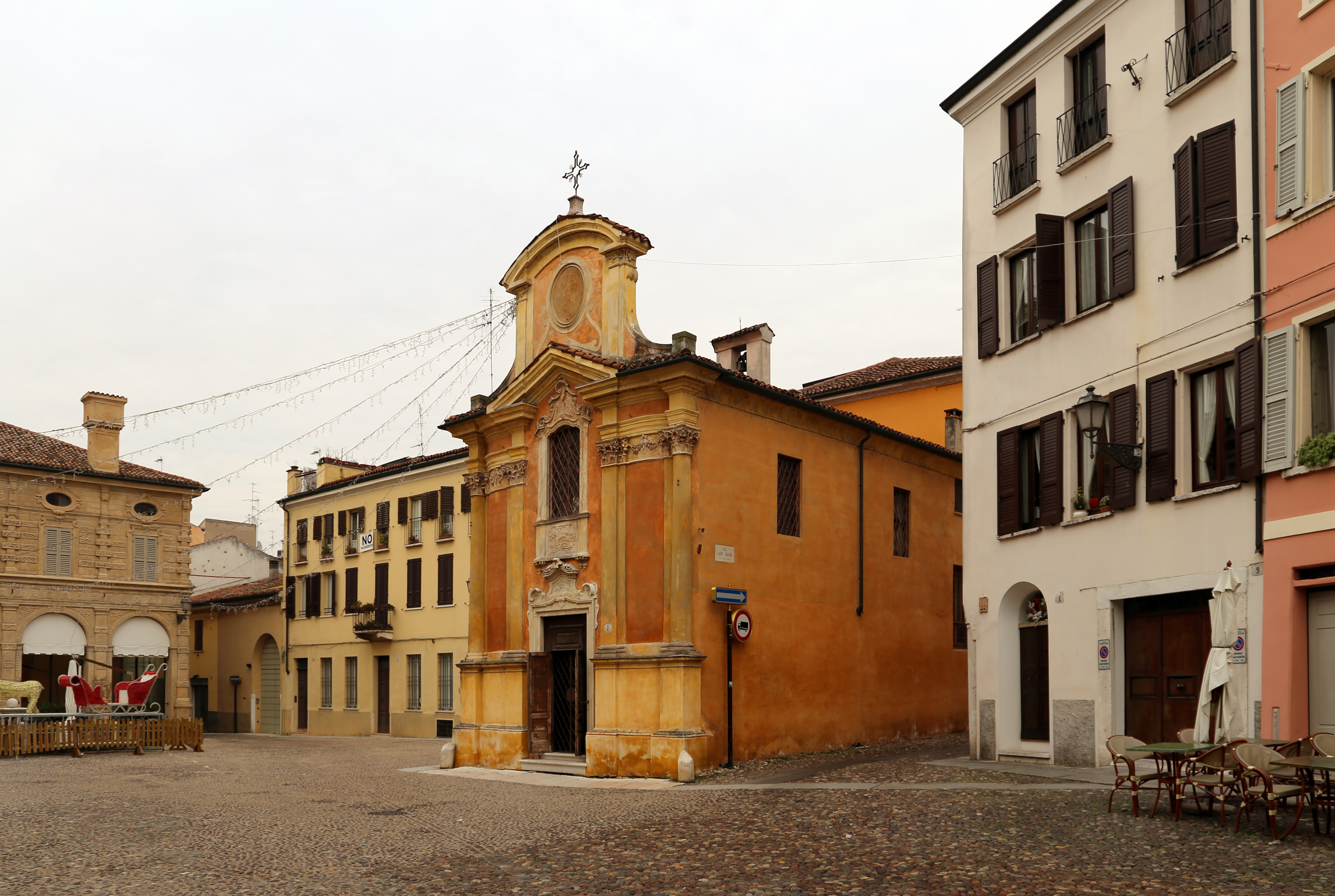
Chiesa della Madonna del Terremoto

- Chiesa di Sant'Apollonia – via Benzoni 20
- Chiesa di San Barnaba – piazza Bazzani
- Chiesa di Santa Caterina – corso Garibaldi
- Chiesa di San Cristoforo – via Acerbi
- Chiesa di Sant'Egidio – via Frattini
- Chiesa di San Filippo Neri – via Pasquale Miglioretti (Borgochiesanuova)
- Chiesa di San Francesco – piazza san Francesco d'Assisi 5
- Chiesa dei Santi Gervasio e Protasio – via Trento 1
- Chiesa di San Giuseppe Artigiano – via Indipendenza
- Chiesa di San Leonardo – piazza San Leonardo
- Chiesa di San Luigi Gonzaga - via Semeghini Defendi 8 (Te Brunetti)
- Chiesa della Madonna del Terremoto – piazza Canossa
- Chiesa di Santa Maria degli Angeli – via della Certosa (Borgo Angeli)
- Chiesa di Santa Maria dei Miracoli - piazza Frassino 2 (Frassino)
- Chiesa di Santa Maria del Gradaro – via Gradaro
- Chiesa di Santa Maria della Carità – via Corridoni 33
- Chiesa di Santa Maria del Carmine
- Chiesa di Santa Maria della Vittoria – via Fernelli
- Chiesa di San Martino – via Pomponazzo
- Chiesa di San Maurizio – via Chiassi
- Chiesa di San Michele Arcangelo - via Verona 47 (Cittadella)
- Chiesa di Ognissanti – corso Vittorio Emanuele 146
- Chiesa di Sant'Orsola – corso Vittorio Emanuele 53
- Chiesa di Santa Paola – piazza dei Mille
- Chiesa di San Pio X papa - viale don Luigi Sturzo 22
- Chiesa dei Santi Simone e Giuda – via Fernelli
- Chiesa di Santo Spirito – via Vittorino da Feltre
- Chiesa di Santa Teresa – via Mazzini
- Chiesa della Santissima Trinità - Via Roberto Ardigò. Costruita nella seconda metà del Cinquecento come chiesa del collegio gesuitico, dopo la soppressione ottocentesca, è oggi parte dell'Archivio di Stato.[31] Per questa chiesa era stato realizzato il ciclo di tele di Rubens con il Battesimo di Cristo, oggi al Museo reali di belle arti di Anversa, la Trasfigurazione al Musée des beaux-arts di Nancy e la Trinità adorata dalla famiglia Gonzaga ancora a Mantova in Palazzo Ducale. Nella Scuola inferiore della chiesa era collocata in antico la Presentazione della Vergine al Tempio dipinta da Domenico Fetti nel 1615 -1616 circa, oggi anch'essa in Palazzo Ducale.[32]

#### Edifici religiosi scomparsi
- Chiesa delle Quarant'ore
- Chiesa di San Domenico
- Chiesa di San Giovanni al Tempio
- Chiesa di Sant'Agnese
- Chiesa di Santa Maria di Capo di Bove
- Chiesa di Santo Stefano
- Oratorio di Santa Maria del Melone

### Architetture civili

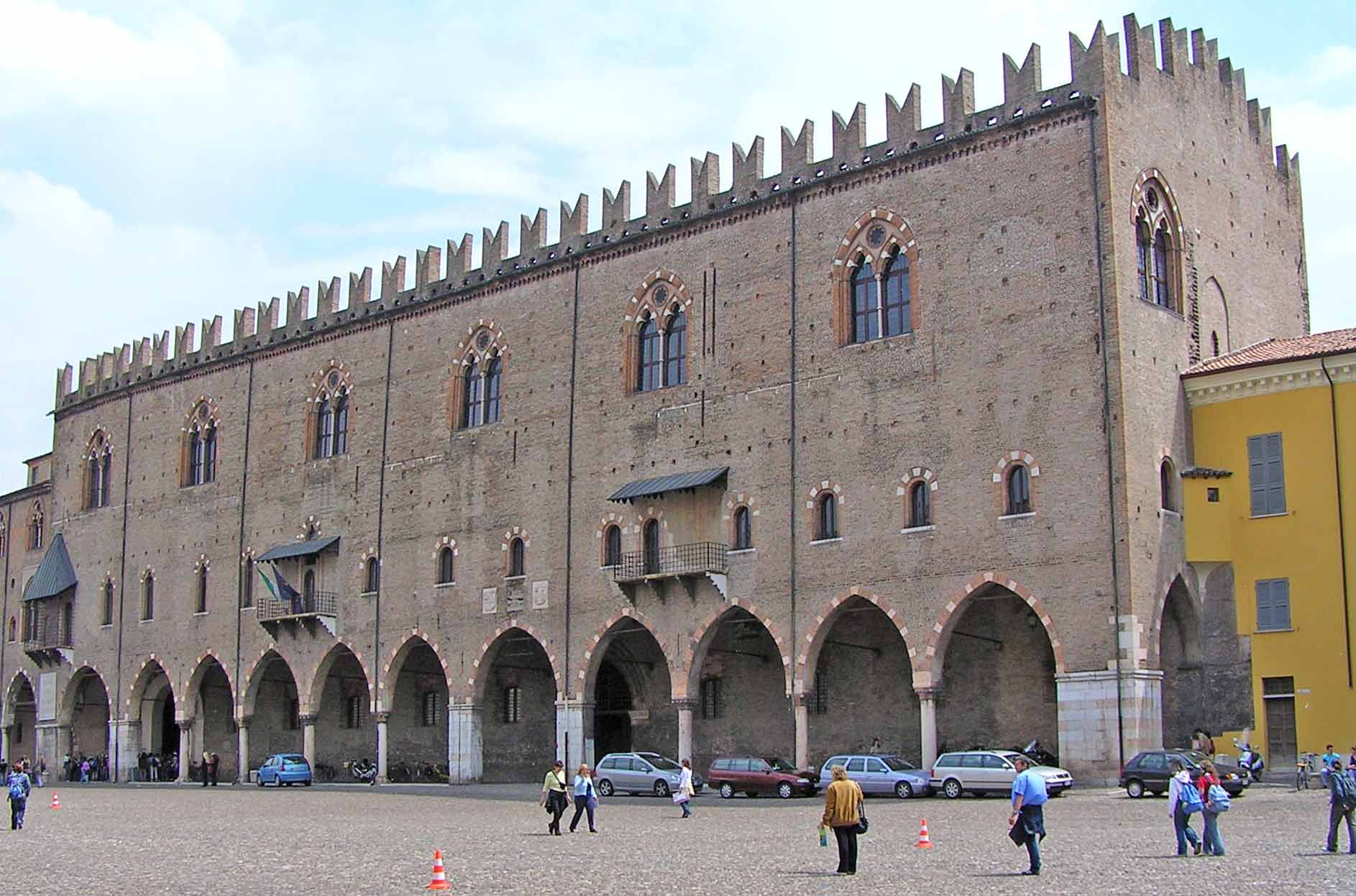
Palazzo del Capitano, primo nucleo d'epoca bonacolsiana di Palazzo Ducale

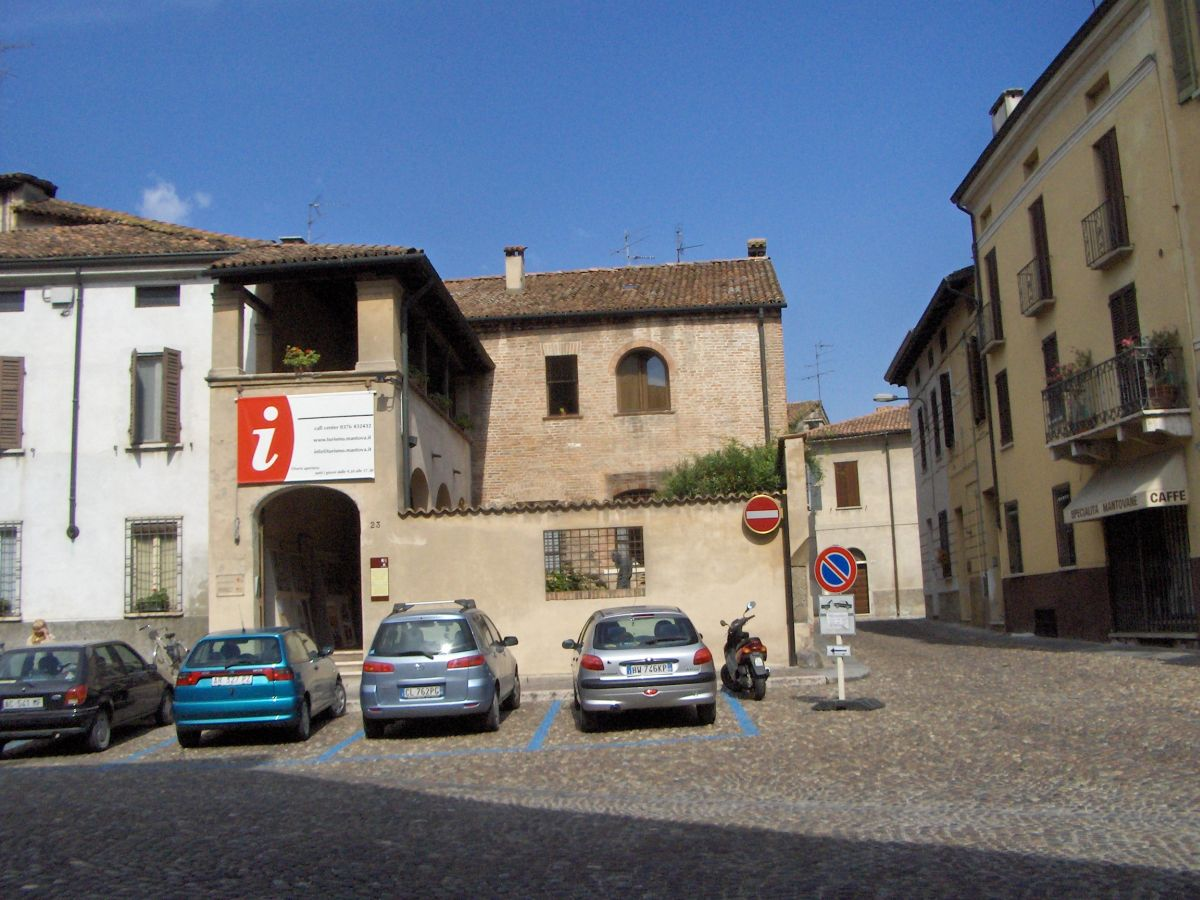
Casa di Rigoletto

Palazzo Ducaleè forse più giusto parlare di "città-palazzo", in quanto il complesso architettonico è costituito da numerosi edifici collegati tra loro da corridoi e gallerie, ed arricchito da cortili interni, alcuni pensili, e vasti giardini. La reggia dei Gonzaga, per estensione dei tetti, è la seconda in Europa superata unicamente dal Vaticano. Non appare improprio definire la reggia gonzaghesca come i Palazzi Ducali, stante l'abitudine di quasi ogni Duca di edificare una propria dimora che si andava aggregando a quanto precedentemente costruito. Già prima dell'avvento al potere dei Gonzaga erano stati edificati i primi nuclei del Palazzo, ma la storia del complesso si identifica soprattutto con quella della famiglia che governò la città fino al 1707. Tra le altre, celeberrima è la cosiddetta Camera degli Sposi (Camera picta) nel Castello di San Giorgio, parte della "città-palazzo", affrescata da Andrea Mantegna e dedicata a Ludovico III Gonzaga e a sua moglie Barbara di Brandeburgo. Diventata Mantova austriaca, le ristrutturazioni sono proseguite fino alla seconda metà del XVIII secolo per opera dei governatori inviati dall'Imperatore.

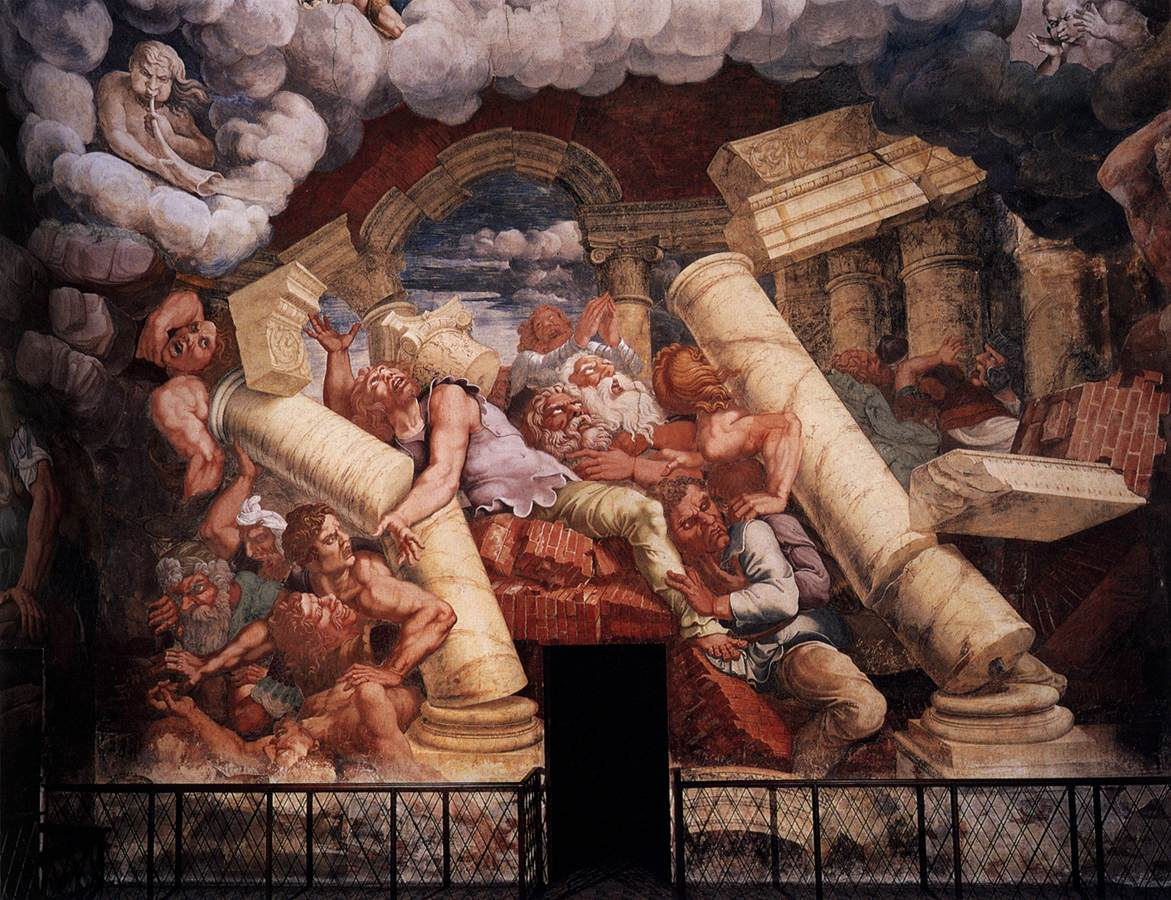
Palazzo Te: Sala dei Giganti

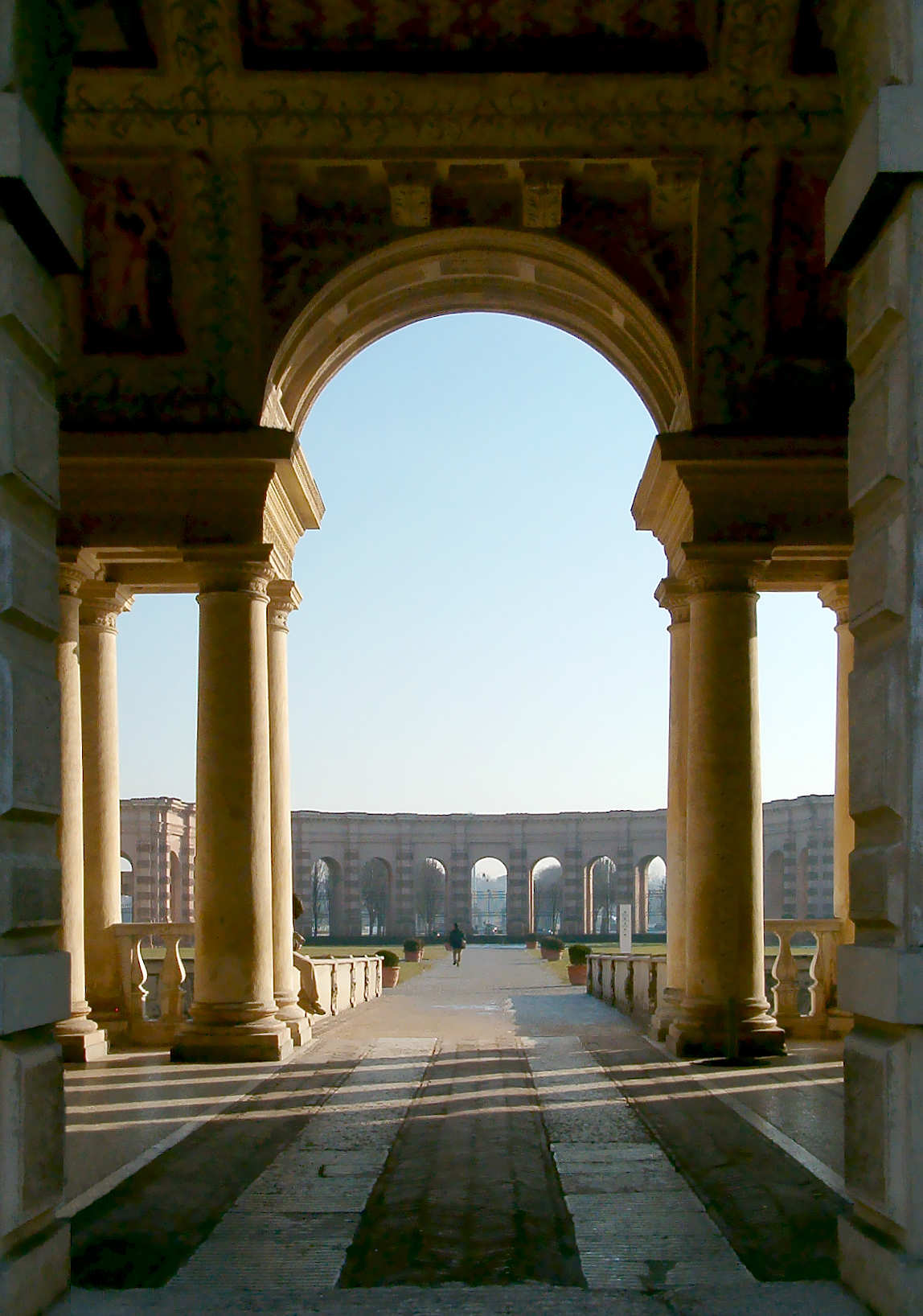
Palazzo Te

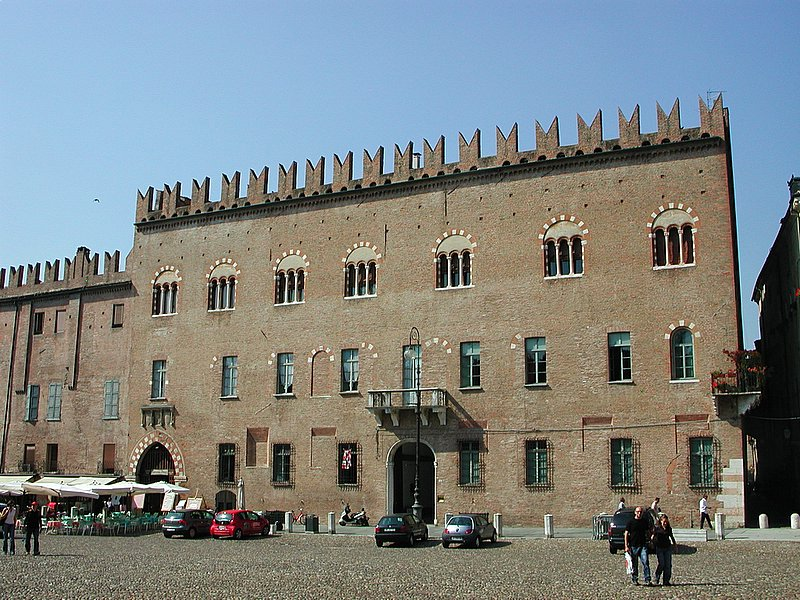
Palazzo Bonacolsi

Palazzo Teè opera di Giulio Romano che nel 1525 lo ideò su commissione del marchese Federico II Gonzaga che lo utilizzò per i suoi svaghi. Vi fece dimorare l'amante "ufficiale" Isabella Boschetti. Il "Palazzo dei lucidi inganni" sorgeva al centro di un'isola ricca di boschi e circondata dalle acque di un lago, ora prosciugato: misterioso, ricco di simboli e di miti che risaltano nelle sale stupendamente affrescate anche dallo stesso Giulio Romano, come la celeberrima Sala dei giganti e quella di Amore e Psiche e, non ultima, la sala dei cavalli che celebra le scuderie gonzaghesche all'epoca famose in tutta Europa.
Palazzo della Ragionefu edificato quand'era podestà Guido da Correggio (1242), in epoca comunale, con funzioni pubbliche e allo scopo di consentire le assemblee e le adunanze cittadine. Al piano terreno il palazzo ospitava, come ora, numerose botteghe, mentre nell'ampio salone al piano superiore, si amministrava la giustizia. Sulle pareti di questo ambiente sono visibili i resti di affreschi medievali della fine del XII e del XIII secolo recentemente restaurati. A questo salone si accede tramite una ripida scala posta sotto la Torre dell'Orologio innalzata nel Quattrocento, epoca alla quale risalgono anche i portici che si affacciano su Piazza Erbe. Il Palazzo è ora adibito a sede espositiva ospitando mostre d'arte organizzate dal Comune di Mantova.

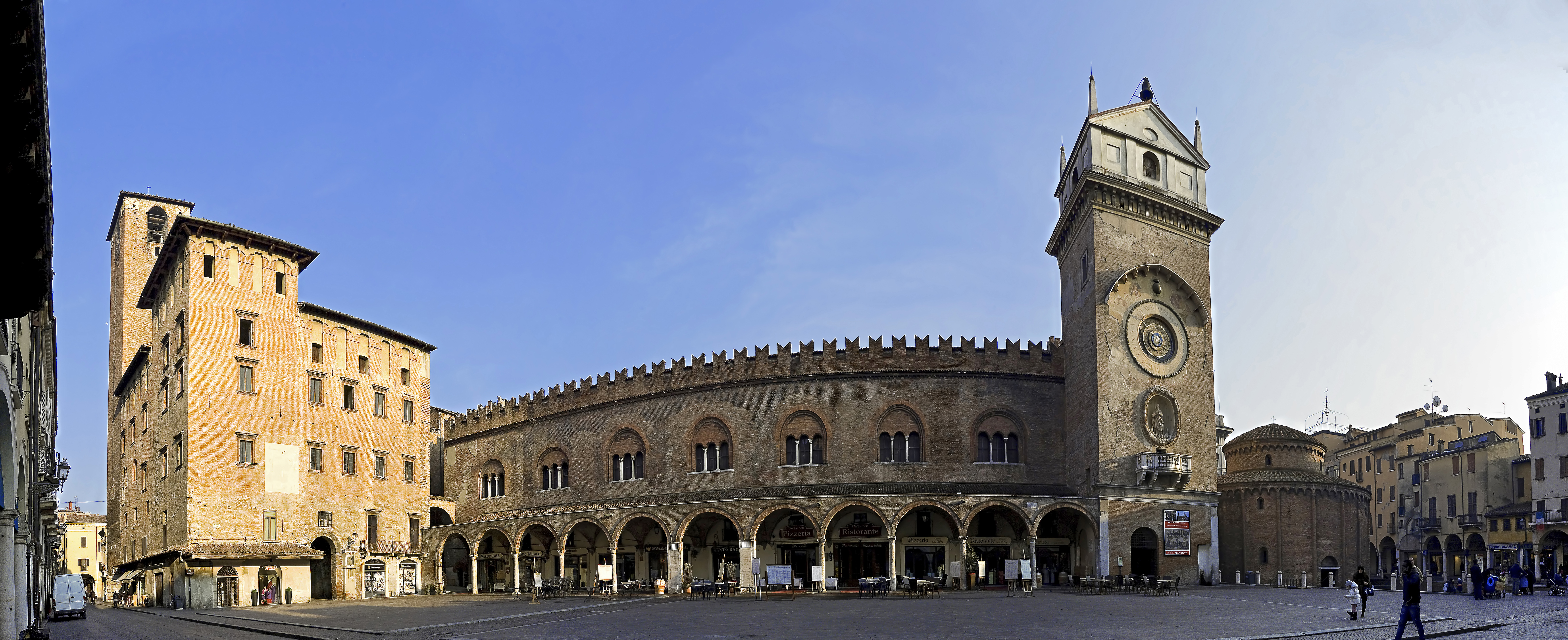
Piazza delle Erbe con Palazzo del Podestà, Palazzo della Ragione, Torre dell'Orologio e Rotonda di San Lorenzo

Palazzo Bonacolsi (Castiglioni)si trova in Piazza Sordello, fu edificato da Pinamonte dei Bonacolsi intorno al 1272 e riadattato da Luigi Gonzaga dopo la conquista del potere nel 1328. È stato l'antica dimora della famiglia Bonacolsi, che governò la città dal 1272 al 1328. Il palazzo è attualmente ancora dimora della famiglia dei conti Castiglioni, discendente da Baldassarre Castiglione, uomo politico e studioso del XVI secolo, autore de Il Cortegiano. Al piano terra l'originario portone dell'ingresso con grande arco sesto acuto bicolore e decorato con scudi con lo stemma dei Bonacolsi.

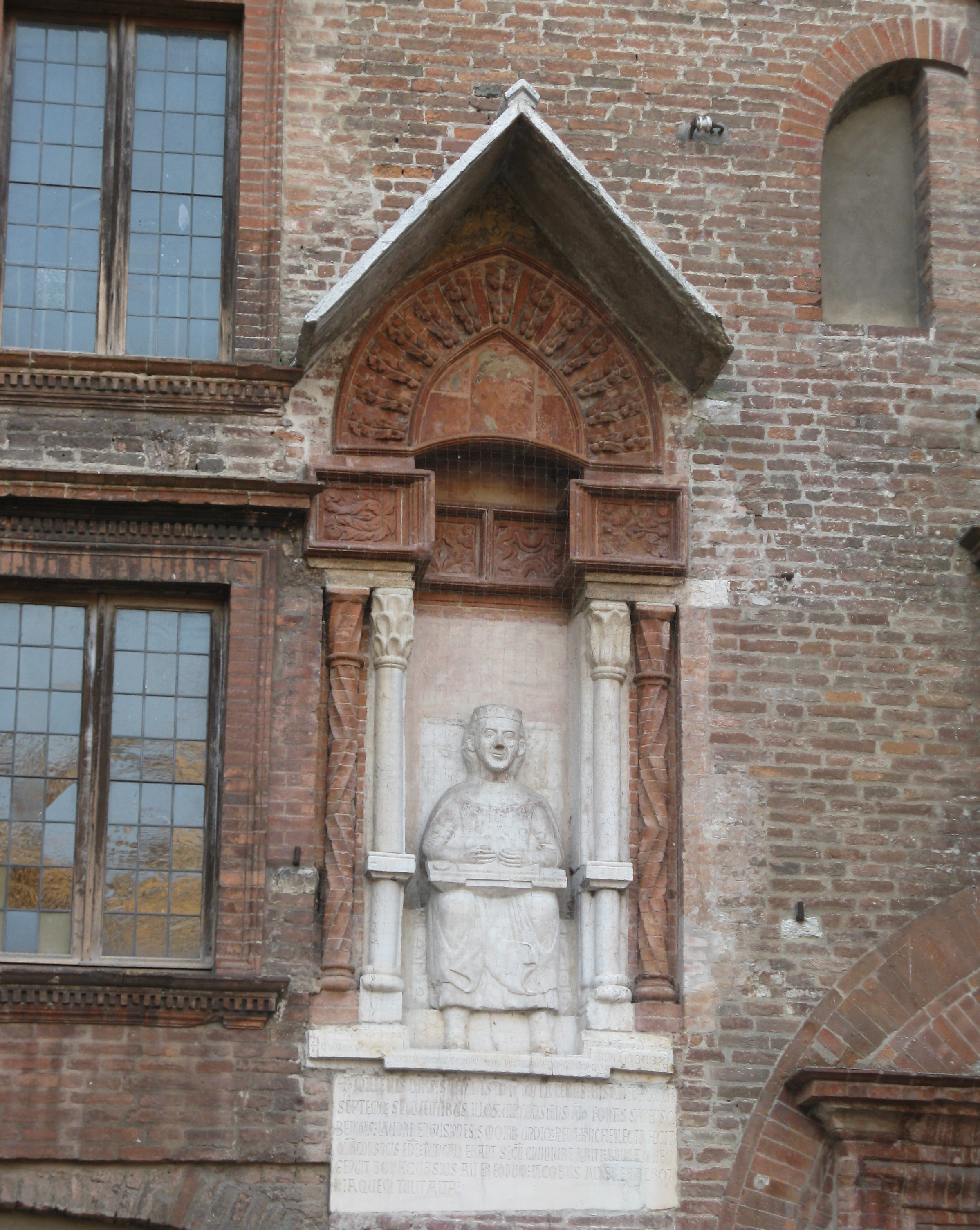
Publio Virgilio Marone, Palazzo del Podestà

Palazzo del Podestàdetto anche "Palazzo del Broletto", fu costruito nel 1227, committente il bresciano Laudarengo Martinengo nominato podestà di Mantova. Dal 1462 fu sottoposto ad un'importante ristrutturazione a opera di Giovanni da Arezzo su incarico di Ludovico III Gonzaga.
Palazzo di San Sebastianofu costruito tra il 1506 e il 1508 per volere del marchese Francesco II che lo abitò e vi morì nel 1519. Fu utilizzato dai Gonzaga per trent'anni e già nel 1536 abbandonato e spogliato dai successivi duchi.
Nel salone principale del palazzo vi erano le nove tele del Mantegna raffiguranti I Trionfi di Cesare che furono vendute alla corona inglese ed oggi sono conservate ad Hampton Court. Subì molteplici trasformazioni fino al 1998 quando sono iniziati i restauri. Dal 2005 è adibito a Museo della Città. Nelle sale che conservano ancora tracce di affreschi del glorioso passato come la Camera del Crogiuolo, la Camera delle Frecce, la Camera del Sole e nella Loggia dei Marmi, sono esposti dipinti, statue, busti, fregi e altri reperti architettonici.
Palazzo d'Arcofu costruito nel 1784 su un preesistente palazzo del XV secolo dall'architetto Antonio Colonna per la famiglia di origini trentine D'Arco. Caratterizzato dall'ampia facciata neoclassica ispirata all'arte del Palladio, il palazzo è sede museale per i tesori d'arte che contiene: tuttora arredato con i mobili della casata ospita importanti collezioni artistiche tra cui spiccano le tele settecentesche di Giuseppe Bazzani, una biblioteca di oltre seimila volumi e una collezione di strumenti scientifici. Nella Sala dello Zodiaco sono visibili affreschi (1520) attribuiti a Giovanni Maria Falconetto. Nel Palazzo vi si celebrò nel 1810 il processo a Andreas Hofer eroe dell'indipendenza tirolese contro la dominazione francese.
Casa del Mantegnadimora del pittore Andrea Mantegna, sorse su un terreno donato dal marchese Ludovico Gonzaga che lo nominò pittore di corte nel 1457. È un edificio quadrato di mattoni rossi con al centro un cortile cilindrico spalancato su un tondo di cielo, riproposto nella celeberrima Camera degli sposi in Palazzo Ducale.
Casa di RigolettoGiuseppe Verdi ne musicò la storia e i mantovani gli diedero la residenza; verso la fine di Piazza Sordello si trova la casa del "Rigoletto", il buffone di corte Gonzaga.
Il personaggio ha in realtà poco di mantovano, l'omonima opera di Verdi infatti venne tratta da un dramma di Victor Hugo e riadattata in territorio mantovano, trasformando il re di Francia nel duca di Mantova, e cambiando il nome del protagonista da Triboulet a Rigoletto.
La struttura quattrocentesca accoglie la scultura del Rigoletto, opera di Aldo Falchi, sistemata nel piccolo cortile interno.

#### Altri palazzi e dimore storiche
Casa della Beata Osanna Andreasiin via Frattini 9. Si tratta di un esempio unico di dimora mantovana costruita nel XV secolo, in stile fancelliano, dove visse la beata Osanna Andreasi componente di un'illustre famiglia che fu partecipe della classe dirigente e culturale dello Stato gonzaghesco.
Casa del Bertaniin via Trieste 8. Fu dimora di Giovan Battista Bertani, architetto al servizio dei duchi Gonzaga, che tra il 1554 e il 1556 trasformò il preesistente edificio del 1300 di proprietà dei marchesi Striggi. Singolare fu l'idea di inserire nella facciata due lapidi con incisi testi di Vitruvio e due colonne ioniche, delle quali una segata a metà con incisioni e decorazioni che didatticamente riportano le regole desumibili dal trattato vitruviano, De architectura. Successivamente la proprietà della casa del Bertani cambiò numerose volte rivivendo una nuova breve stagione artistica quando negli anni cinquanta del XX secolo fu acquistata dal pittore mantovano Vindizio Nodari Pesenti.

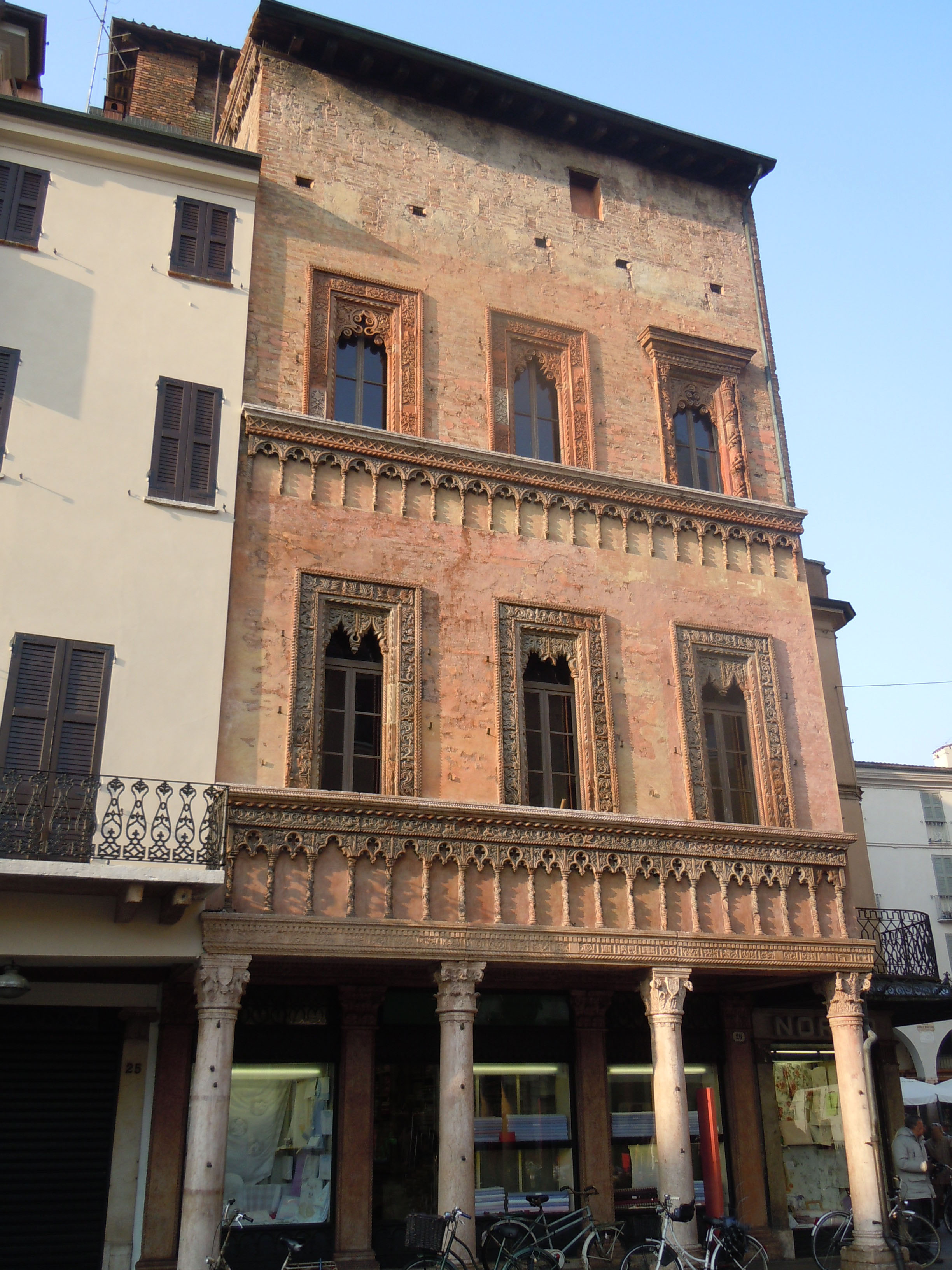
Casa del Mercante

Casa di Giulio Romanosita in via Carlo Poma 18, fu Federico Gonzaga a convincere Giulio Pippi detto Giulio Romano a venire a Mantova. Abbisognando di un'abitazione Giulio Romano, nell'anno 1544, nell'allora Contrada Larga, si costruì la dimora che nonostante un intervento nell'Ottocento dell'architetto Paolo Pozzo, mantiene inalterato lo stile architettonico del Romano.
Casa del MercanteAngolo tra piazza delle Erbe e piazza Mantegna. È detta anche "Casa di Boniforte da Concorezzo", antico proprietario che la fece costruire nell'anno 1455. L'edificio è caratterizzato da una sorprendente facciata tutta in cotto con decorazioni di stile veneziano.
Casa del mercatoin piazza Marconi. L'edificio, presumibilmente corrispondente alla Domus Mercati, fu riedificato nel 1462 dall'architetto Luca Fancelli su committenza del marchese Ludovico Gonzaga. Durante i lavori di restauro (1997-2001), sono tornati alla luce importanti affreschi attribuiti alla scuola di Andrea Mantegna.
Casa del Rabbinoin via Giuseppe Bertani 54. Fu edificata negli anni intorno al 1680 dall'architetto fiammingo Frans Geffels, a Mantova come prefetto delle Fabbriche Gonzaghesche. Edificio di quattro piani, la facciata è caratterizzata da pannelli in stucco che raffigurano luoghi ed episodi biblici. Fu costruita all'interno del ghetto istituito alcuni decenni prima, accogliendo, come da tradizione, le famiglie dei capi religiosi della folta comunità ebraica mantovana.

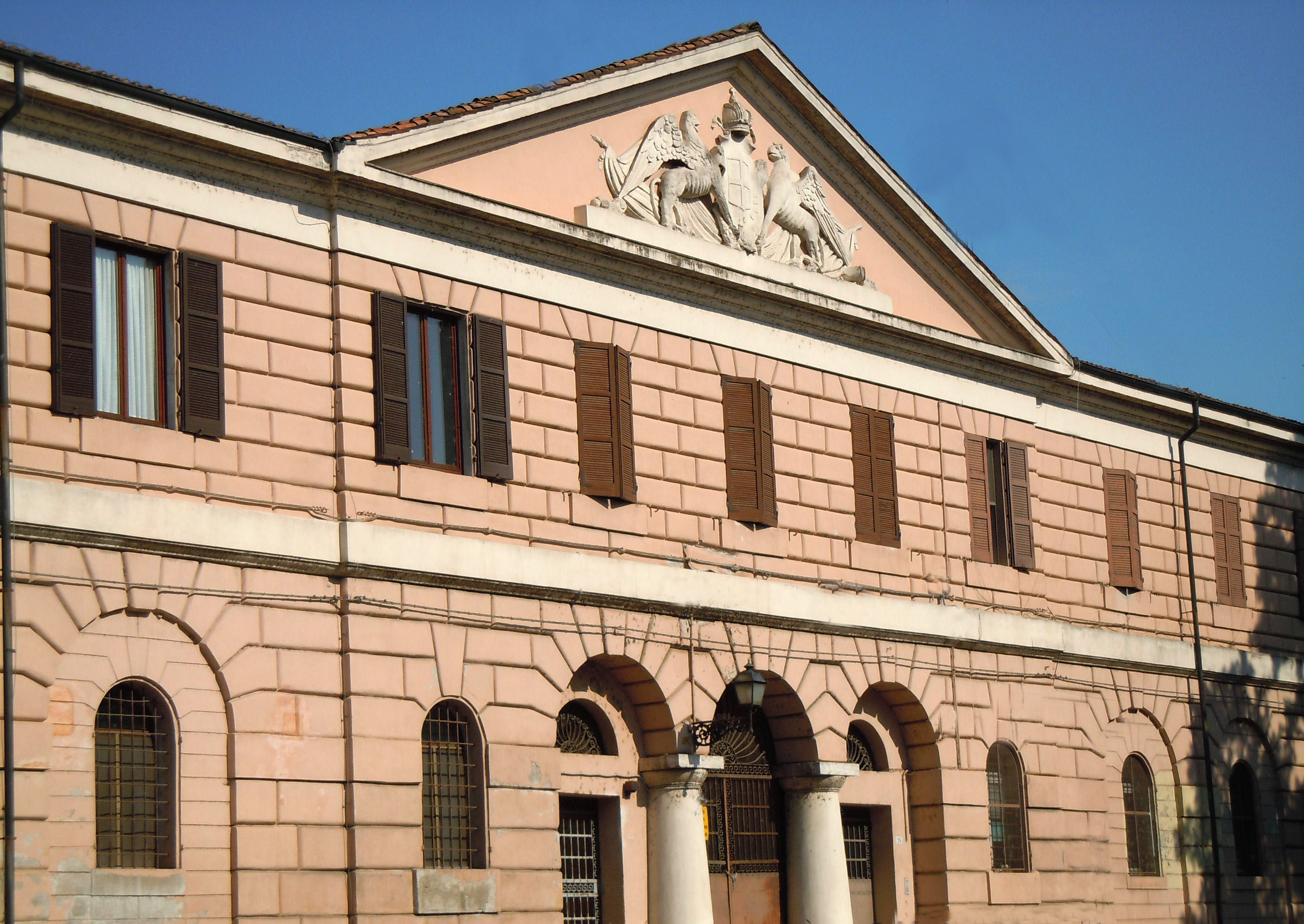
Ospedale Grande di San Leonardo

Ospedale Grande di San Leonardoin piazza Virgiliana. Voluto da Ludovico III Gonzaga per pubblica assistenza e terminato intorno al 1470 per opera dell'architetto Luca Fancelli, nel 1797 fu trasformato in carcere e successivamente in caserma. Attualmente ospita uffici della Polizia di Stato.
Palazzo dell'Accademiain via Accademia, piazza Dante. Su progetto di Giuseppe Piermarini del 1770, fu l'architetto Paolo Pozzo ad occuparsi, tra 1773 e 1775, dei lavori di ricostruzione del palazzo di origine medievale che era diventato prima sede dell'Accademia degli Invaghiti e poi della Reale Accademia di Scienze e Belle Lettere, attuale Accademia Nazionale Virgiliana. L'edificio di stile neoclassico include un tipico esempio di Barocco rappresentato dal teatro Scientifico dell'Accademia detto del Bibiena, dal nome dell'architetto Antonio Bibiena che lo costruì fra 1767 e 1769
Palazzo dell'agricolturain piazza Martiri di Belfiore. Fu edificato nel 1926-27 come Palazzo dei Sindacati su progetto dell'ing. Carlo Finzi. Assunse l'attuale denominazione divenendo sede delle maggiori organizzazioni provinciali legate all'agricoltura come il Consorzio Agrario, la Federazione Coltivatori Diretti, la Federazione degli Agricoltori e l'Ispettorato Agrario.
Palazzo della Banca d'ItaliaIn via Baldassare Castiglioni 3. Fu edificato tra il 1914 e il 1923 su progetto dell'architetto Gaetano Moretti esponente del Liberty e dell'Eclettismo. Quest'ultimo stile si evidenzia nelle finiture e nelle decorazioni delle facciate che richiamano le architetture gotica, barocca, rinascimentale ed esotica. Costruito per ospitare la sede provinciale della Banca d'Italia, cessò tale funzione alla fine del 2008 con la chiusura della filiale di Mantova dell'Istituto d'emissione. Nel frattempo, il 29 gennaio 2007 il palazzo fu classificato d'interesse storico-artistico dalla Direzione regionale per i beni culturali e paesaggistici della Lombardia.

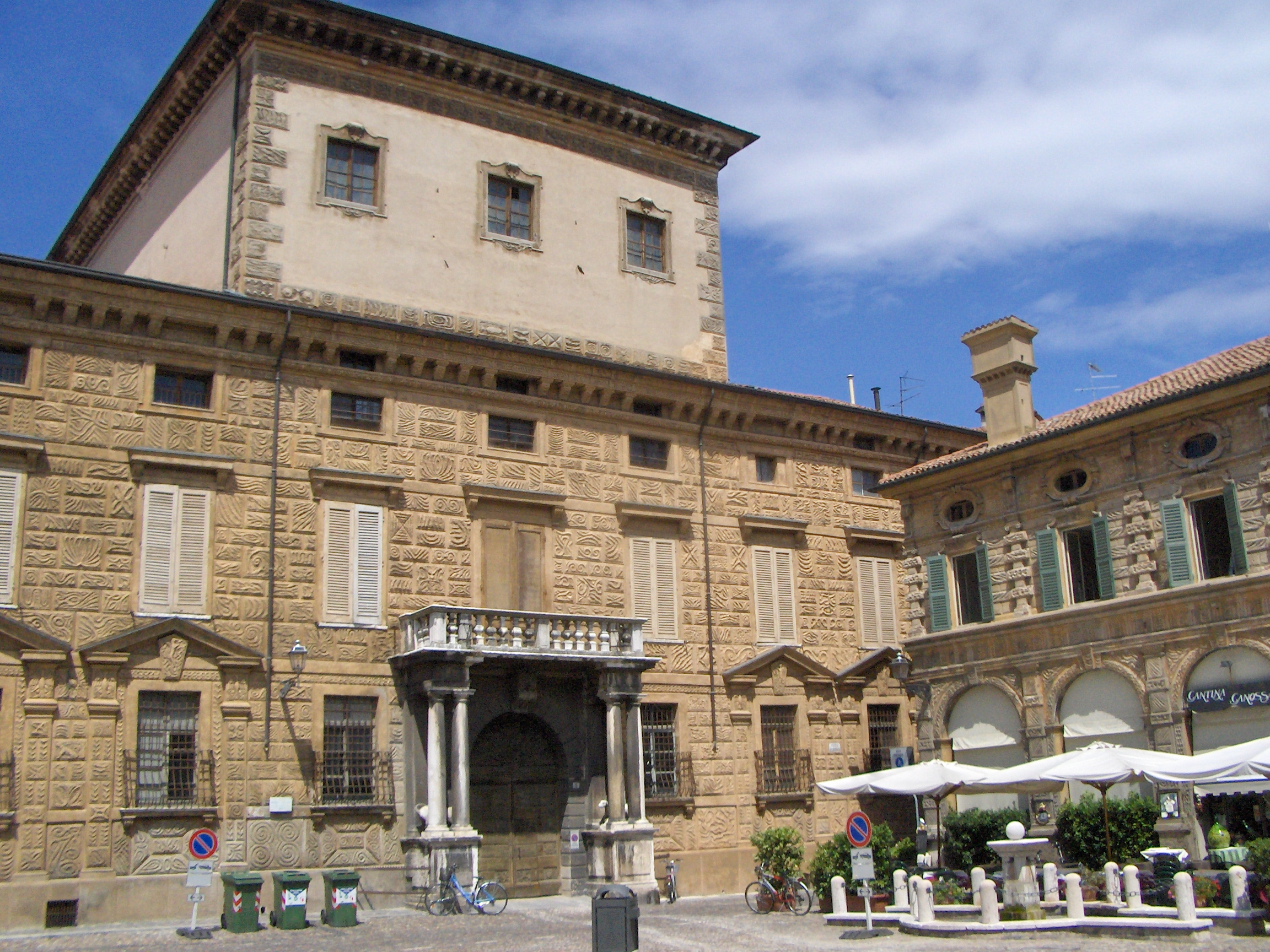
Palazzo Canossa

Palazzo Canossasito in piazza Canossa. Il palazzo fu costruito nel Seicento su committenza dei marchesi Canossa, famiglia di antica stirpe proveniente da Verona. La facciata, in bugnato, richiama le soluzioni cinquecentesche di Giulio Romano ed è caratterizzata da un portale di marmo guardato a vista da due cani usciti dallo stemma di famiglia. Altro dettaglio di particolare valore architettonico è un monumentale scalone barocco che conduce al piano nobile del palazzo.
Palazzo Capilupiin via Concezione. Divenne dimora della nobile famiglia Capilupi nel 1414. Il portale d'entrata fu progettato da Giulio Romano.
Palazzo Cavrianiin via Trento. Fu dal Quattrocento dimora della nobile famiglia Cavriani. Venne ricostruito nel 1756 dall'architetto Alfonso Torreggiani. L'esterno presenta una serie di finestre con robuste inferriate, mentre quelle del piano superiore hanno coperture triangolari e a semiluna. L'interno si apre con un ampio salone ricco di stucchi e affreschi di pittori mantovani tra i quali Giuseppe Bazzani e Francesco Maria Raineri.

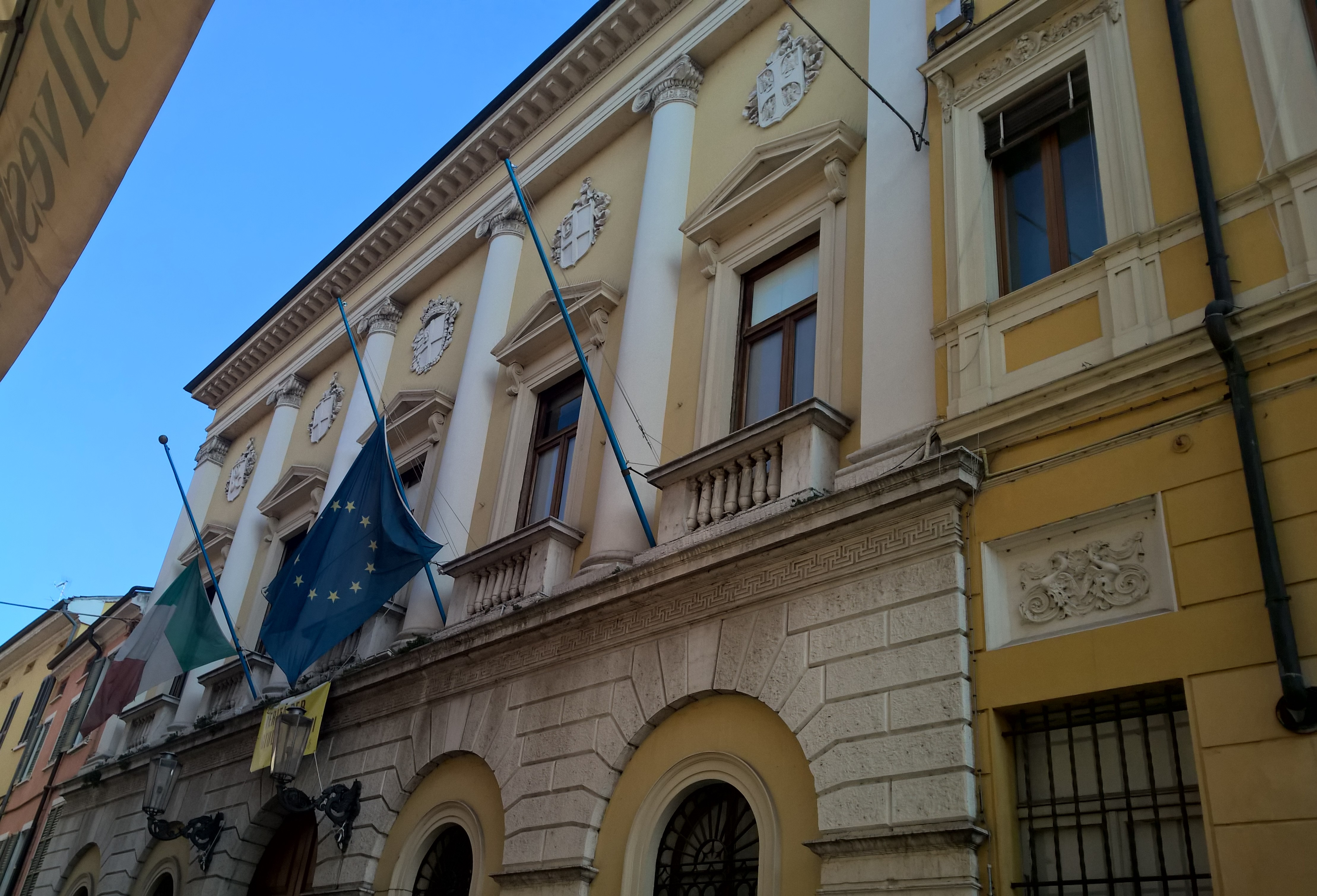
Palazzo Municipale

Palazzo Colloredoin via Carlo Poma 11. Il palazzo noto anche come "palazzo Guerrieri-Gonzaga", fu acquistato da Giovanni Battista Guerrieri nel 1599 che ne affidò la ristrutturazione all'architetto Antonio Maria Viani. La facciata pre-barocca è caratterizzata e decorata da dodici erme realizzate in malta di calce con una finitura superficiale in marmorino alternanti figure maschili e femminili. Divenuto proprietà dei conti Colloredo con Carlo Ludovico Colloredo marito di Eleonora Gonzaga (1699-1779) della linea di Vescovato, il 30 marzo 1872 viene acquistato dal Comune e destinato a sede degli Uffici Giudiziari del Tribunale. Da allora divenne il "Palazzo di Giustizia" della città.
Palazzo Di Bagnoin via Principe Amedeo 30,32. Palazzo settecentesco ha subito intervento ottocenteschi sui prospetti per opera dell'architetto Giovanni Cherubini. I locali interni sono stati decorati da pittori di valore come Giuseppe Bazzani e Giovanni Cadioli. Attualmente è sede della Prefettura e dell'Amministrazione Provinciale.

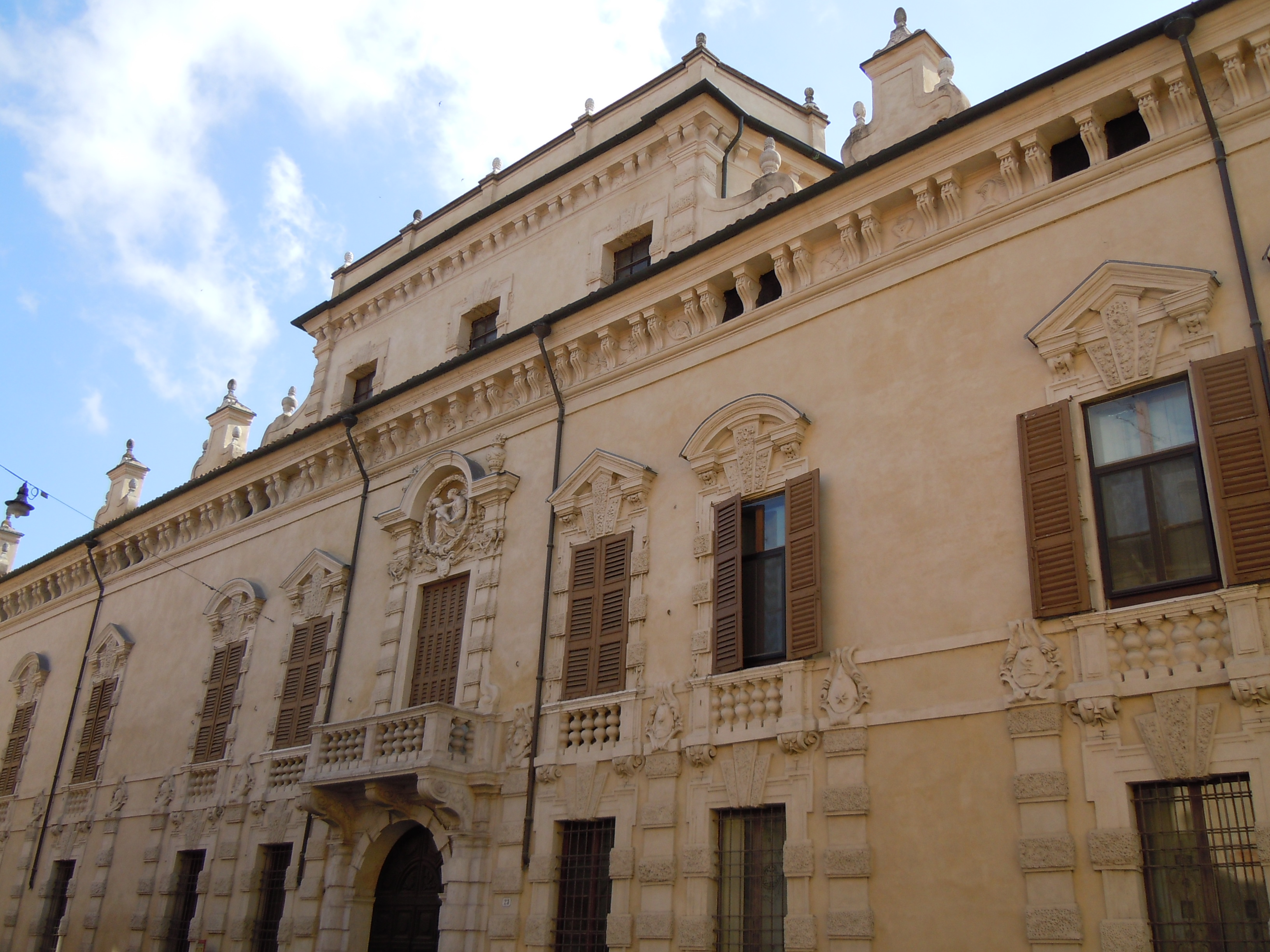
Palazzo Sordi

Palazzo Municipalein via Roma 39. È sede di uffici e della sala consigliare del comune di Mantova. Il palazzo che apparteneva dal secolo XV al ramo dei Gonzaga di Bozzolo, dopo numerosi passaggi di proprietà, fu acquistato dalla civica amministrazione nel 1819, la quale ne dispose la ristrutturazione, sia interna che esterna, tra 1825 e 1832, con affidamento dell'incarico all'architetto neoclassico Gian Battista Vergani.
Palazzo Sordiin via Pomponazzo 23. Fu il primo marchese del casato dei Sordi, Benedetto, a volere la costruzione del palazzo omonimo. Commissionò il progetto e il seguimento dei lavori, iniziati nel 1680, all'architetto fiammingo Frans Geffels, prefetto delle fabbriche gonzaghesche. Ne nacque uno dei rari esempi di barocco della città Virgiliana. Di particolare valore sopra il portale d'ingresso, un tondo con La Madonna col Bambino, altorilievo di Giovanni Battista Barberini, opera inserita in una facciata d'ordine dorico e ad intonaco e parzialmente a bugnato rustico ricca di altre decorazioni e bassorilievi in marmo e stucco. Il Palazzo è privato e quindi chiuso al pubblico.

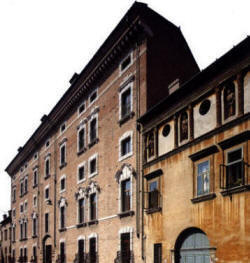
Palazzo Valenti Gonzaga

Palazzo Valenti Gonzagain via Pietro Frattini 7. Residenza dei marchesi Valenti Gonzaga fin dal 1500, il palazzo fu oggetto di una radicale trasformazione nel XVII secolo, costituendo un impianto architettonico gigantesco, fastoso all'esterno, stupefacente il cortile interno riccamente decorato a stucco, e ricco d'affreschi e statue d'autore all'interno. Rappresenta da allora uno degli esempi più importanti di architettura e decorazioni del periodo barocco a Mantova. Come per altre opere di tale stile, l'autore fu l'architetto Frans Geffels (1625-1694). Recentemente restaurato, è adibito ad uffici.
Pescheriedenominate anche Loggia di Giulio Romano, furono appunto progettate dal grande architetto del manierismo. L'opera, eseguita del 1536, consistette nella trasformazione del ponte medievale che attraversava il Rio con la costruzione di due porticati paralleli che furono destinati al commercio del pesce.

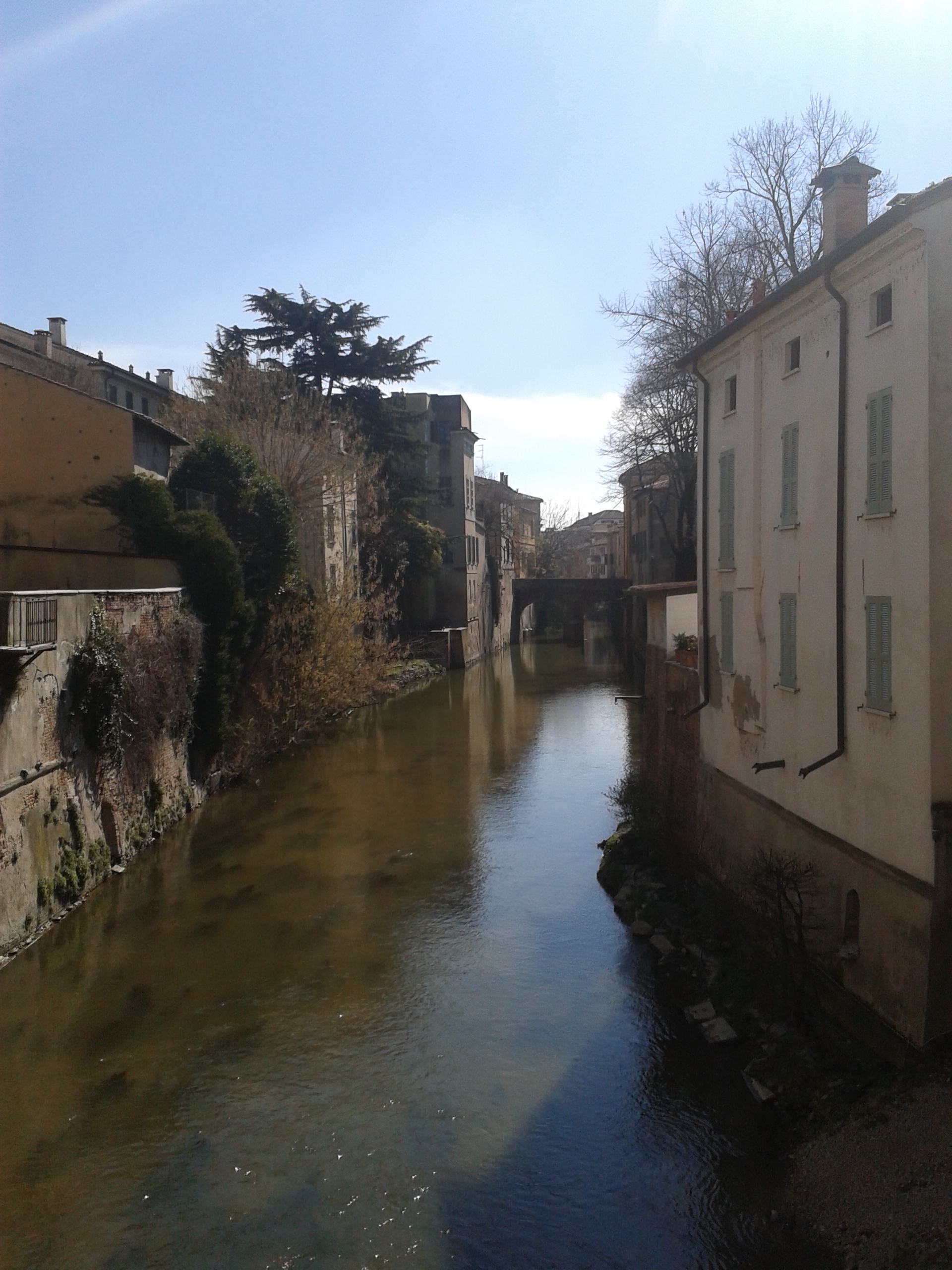
Il Rio visto dal ponte delle Pescherie

Villa Nuvolariin viale Piave 28. Originariamente denominata Villa Rossini; fu infatti commissionata dal campione di tiro a volo Romolo Rossini, all'architetto Luigi Corsini, nel 1926. La sua costruzione iniziò nel 1929, mentre negli anni quaranta fu acquistata da Tazio Nuvolari, il quale non vi visse mai, limitandosi ad utilizzarne il giardino come autorimessa. Alla morte del campione automobilistico, la vedova Carolina Nuvolari cedette la villa all'ospedale cittadino Carlo Poma in cambio di un vitalizio. Dal 2005 l'edificio è diventato sede di istituti bancari.

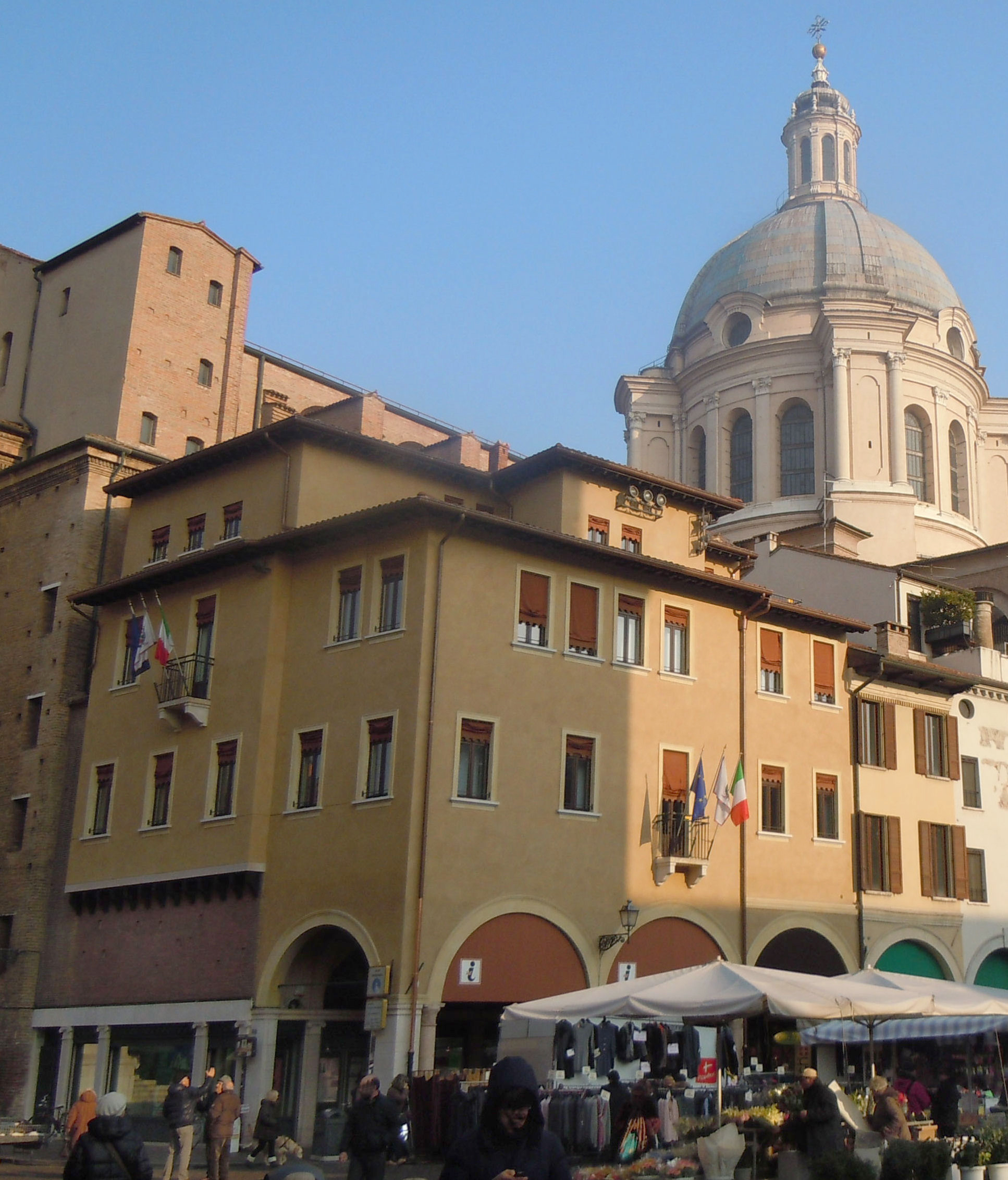
Palazzo Cervetta

- Ca' degli Uberti – piazza Sordello
- Casa della Cervetta – piazza delle Erbe
- Casa di Marco Antonio Antimaco – via Porto
- Casa de' Speziali – via Giovanni Chiassi
- Casa Nuvolari – Viale Rimembranze 1[39]
- Casa Tortelli – piazza Broletto
- Casa Viani-Talarico – piazza Marconi 13, forse dipinta dal Mantegna[40]
- Palazzo Acerbi – piazza Sordello
- Palazzo Aldegatti - Via Chiassi 20
- Palazzo Andreani, detto anche "Palazzo della Camera di Commercio" – via Calvi
- Palazzo Andreasi – via Cavour
- Palazzo Arrivabene, attribuito a Luca Fancelli – via Giovanni Arrivabene
- Palazzo Benzoni – via Mazzini
- Palazzo Bianchi, detto anche "palazzo vescovile" – piazza Sordello
- Palazzo Biondi – via Cavriani
- Palazzo Bonoris – via Cavour
- Palazzo Cadenazzi-Risi – via Cavour
- Palazzo Cantone del Bonsignore del XVIII secolo – via Giulio Romano
- Palazzo Cantoni-Marca – via Giovanni Chiassi
- Palazzo del Capitano, in seguito parte del "palazzo Ducale" – piazza Sordello
- Palazzo Capilupi De Grado - piazza San Giovanni
- Palazzetto dei conti Casali – via Fratelli Bandiera
- Palazzo del Mago – piazza San Leonardo
- Palazzo del Massaro – piazza Broletto
- Palazzo Gonzaga di Vescovato – via Principe Amedeo
- Palazzo Guerrieri da Fermo – Via Fratelli Bandiera
- Palazzo Mainoldi, adibito nell'Ottocento a carcere della Mainolda – Via della Mainolda
- Palazzo Nievo - Via Ippolito Nievo
- Palazzo Plattis poi Siliprandi - via Giovanni Arrivabene[41]
- Palazzo di San Cristoforo – via Giulio Romano
- Palazzo Strozzi – corso Vittorio Emanuele
- Palazzo degli Studi – via Roberto Ardigò
- Palazzo Valentini, già dimora di famiglia dell'artista Chiara Ajkun – corso Vittorio Emanuele 52

#### Ponti

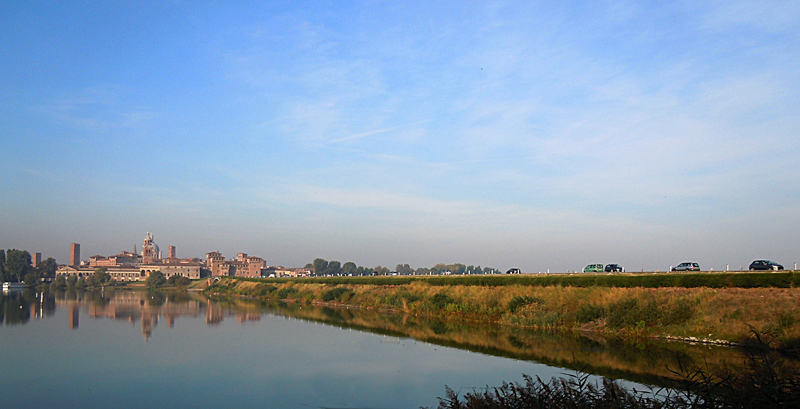
Ponte di San Giorgio

Ponte dei Muliniil ponte fu progettato dall'ingegnere Alberto Pitentino, costruito nel XII secolo allo scopo di regolare le acque del fiume Mincio ed evitarne l'impaludamento. Fu quindi creato artificialmente un dislivello di alcuni metri tra il lago Superiore e il lago di Mezzo, che dall'anno 1229 alimentò 12 mulini. L'antica costruzione medievale andò distrutta dai bombardamenti aerei della seconda guerra mondiale.
Ponte di San Giorgioil ponte era incluso nel sistema militare difensivo unendo il borgo fortificato di San Giorgio con la corte dei Gonzaga. Dapprima in legno, fu edificato in muratura da Ludovico Gonzaga sul finire del XIV secolo, così dividendo il lago di Mezzo dal lago Inferiore. Nel 1922 le arcate furono interrate e il ponte assunse la forma attuale.

#### Teatri

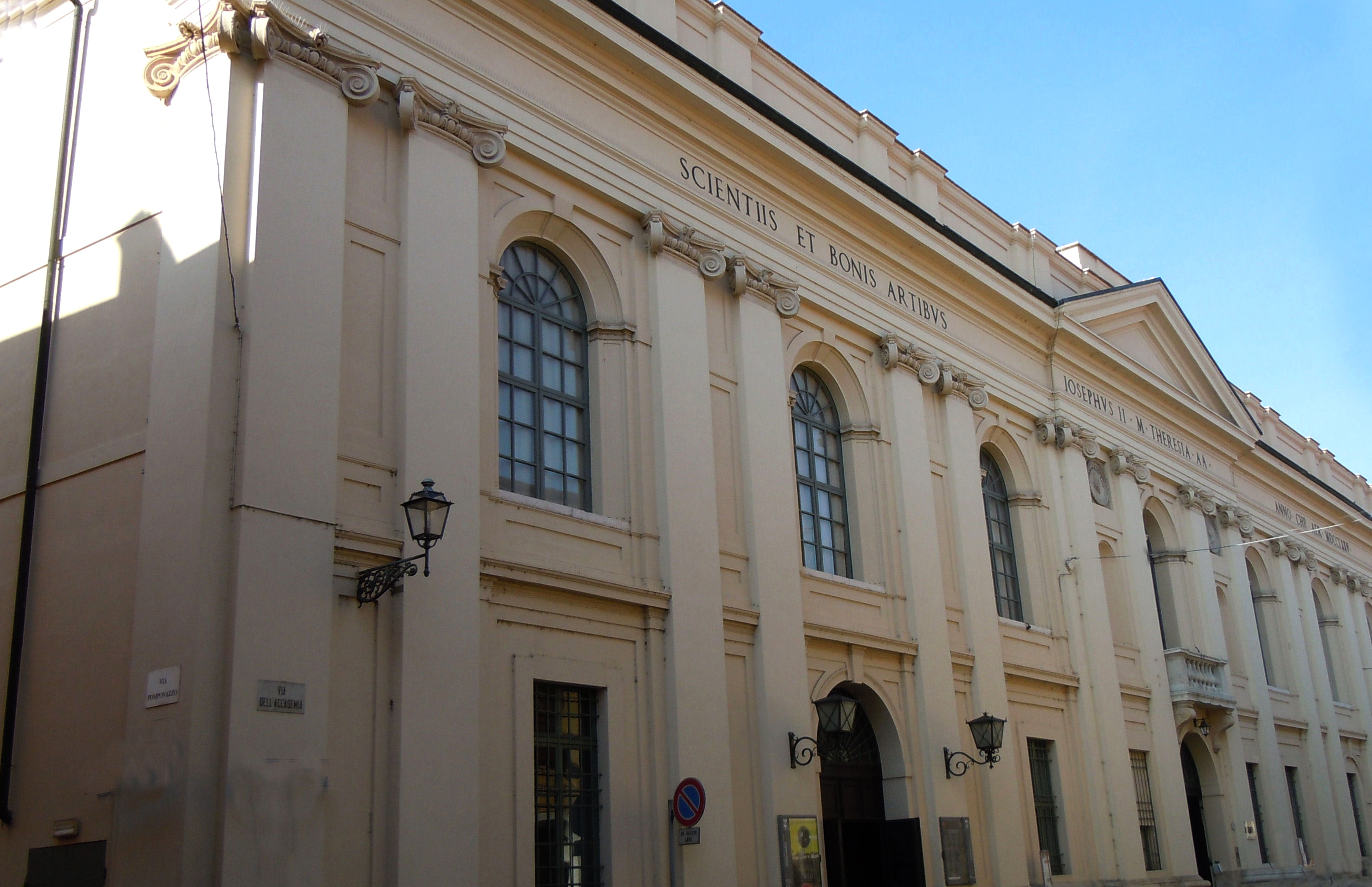
Teatro Bibiena

Teatro Bibienain via Accademia 47. Il "Teatro Scientifico dell'Accademia", capolavoro di Antonio Bibiena (1697-1774) fu inaugurato il 3 dicembre 1769. Poche settimane dopo, il 16 gennaio 1770, ospitò un concerto del giovane Mozart, non ancora quattordicenne. L'austera facciata neoclassica, opera del Piermarini, sembra celare la fantasiosa espressione tardobarocca del teatro che tanto entusiasmo suscitò in Mozart padre. Nello stesso edificio ha sede l'Accademia Nazionale Virgiliana fondata nel 1768.
Teatro Socialein piazza Cavallotti. Il Teatro Sociale nacque per iniziativa di un gruppo di cittadini costituenti una società di novanta palchettisti. L'architetto Luigi Canonica fu incaricato di progettare un teatro di gusto neoclassico che dopo quattro anni di lavoro fu aperto al pubblico la sera del 26 dicembre 1822. La sala del Teatro Sociale di Mantova è composta da cinque ordini: tre ordini di palchi, due ordini di gallerie (loggia, loggione). Canonica decise di affidarsi all'Hayez per le decorazioni interne. Il Teatro Sociale è tuttora aperto ed in funzione. È un teatro privato, posseduto da circa ottanta palchettisti che ne curano la manutenzione ed il buon funzionamento. È un teatro riconosciuto dalla legge 14 agosto 1967 nº800 come uno dei 29 Teatri di Tradizione italiani.
Teatro di Corte dei Gonzaganon è più attivo dal 1896. L'area ora occupata dal Museo archeologico nazionale di Mantova era inclusa nel perimetro del Palazzo Ducale e a partire dal 1549, committente il cardinale Ercole Gonzaga e progettista l'architetto Giovan Battista Bertani, su quest'area sorse il primo teatro della Corte dei Gonzaga. Andato distrutto da un incendio fu ricostruito tra il 1591 e il 1592. Un terzo teatro progettato dall'architetto Antonio Maria Viani fu inaugurato nel 1608 con la rappresentazione della tragedia di Claudio Monteverdi L'Arianna. In epoca austriaca un quarto teatro, Nuovo Teatro Arciducale, fu inaugurato il 27 febbraio 1733. I primi disegni furono di Ferdinando Galli da Bibbiena e il lavoro fu portato a termine da un suo allievo, Andrea Galluzzi. Un quinto teatro, su disegno di Giuseppe Piermarini, ebbe la luce il 10 maggio 1783. Il Regio, così venne denominato nel corso del secolo XIX, a causa della concorrenza del nuovo Teatro Sociale venne abbandonato poco alla volta. Nel 1896 il Teatro Regio, venduto dal demanio, fu acquistato dal Comune di Mantova che lo trasformò radicalmente prima a mercato dei bozzoli, poi a mercato ortofrutticolo ed infine destinato alla funzione attuale di sede del Museo Archeologico Nazionale di Mantova.

#### Torri civili

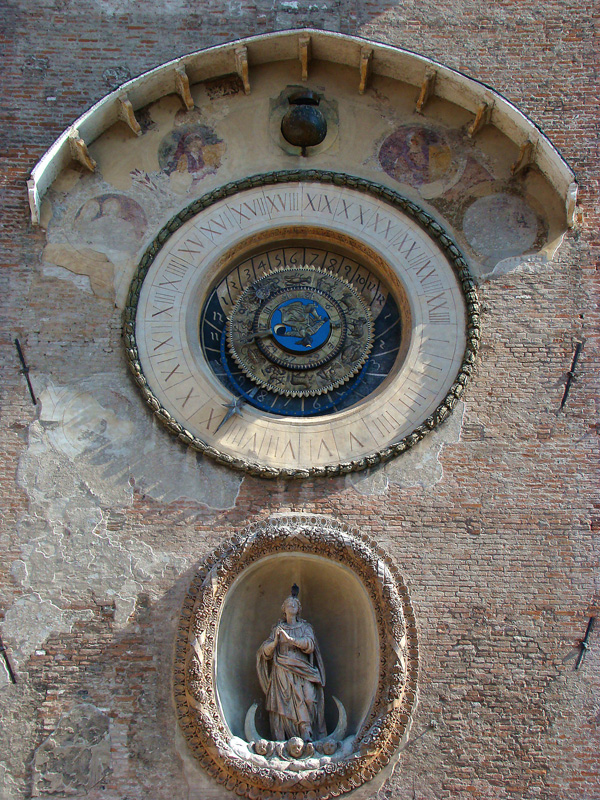
Torre dell'Orologio

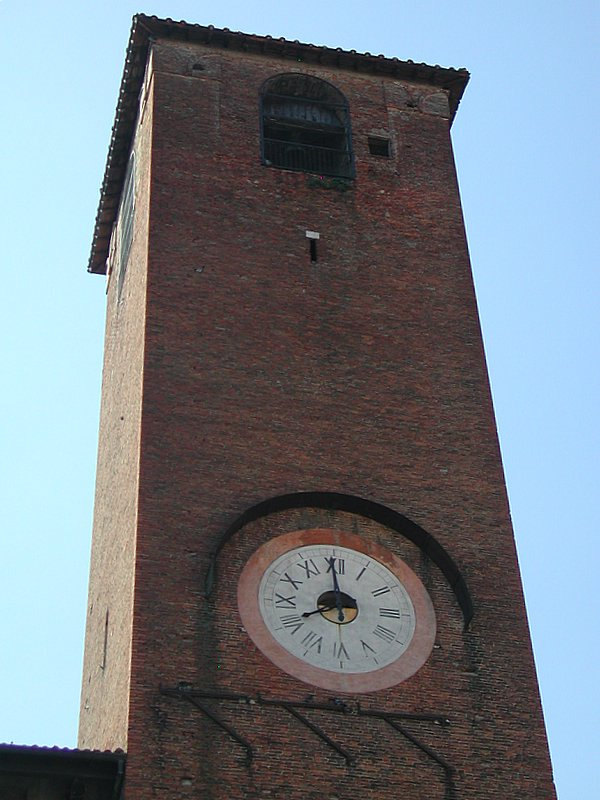
Torre del Palazzo del Podestà

Torre dell'Orologiola torre, a pianta rettangolare, fu eretta nel 1472 su progetto di Luca Fancelli e l'orologio a funzionamento meccanico progettato da Bartolomeo Manfredi vi fu collocato l'anno successivo. Nella nicchia sottostante, ricavata nel 1639, è stata collocata una statua della Madonna Immacolata.
Torre del Podestàla "Torre Civica" del Broletto (altro nome della torre), alla quale è addossata Casa Tortelli, si erge sulla piazza omonima, ha un'altezza di quasi 47 metri e dall'anno 1227 su iniziativa del podestà Laudarengo Martinengo, è parte integrante del maestoso Palazzo del Podestà. Sul lato verso piazza Broletto spicca l'arma del podestà Gabriello Ginori, del 1494.
Torre degli Zuccarola torre, alta 42 metri, fu edificata nella prima metà del XII secolo. Le prime testimonianze scritte sono del 1143. Sorge in via Enrico Tazzoli. Il nome gli deriva dalla famiglia che ne sarebbe stata proprietaria, anche se la fantasia popolare ha alimentato l'idea che il nome nascesse dalla presenza di zucchero immagazzinato nei pressi, infatti è detta "Tor dal Sücar" nel dialetto locale. Venne acquistata da Pinamonte dei Bonacolsi nel 1273 dalla famiglia dei Ripalta.
Torre dei Gambulinila torre, alta 37 metri, sorge in via Ardigò. Da documentazione dell'epoca era già esistente nel 1200, derivando il nome dalla famiglia che la possedeva. Da questi ceduta alla famiglia Ripalta e poi ai da Oculo, nel 1289 divenne proprietà dei Gonzaga, non ancora sovrani di Mantova. L'edificio annesso alla torre divenne dimora saltuaria di Aloisio Gonzaga, signore di Castel Goffredo. Qui mori il 30 novembre 1526 il condottiero Giovanni dalle Bande Nere. Successivamente fu accorpata al collegio e al convento dei gesuiti e dal 1883 è parte del complesso dell'Archivio di Stato di Mantova.
Negli ultimi tempi è stato lanciato il progetto di trasformare la torre in una terrazza panoramica che consenta la visione a 360 gradi del centro storico di Mantova.
Torre del Salarodel XIII secolo, fu utilizzata come deposito del sale.
Torre degli Arrivabenela torre angolare sorge in via Arrivabene e venne eretta contemporaneamente all'omonimo palazzo di famiglia, attribuito a Luca Fancelli, nel 1481.
Torre di San DomenicoSorge a fianco delle Pescherie di Giulio Romano ed è quanto resta della chiesa e del convento di San Domenico eretti in stile gotico nel 1466.
- Torre civica del Palazzo del Podestà
- Casa torre dei Boateri, del XIII secolo

#### Cartiera Burgo
L'edificio fu progettato da Pier Luigi Nervi su commissione delle Cartiere Burgo e realizzato tra il 1961 e il 1964. L'obbiettivo prioritario era quello di collocare in un unico ambiente lungo 250 metri, un'unica macchina a ciclo continuo per trasformare la pasta di legno in carta da giornale. La soluzione trovata da Nervi per la copertura ha fatto sì che la costruzione fosse denominata "fabbrica sospesa" in particolare per i quattro cavi d'acciaio sospesi a due telai di cemento armato alti 50 metri.
Il 9 febbraio 2013 le macchine della cartiera Burgo si sono fermate segnando la fine della produzione di carta. Nel 2015 lo stabilimento è acquisito dal gruppo trevigiano Pro Gest della famiglia Zago per essere riconvertito nella produzione di carta riciclata per imballaggi con il nome di Pro Gest Mantova e con un investimento di 150 milioni di euro..

### Architetture militari

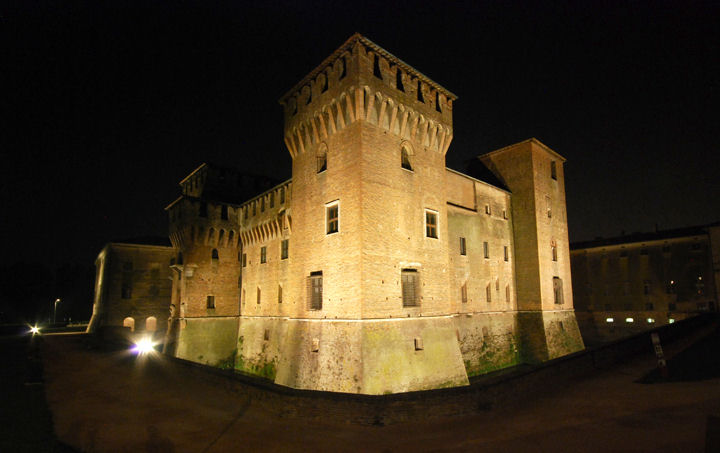
Castello di San Giorgio

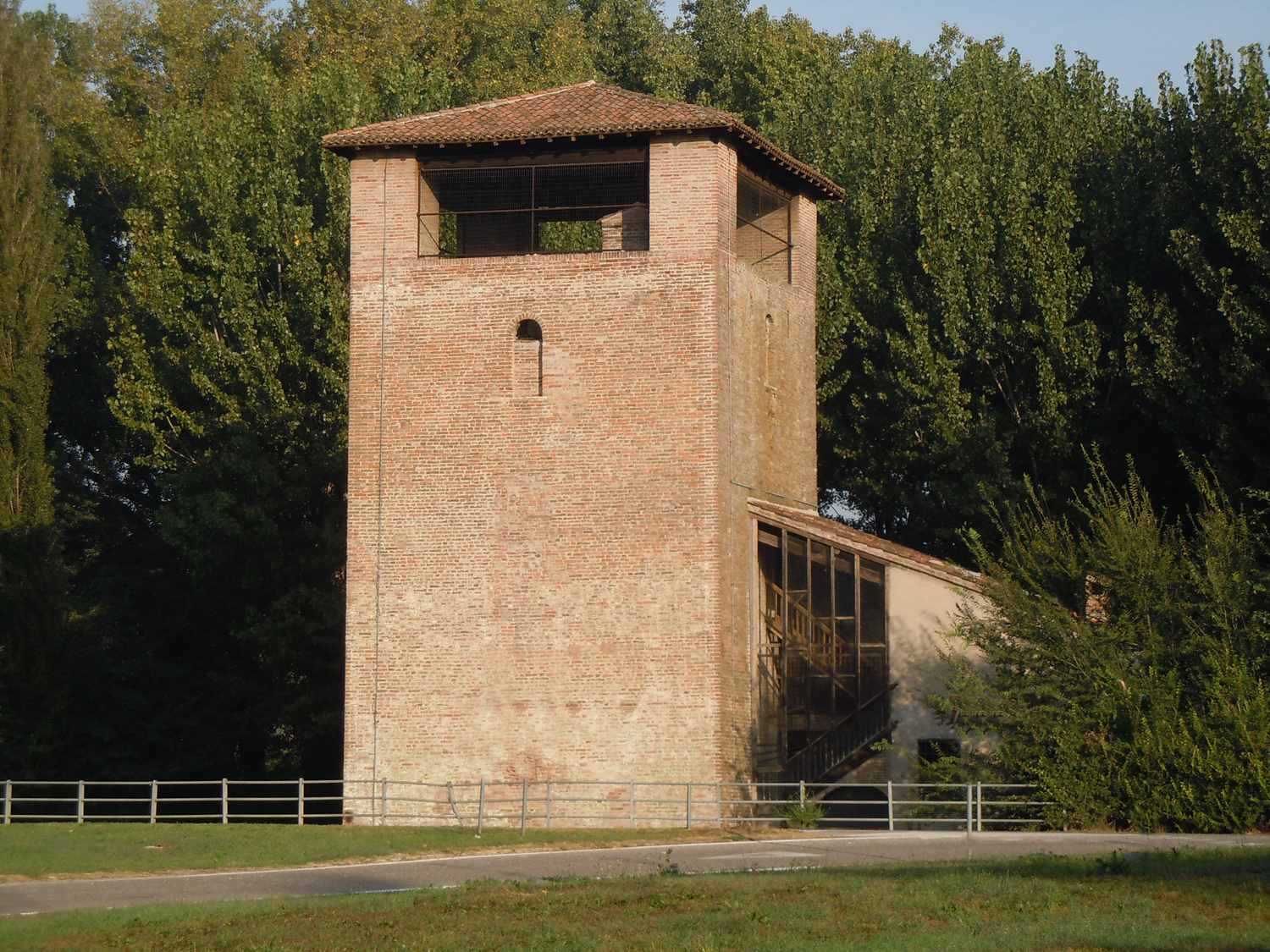
Rocca di Sparafucile

Castello di San Giorgiomaniero a difesa della città-fortezza di Mantova, venne edificato dal 1395 al 1406 da Bartolino da Novara su committenza di Francesco I Gonzaga sulle rovine della Chiesa di Santa Maria di Capo di Bove.
Rocca di Sparafucileeretta in epoca medievale, era parte delle fortificazioni orientali di Mantova, in particolare adibita alla difesa del ponte di San Giorgio, tanto da essere a lungo esclusivamente denominata Rocchetta di San Giorgio. La sua attuale denominazione si affermò successivamente all'ambientazione sulla "deserta sponda del Mincio", dell'osteria del sicario Sparafucile, luogo del tragico epilogo del Rigoletto, una delle più note opere di Giuseppe Verdi.
Forte di Pietoleil forte di Pietole, pur sorgendo oggigiorno nel comune di Borgo Virgilio, faceva parte del sistema difensivo della città di Mantova insieme al Castello di San Giorgio e al Forte di Belfiore. Fu costruito dai francesi nel 1808.

#### Torri difensive
Torre della Gabbiala torre venne innalzata dai Bonacolsi negli ultimi decenni del XIII secolo e acquisì la denominazione attuale nel 1576 quando il duca Guglielmo Gonzaga fece costruire la grande gabbia in ferro con funzione di "carcere all'aperto" dove i condannati venivano esposti al pubblico ludibrio.
Torre di Sant'Alò o Torre Nuovala torre è una costruzione del 1370 sita in Piazza Arche, che faceva parte del sistema difensivo della città.
Casa torre dei Bonacolsila torre, che sorge al termine di vicolo Bonacolsi, fa parte del Palazzo Bonacolsi, del XIII secolo.

#### Porte

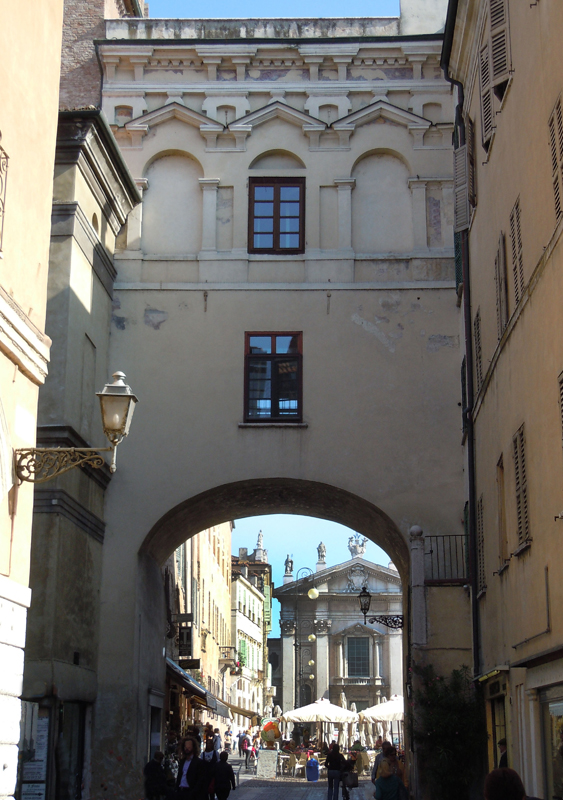
Voltone di San Pietro

Porta GiuliaPorta Giulia è l'unica attuale testimonianza delle fortificazioni d'epoca medievale e rinascimentale. Già esistente in epoca bonacolsiana, fu rifatta nell'anno 1549, probabilmente progettata da Giulio Romano. Deve il nome all'esistenza, all'epoca della sua prima edificazione, dell'attigua chiesa di Santa Giulia, successivamente andata distrutta.
Voltone di San Pietro"Voltone di San Pietro" o "Porta di San Pietro", sino alla fine del XIII secolo, era una delle tre antiche porte che, inserita nella prima cinta muraria della città, chiudeva l'accesso a Piazza San Pietro (ora Piazza Sordello), centro della civitas vetus.
Portali delle Aquilei due "Portali delle Aquile", muniti di cancellate, avevano la funzione di delimitare lo spazio paesistico circostante Palazzo Te. Il progetto dei portali e dell'area verde che contemplasse viale alberati da adibire al pubblico passeggio, fu affidato nel 1805 a Giovanni Antonio Antolini, Regio Architetto ed Ispettore dei Reali Palazzi di Mantova. Le aquile che sormontano i portali, furono disegnate dall'architetto bolognese e scolpite nel 1808 dal veronese Gaetano Muttoni. Nel 1990 i Portali delle Aquile furono restaurati su iniziativa del F.A.I. Fondo per l'Ambiente Italiano.

### Piazze e vie

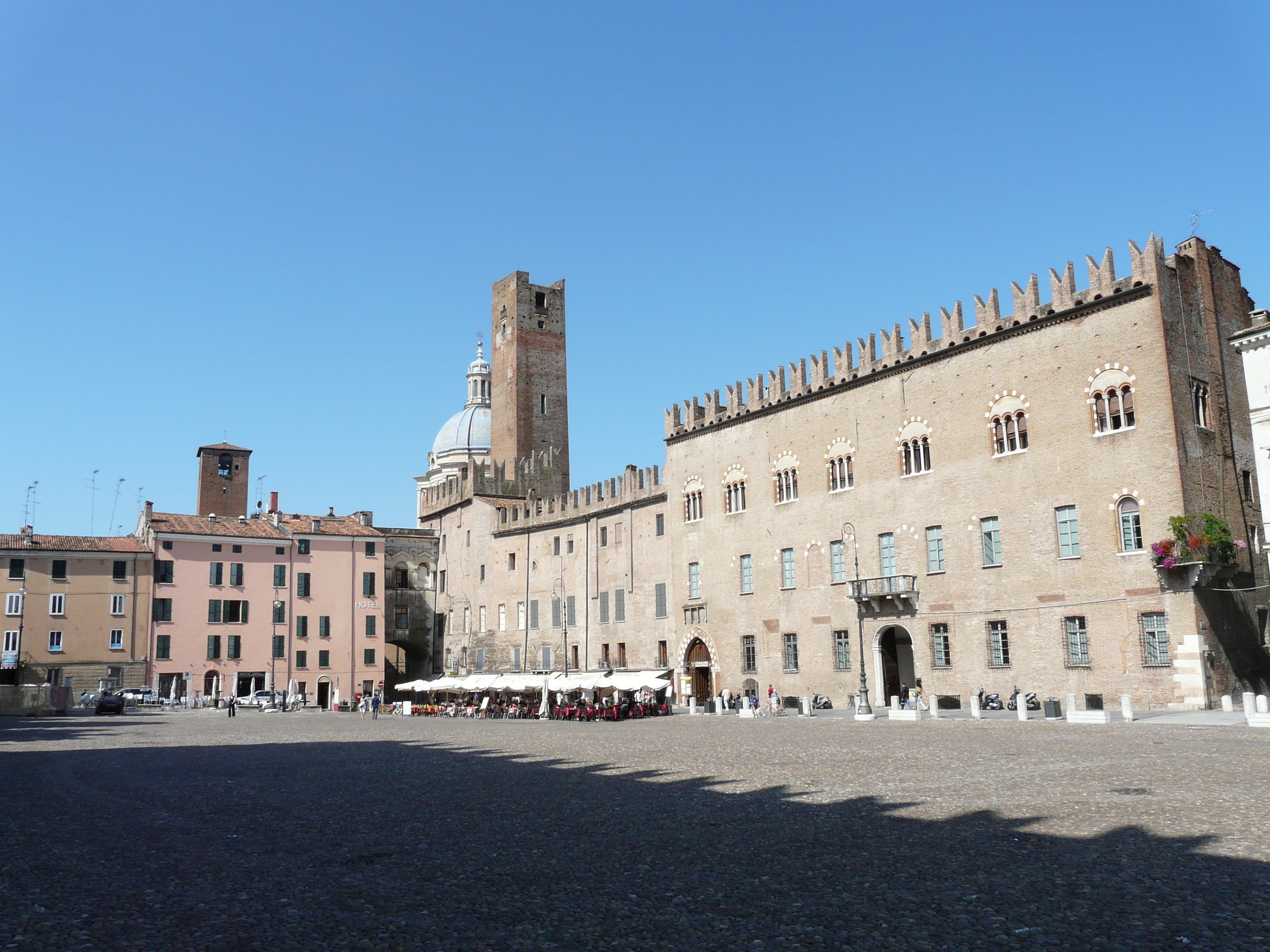
Piazza Sordello

Piazza Sordelloè l'antico fulcro della vita artistica e politica di Mantova, di dimensioni modeste (150 × 60 m) accoglie tra i principali edifici monumentali della città, come il Palazzo Ducale (Palazzo del Capitano e Domus Magna), il palazzo Acerbi, al cui interno è collocata la cappella Bonacolsi, sovrastato dalla Torre della Gabbia, il palazzo Bonacolsi (ora Castiglioni), la sede vescovile di palazzo Bianchi (dal nome della famiglia che lo edificò nel Settecento) e il Duomo. Una recente casuale scoperta archeologica (dicembre 2006) ha riportato alla luce i pavimenti a mosaico e i resti di una domus romana d'età imperiale attualmente visitabile all'interno di una struttura provvisoria.
Via Brolettoimportante arteria viaria che collega Piazza delle Erbe a Piazza Sordello, passando sotto il Voltone di San Pietro.
Piazza Brolettocon l'ampliamento della città al di là del primitivo nucleo storico, verso l'anno 1190, fu creata Piazza Broletto che ancora oggi è attorniata da edifici del periodo comunale come il Palazzo del Massaro, l'Arengario e il Palazzo del Podestà, detto anche Palazzo del Broletto, con la Torre Comunale. Sulla facciata di quest'ultimo palazzo, spicca una statua duecentesca di scuola veronese raffigurante Virgilio in cattedra, tradizionalmente chiamata nel dialetto locale "la vecia" (la vecchia). Al centro della piazza dal 1894 è stata posta una fontana con vasca in marmo veronese e tre delfini posti verticalmente.
Piazza Erbeda sempre luogo di scambi commerciali, si apre a sud con la "Casa di Giovan Boniforte da Concorezzo" (o "Casa del Mercante") del 1455, continua con la romanica Rotonda di San Lorenzo, la Torre dell'Orologio, il Palazzo della Ragione e si chiude con Palazzo Broletto (o del Podestà) edificato nel XII secolo, che la separa e dà il nome all'adiacente piazza.

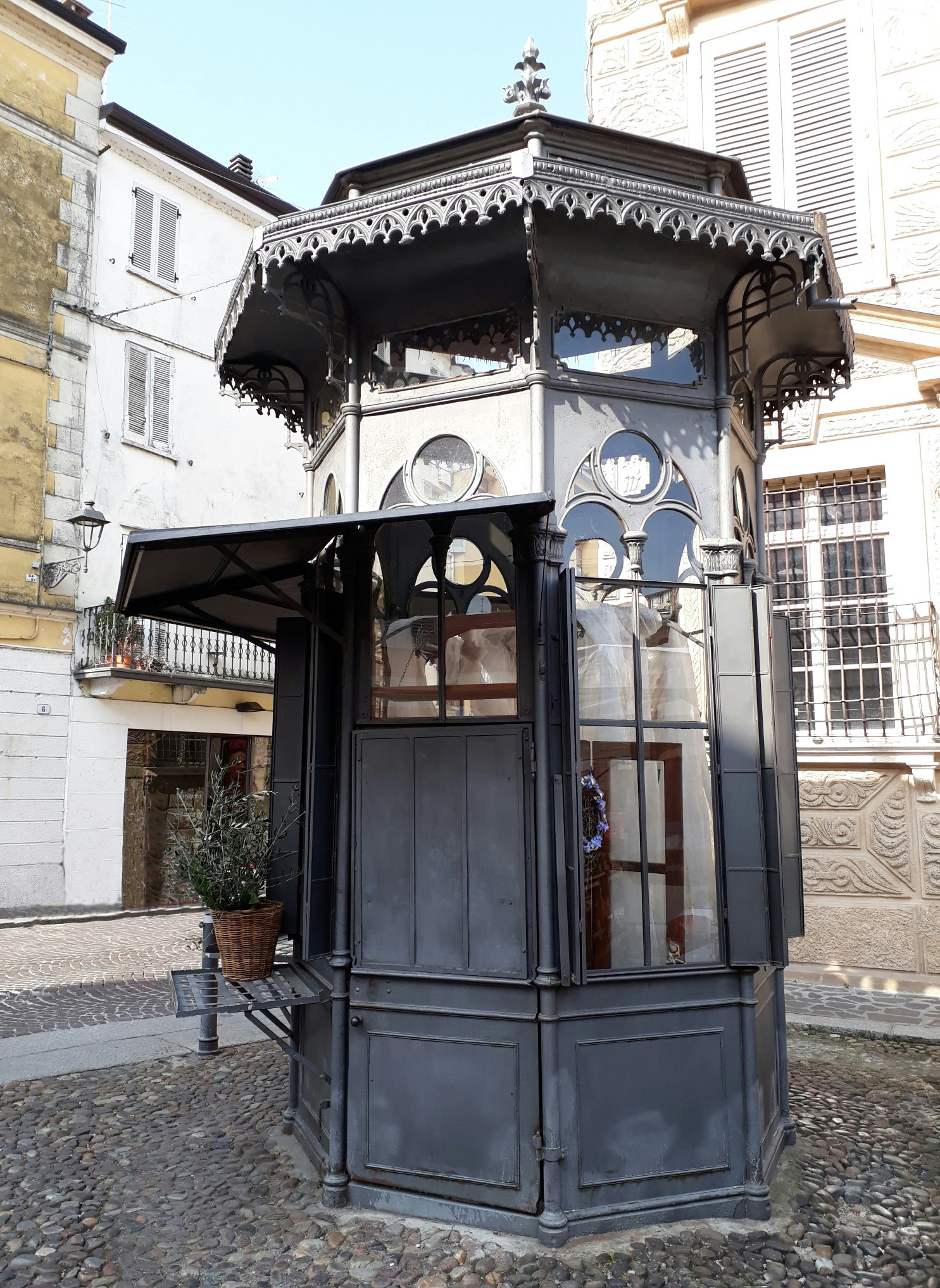
Mantova, antica edicola dei giornali in piazza Canossa.

Piazza Matilde di CanossaSulla piazza si affacciano il seicentesco Palazzo Canossa, la chiesa della Madonna del Terremoto e, sul terzo lato, un palazzo porticato del 1720. Dal Cinquecento ai giorni nostri la piazza cambiò nome diverse volte assumendo in sequenza le denominazioni di Plateola cum uno puteo (piazzetta col pozzo), "piazza alberriggia" e, nel XVII secolo, "piazza del fieno" quando con la costruzione di Palazzo Canossa si trasformò in modo definitivo. Sulla piazza è anche presente un'antica edicola liberty di giornali, risalente al 1882 e restaurata a cura del FAI Fondo Ambiente Italiano.
Piazza Virgilianain origine esisteva il porto dell'"Ancona" con il tempo parzialmente interrato. Piazza Virgiliana fu voluta dal generale Sextius Alexandre François de Miollis, governatore durante l'occupazione francese, che indusse le autorità cittadine a trasformare lo spazio informe, spesso parzialmente sommerso dalle esondazione del lago di Mezzo, in una piazza adibita alle esercitazioni militari e a ospitare un monumento che ricordasse essere Mantova la patria di Virgilio. L'incarico fu dato all'architetto Paolo Pozzo. Furono colmati gli avvallamenti e demolite costruzione di scarso valore che cingevano lo spiazzo per consentire l'inserimento di alberi, piante e arbusti. Il monumento inaugurato nel 1801, fu distrutto nel 1919 per essere sostituito dall'attuale opera in marmo di Carrara, il cui progetto fu affidato all'architetto Luca Beltrami. L'inaugurazione avvenne nel 1927.
- Piazza 80º Fanteria
- Piazza Leon Battista Alberti
- Piazza Anconetta
- Piazza Ferrante Aporti
- Piazza Arche
- Piazza Cesare Bazzani
- Piazza Canonica San Pietro
- Piazza Castello
- Piazza Felice Cavallotti
- Piazza Concordia
- Piazza Carlo d'Arco
- Piazza dei Filippini
- Piazza dei Mille
- Piazza Teofilo Folengo
- Piazza Lega Lombarda anche Piazza Pallone
- Piazza Andrea Mantegna
- Piazza Martiri di Belfiore
- Piazza Guglielmo Marconi già Piazza Purgo
- Piazza Giovanni Paccagnini già Piazza Paradiso
- Piazza Polveriera
- Piazza San Francesco d'Assisi
- Piazza San Giovanni
- Piazza San Leonardo
- Piazza Santa Barbara
- Piazza Adolfo Viterbi

### Parchi e aree verdi
- Parco Valletta Martiri di Belfiore, sulla riva destra del Lago Superiore, parco paesaggistico romantico realizzato dallo Stato verso al metà degli anni '50 del XX secolo sui detriti e materiali di riporto delle demolizioni in città; superficie 81.000 mq con circa 950 alberi.[50]
- Parco Costa Brava, con circa 450 alberi, sulla riva destra del Lago Superiore.
- Giardini Francesco Bartoli, lungolago Arlecchino, sulla riva destra del Lago Superiore.
- Giardini Luigi Fraccalini, lungolago Mincio, con circa 400 alberi, sulla riva destra del Lago di Mezzo.
- Giardini Marani, lungolago dei Gonzaga, con circa 250 alberi, sulla riva destra del Lago Inferiore.
- Parco di via Diga Masetti con più di mille alberi, sulla riva destra del Lago Inferiore.
- Area verde Campo Canoa, sulla riva sinistra del Lago Inferiore.
- Giardini Tazio Nuvolari
- Giardini di viale Piave con circa 400 alberi.
- Giardini del Te
- Parco di via Pietro Torelli con quasi 500 alberi e un percorso di pump track al suo interno.
- Parco Bosco Virgiliano con quasi 3000 alberi.
- Giardini di piazza dei Mille
- Giardini di piazza Anconetta
- Giardini di piazza Virgiliana, con più di 400 alberi.
- Giardini di piazza Lega Lombarda, all'interno del complesso monumentale di palazzo Ducale.
- Giardini Valentini
- Giardini di corso Giacomo Matteotti, lungorio IV Novembre.
- Giardini Andreas Hofer in località Cittadella.
- Area verde di via Val d'Ossola.

## Società

### Evoluzione demografica
Abitanti censiti

I comuni di Porto Mantovano, Curtatone, Borgo Virgilio, San Giorgio Bigarello, Roncoferraro, Bagnolo San Vito e Marmirolo, adiacenti alla città, costituiscono con il comune di Mantova un'unica zona residenziale. In questa conurbazione, alla data del 01/01/15, sono risultati 127 569 residenti, divisi in 48 747 abitanti del Comune cittadino e 78 822 dell'hinterland. Questa evoluzione demografica ha suscitato opinioni favorevoli alla trasformazione di comune cittadino e hinterland in un'unica municipalità, denominata indicativamente come "Grande Mantova".
La mobilità della popolazione residente nel territorio comunale della città di Mantova, negli ultimi decenni, è stata caratterizzata da una fase d'immigrazione negli anni cinquanta e sessanta del XX secolo. La crescita della popolazione di circa 12 000 unità tra i censimenti Istat del 1951 e del 1971 fu dovuto a nuovi insediamenti industriali e allo sviluppo del terziario cittadino che hanno rappresentato una valida alternativa per la popolazione rurale della provincia mantovana ormai non più assorbita da un settore agricolo velocemente meccanizzatosi.
Dai dati ISTAT 1971 ai dati del 2001, il decremento della popolazione si fece rilevante, circa 19 000 abitanti, la gran parte dei quali emigrata nei territori dei comuni confinanti, comunque all'interno dell'ipotetica "Grande Mantova".
Il declino demografico si arresta nel primo decennio del XXI secolo, conseguenza di una rilevante immigrazione dall'estero che è andata a compensare la perseverante mobilità in uscita a favore dei comuni dell'hinterland dei cittadini di nazionalità italiana.
Alla fine del 2010 risultavano residenti nel comune di Mantova 48 611 abitanti, di cui 26 129 femmine e 22 482 maschi. Il numero delle famiglie continua ad aumentare (23 312), aumento soprattutto dovuto al regolare trend in diminuzione del numero di componenti delle famiglie mantovane: 2,05.
Ad inizio 2011 si è costituito con atto notarile, un comitato a favore dell'unificazione nell'unico comune di Mantova dei quattro comuni circostanti (Curtatone, Porto Mantovano, San Giorgio di Mantova, Virgilio). Tuttavia, ad oggi, questo progetto non si è concretizzato a causa di divergenze di carattere politico delle diverse amministrazioni comunali. Questo "distacco" ha portato i comuni confinanti di San Giorgio di Mantova a fondersi con i più distanti e decentrati Bigarello, per dar vita al comune di San Giorgio Bigarello a partire dal 1º gennaio 2019, e Virgilio con Borgoforte per dar vita al comune di Borgo Virgilio, a partire dal 4 febbraio 2014. Questo avvicendarsi allontana le prospettive di una reale fusione in un unico ente locale dei comuni della "Grande Mantova".
A partire dagli anni 2010, la popolazione del comune capoluogo ha ripreso ad aumentare, per la prima volta dagli anni Settanta, lentamente ma in maniera costante, grazie all'apprezzabile contributo migratorio (sia dall'Italia che dall'estero), in parte compensato dal saldo naturale negativo. Questa crescita, tuttavia, ha subìto un rallentamento a causa del diffondersi della pandemia da COVID-19 negli anni 2020 e 2021 che ha portato il trend, in crescita da quasi una decina d'anni, a subire una battuta d'arresto.
Sempre a partire dagli anni 2010 c'è stato un incremento nel tabagismo, soprattutto negli adolescenti tra i 14 e i 20 anni, secondo un'indagine del Hbsc

### Etnie e minoranze straniere
La popolazione comunale è stata caratterizzata negli anni 2000, da una crescente immigrazione dall'estero.Al 31 dicembre 2023 gli stranieri residenti nel comune erano 8174, ovvero il 16,67% della popolazione. Di seguito sono riportati i gruppi più consistenti:
- Marocco 946
- Brasile 704
- Romania 679
- Ucraina 638
- Tunisia 498
- Albania 460
- Cina 421
- Bangladesh 381
- Georgia 361
- Nigeria 358

### Istituzioni, enti e associazioni
- 4º Reggimento artiglieria controaerei "Peschiera"

#### Strutture ospedaliere
- Ospedale Carlo Poma

## Cultura

### Istruzione

#### Biblioteche e archivi
- Archivio di Stato di Mantova - Via Roberto Ardigò, 11
- Archivio comunale di Mantova - Corso G. Garibaldi, 88 - Piazza B. Aliprandi, 3
- Archivio storico diocesano di Mantova - piazza Sordello, 15
- Archivio della Comunità ebraica di Mantova - via Gilberto Govi, 13
- Biblioteca Teresiana - Via Roberto Ardigò, 13
- Biblioteca Mediateca Gino Baratta - Corso Garibaldi, 88
- Biblioteca dell'Istituto mantovano di storia contemporanea - Corso Garibaldi, 88
- Biblioteca del Museo civico di Palazzo Te - Viale Te 13
- Biblioteca dell'Accademia Nazionale Virgiliana - Via Accademia 47
- Biblioteca dell'Università Politecnico di Milano-Polo regionale di Mantova - Via Scarsellini, 15
- Biblioteca Fondazione Bam - Corso Vittorio Emanuele II, 13
- Biblioteca dell'Azienda ospedaliera Carlo Poma - Viale Albertoni 1
- Centro di ricerca sull'emigrazione lombarda - Associazione mantovani nel mondo onlus - Via Mazzini 22

#### Scuole
Scuole secondarie di secondo grado:
- Liceo "Virgilio", classico e linguistico[54]
- Liceo scientifico "Belfiore"[55]
- Istituto superiore "Enrico Fermi" (istituto tecnico settore tecnologico, liceo scientifico delle scienze applicate)[56]
- Liceo "Isabella d'Este" e Istituto superiore" Carlo d'Arco"[57]
- Istituto tecnico economico "Alberto Pitentino"[58]
- Istituto tecnico economico tecnologico "Andrea Mantegna"[59]
- Istituto d'istruzione superiore "San Giovanni Bosco" (ex IPSIA "Leonardo da Vinci")[60]
- Istituto superiore "Bonomi-Mazzolari" (istituto professionale di Stato per abbigliamento, moda, servizi commerciali, sociali e turistici)[61]
- Istituto e liceo statale d'arte "G.Romano"[62]
- Istituto d'istruzione superiore "Strozzi"[63]
- Conservatorio di Musica "Lucio Campiani"[64]
- Istituti "Redentore" (licei classico, linguistico, scientifico e liceo linguistico quadriennale)[65]
- Istituti "Santa Paola" Mantova[66], fondati da don Antonio Bottoglia negli anni Sessanta[67]

#### Università
Fondazione UniverMantova è, dal giugno 2015, la nuova denominazione della Fondazione Università di Mantova, che era stata costituita il 20 dicembre 2001, la quale aveva a sua volta sostituito il Consorzio Universitario Mantovano, attivo dal 1992 al 2001. Suo scopo principale è promuovere e gestire il sistema universitario mantovano, costituito da corsi di laurea istituiti dal Politecnico di Milano, dall'Università degli Studi di Brescia, dall'Università degli Studi di Milano, dall'Università degli Studi di Modena e Reggio Emilia e dall'Università degli Studi della Repubblica di San Marino.
Con l'anno accademico 2018-19 è stato inaugurato il corso di laurea magistrale in conservazione e restauro dei beni culturali degli Istituti Santa Paola Mantova.

#### Istituzioni culturali
- Accademia nazionale virgiliana di scienza lettere ed arti – via Accademia[80]
- Società per il Palazzo ducale di Mantova, fondata nel 1902 – via Certosa[81]
- Centro internazionale d'arte e cultura di palazzo Te – viale Te[82]
- Fondazione "Umberto Artioli" Mantova capitale europea dello spettacolo – largo XXIV Maggio[83]
- Fondazione centro studi "Leon Battista Alberti" – largo XXIV Maggio[84]
- Fondazione istituto "Giuseppe Franchetti" – via Pescheria[85]
- Accademia teatrale "Francesco Campogalliani" – teatrino di palazzo d'Arco[86]
- Associazione culturale Mantova ebraica – via Gilberto Govi[87]
- Fondazione Banca Agricola Mantovana – corso Vittorio Emanuele II[88]
- Fondazione Comunità mantovana – via Portazzolo

#### Musei e gallerie

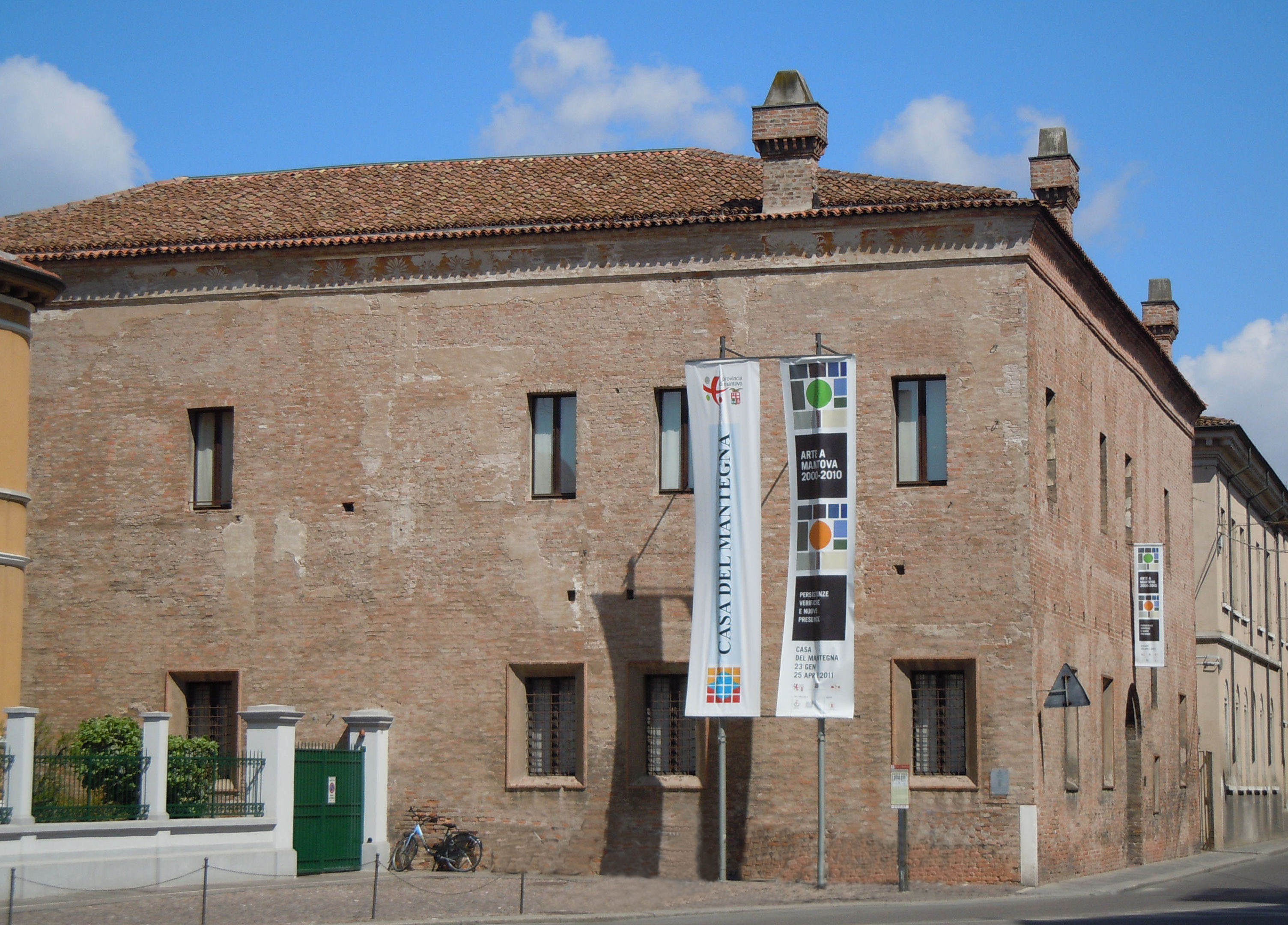
Casa del Mantegna

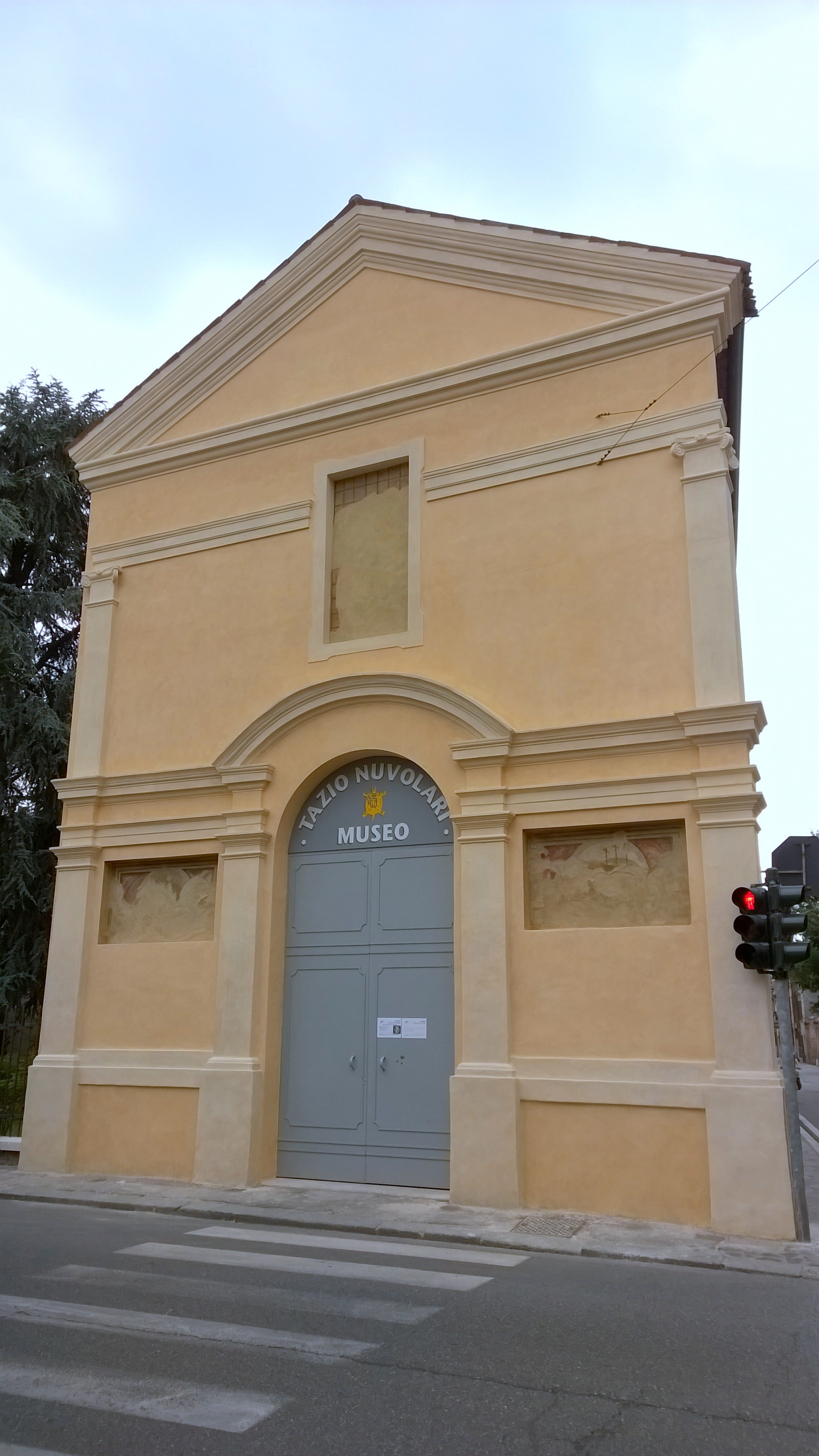
Museo Tazio Nuvolari

- Palazzo Ducale - Complesso Museale Mantova[89] – piazza Sordello
- Museo civico di Palazzo Te
- MACA - Mantova Collezioni Antiche – largo XXIV Maggio
  - Raccolta egizia Giuseppe Acerbi – largo XXIV Maggio
- Museo Archeologico Nazionale – piazza Castello
- Museo diocesano Francesco Gonzaga – piazza Virgiliana
- Museo di Palazzo d'Arco – piazza Carlo d'Arco
- Accademia nazionale Virgiliana di Scienze, Lettere e Arti – via Accademia
- Rotonda di San Lorenzo – piazza Erbe
- Torre dell'Orologio e Museo del Tempo – piazza Erbe
- Casa del Mantegna – via G. Acerbi
- Casa della Beata Osanna Andreasi – via Pietro Frattini
- Madonna della Vittoria, ex chiesa di Santa Maria della Vittoria – via Claudio Monteverdi
- Sinagoga ebraica "Norsa Torrazzo" – via Gilberto Govi
- Galleria Storica del Corpo Nazionale dei Vigili del Fuoco – largo Vigili del Fuoco
- Collezione numismatica della Fondazione Banca Agricola Mantovana – corso Vittorio Emanuele II
- Galleria d'Arte della Fondazione BAM – corso Vittorio Emanuele II
- Galleria "Arte e Arti" - Il patrimonio artistico della Camera di commercio – via Pier Fortunato Calvi
- Galleria Museo di Palazzo Valenti Gonzaga – via Pietro Frattini
- Museo Tazio Nuvolari e Learco Guerra[90], ex chiesa del Carmelino, Via Giulio Romano – ang. via Nazario Sauro
- Parco della Scienza – viale Mincio
- Museo della Gazzetta di Mantova – piazza Mozzarelli[91]
- Museo Virgilio – Palazzo del Podestà, Piazza delle Erbe
- Museo del ciclismo[92][93]
- Andreas Hofer Mantova Mito Memoria
- Museo d'arte contemporanea[94]

### Media

#### Stampa
- Gazzetta di Mantova
- La Voce di Mantova
- La Cittadella
- Il Giorno (ed. locale di Mantova)
- La nuova Cronaca di Mantova

#### Periodici Online
- L'Altra Mantova
- Mantova Notizie
- Mantovauno

#### Televisione
- Telemantova

#### Editoria
- Universitas Studiorum

### Cinema
Lista dei maggiori film e miniserie televisive che hanno avuto Mantova come set:
- Il mulino del Po, 1948, di Alberto Lattuada, con Carla Del Poggio, Jacques Sernas.
- Sensualità, 1952, di Clemente Fracassi, con Marcello Mastroianni, Amedeo Nazzari.
- Senso, 1954, di Luchino Visconti, con Alida Valli.
- Guerra e pace, 1956, di King Vidor, con Audrey Hepburn, Henry Fonda.
- Le italiane e l'amore, 1961, di Zavattini, Baldi, Maselli, Questi, Mingozzi.
- La marcia su Roma, 1962, di Dino Risi; attori protagonisti Vittorio Gassman e Ugo Tognazzi.
- La visita, 1963, di Antonio Pietrangeli, con Sandra Milo.
- La parmigiana, 1963, di Antonio Pietrangeli, con Catherine Spaak, Nino Manfredi.
- Extraconiugale, 1965, di Mino Guerini, con Gastone Moschin.
- Le stagioni del nostro amore, 1965, di Florestano Vancini; attore protagonista Enrico Maria Salerno.
- Strategia del ragno, 1970, di Bernardo Bertolucci, con Alida Valli.
- Addio fratello crudele, 1971, di Giuseppe Patroni Griffi, con Fabio Testi.
- Incontro, 1971, di Piero Schivazeppa.
- Il diavolo nel cervello, 1972, di Sergio Sollima, attrice protagonista Stefania Sandrelli.
- I racconti romani di una ex novizia (in origine I racconti romani di Pietro l’Aretino), 1972, di Pino Tosini.[96], con Gino Cervi.
- Il potere, 1974, di e con Augusto Tretti.
- Salò o le 120 giornate di Sodoma, 1975, di Pier Paolo Pasolini, con Paolo Bonacelli.
- Povero Cristo, 1975, di Pier Carpi, con Mino Reitano.
- Novecento, 1976, di Bernardo Bertolucci; attori protagonisti Robert De Niro e Gérard Depardieu.
- Gran bollito, 1977, di Mauro Bolognini; attrice protagonista Shelley Winters, Max von Sydow.
- Ligabue, 1977, di Salvatore Nocita, con Alessandro Haber.
- Il corpo della ragassa, 1979, di Pasquale Festa Campanile con Enrico Maria Salerno e Lilli Carati.
- Delitto di stato, 1982, di Gianfranco De Bosio, miniserie TV in cinque puntate.
- La Certosa di Parma, 1982, di Mauro Bolognini, miniserie TV in sei puntate.
- Don Camillo, 1983, di Terence Hill.
- Oddio ci siamo persi il Papa (Saving Grace), 1984, diretto da Robert M. Young, TV, con Giancarlo Giannini.
- Domani mi sposo, 1984, di Francesco Massaro, con Claudio Bisio.
- Melodramma, 1984, di Sandro Bolchi, TV.
- Lucidi inganni, 1985, di Franco Piavoli.
- Miss Arizona, 1987, di Pál Sándor, con Marcello Mastroianni, Alessandra Martines.
- Rigoletto, 1984, di Jean Pierre Ponnelle, TV.
- La partita, 1988, di Carlo Vanzina, con Matthew Modine, Faye Dunaway.
- I promessi sposi, 1989, di Salvatore Nocita, miniserie TV, sceneggiato televisivo, con Danny Quinn, Alberto Sordi, Burt Lancaster.
- Solo per dirti addio, 1991 regia di Sergio Sollima, miniserie TV.

Scena finale de Il Portaborse in Piazza Canossa

- Il Portaborse, 1991, di Daniele Luchetti; attori protagonisti Silvio Orlando e Nanni Moretti.
- La famiglia Ricordi, 1995, di Mauro Bolognini, miniserie TV in quattro puntate, con Luca Barbareschi, Alessandro Gassmann.
- Il goal del martin pescatore, 1996, di Ruggero Miti con Mara Venier.
- Marquise, 1997, di Véra Belmont, con Sophie Marceau.
- Radiofreccia, 1998, di Luciano Ligabue, con Stefano Accorsi.
- Monella, 1998, di Tinto Brass e Pier Carpi, con Serena Grandi.
- Viola bacia tutti, 1998, di Giovanni Veronesi, con Asia Argento, Valerio Mastandrea, Rocco Papaleo.
- Amor nello specchio, 1999, di Salvatore Maira; attrice protagonista Anna Galiena.
- Il mestiere delle armi, 2001, di Ermanno Olmi.
- Prima dammi un bacio, 2003, di Ermanno Olmi, con Luca Zingaretti, Stefania Rocca.
- Renzo e Lucia, 2004, di Francesca Archibugi, miniserie TV in due puntate, con Stefania Sandrelli, Laura Morante, Paolo Villaggio.
- L'uomo dell’argine, 2004, di Gilberto Squizzato, TV.
- Agata e la tempesta, 2004, di Silvio Soldini, con Giuseppe Battiston, Claudio Santamaria, Marina Massironi.
- Monamour, 2005, di Tinto Brass.
- Immagina Mantova, 2005, di Giancarlo Zagni, documentario.
- Cento Chiodi, 2006, di Ermanno Olmi, con Raz Degan.
- Sandrine nella pioggia, 2007, di Tonino Zangardi, con Adriano Giannini, Alessandro Haber.
- Rigoletto a Mantova, 2010, di Marco Bellocchio, film televisivo in diretta, trasposizione dell'omonima opera di Giuseppe Verdi.
- Undici settembre 1683, 2012, di Renzo Martinelli, con F. Murray Abraham, Enrico Lo Verso.
- Romeo and Juliet, 2012/2013, di Carlo Carlei, con Ed Westwick, Damian Lewis, Laura Morante.
- Angeli lontani, 2015, (L’Aria Gjakova) di Gjergj Xhuvani.
- Quando corre Nuvolari, 2016, di Tonino Zangardi, docufiction.
- Isabella D’Este, 2016, di Fedora Sasso per RAI Storia, docufiction.
- I Medici, Masters of Florence, 2017, Serie TV a cura di S. Mimica - Gezzan, con Richard Madden, Dustin Hoffman.
- Bellini e Mantegna, 2018, documentario per la TV tedesca a cura di Tag Traum e G&E Production Service.
- Sei in un paese meraviglioso, 2018, documentario per Sky Arte.
- Il Processo, 2019, di Stefano Lodovichi, serie televisiva, con Vittoria Puccini, Francesco Scianna.
- Il Capitano dei ghiacci, 2019, docufilm per History Channel.
- Rapito, 2023, di Marco Bellocchio.
- Leopardi - Il poeta dell'infinito, 2025, serie televisiva  di Sergio Rubini.

### Cucina
Fra i prodotti tipici della cucina mantovana troviamo:
- Mantovana (pane)

Antipasti
- Sorbir d'agnoli
- Salumi mantovani e grana
- Polenta, grasso pestato[97] e schiacciatine

Primi piatti

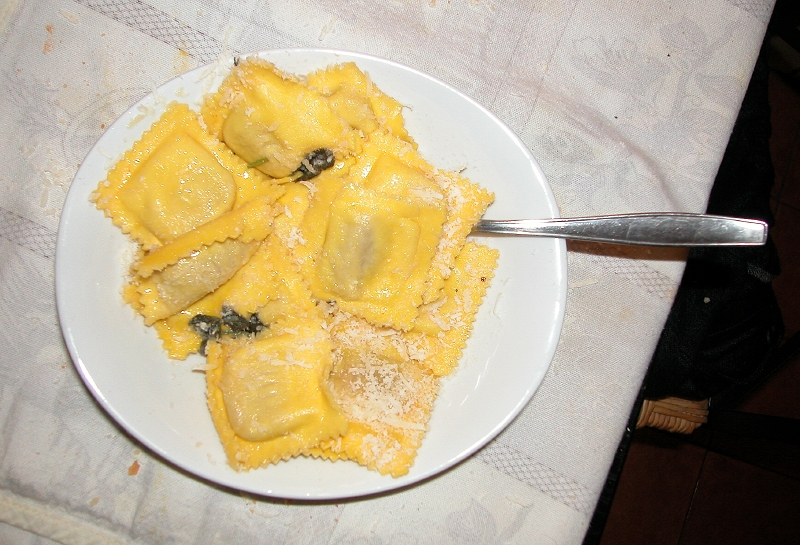
Tortelli di zucca
- Agnolini in brodo
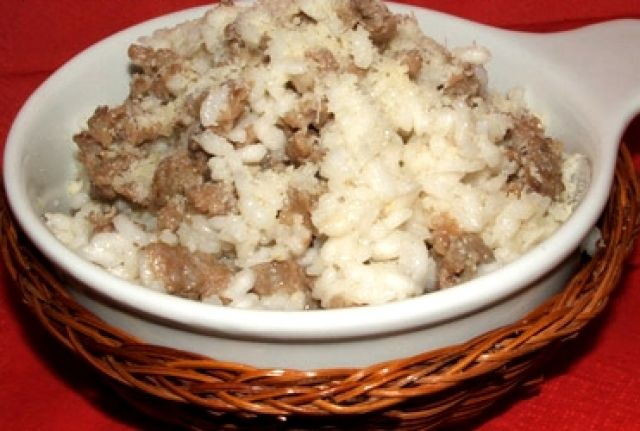
Risotto alla pilota
- Risotto col puntèl
- Capunsei
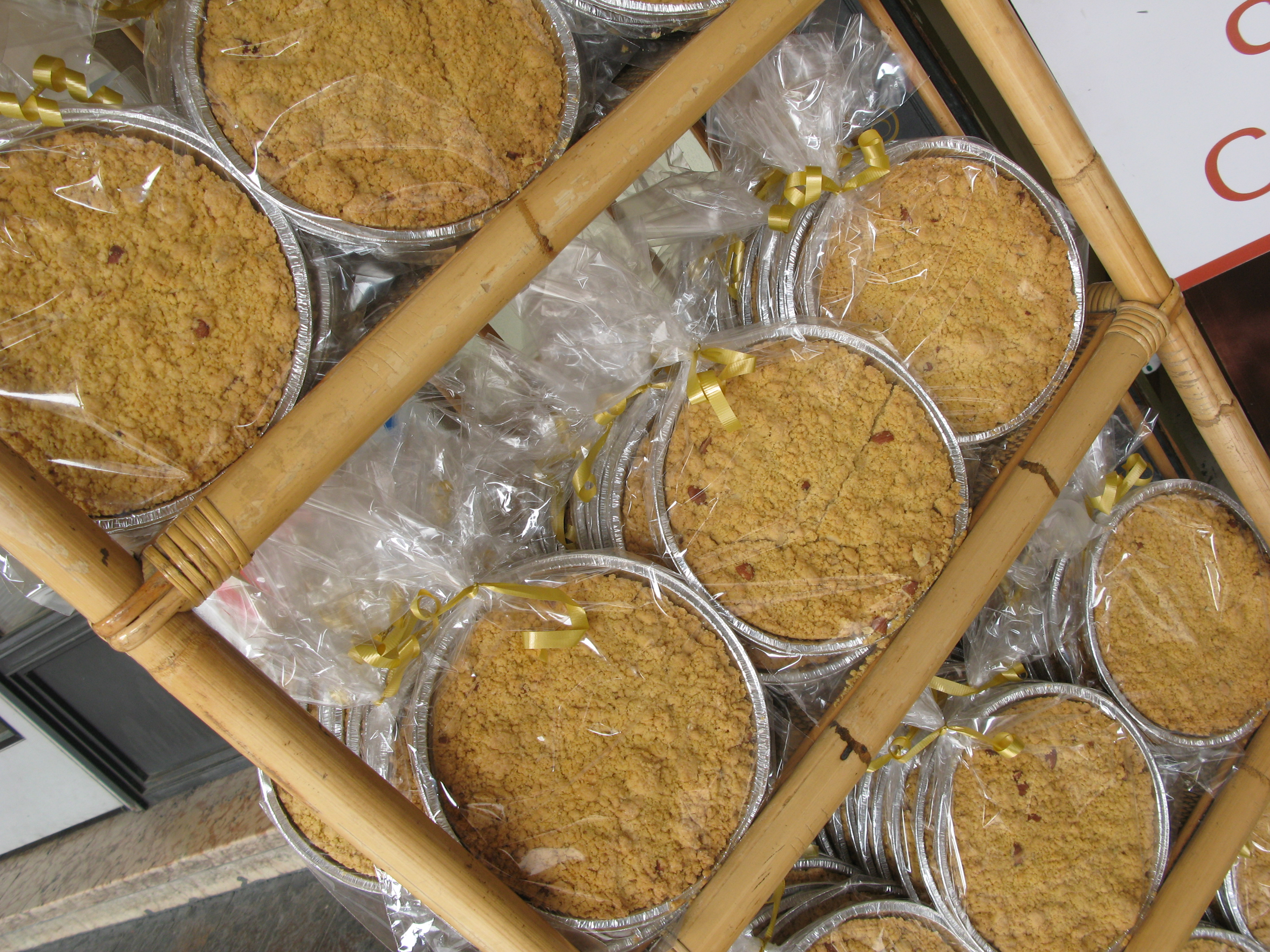
Frittata mantovana con le rane
- Frittata con i saltarèi (gamberetti di lago)[98]

Secondi piatti
- Luccio in salsa
- Stracotto d'asino
- Cospettone con polenta[senza fonte]
- Cappone alla Stefani[99]
- Anguilla marinata[100]
- Schiacciata con cipolle e greppole[senza fonte]

Dolci
- Sbrisolona
- Anello di Monaco (dolce stagionale del periodo natalizio)
- Caldi dolci (stagionali del periodo di ognissanti e del giorno dei morti[101])
- Torta Elvezia
- Sugolo d'uva
- Bussolano
- Fiapòn[102]
- Torta di tagliatelle
- Bignolata mantovana[101]
- Torta greca[103]
- Torta delle rose[104][105][106][107]
- Buffetta mantovana[108]

- Tortelli di zucca
- Risotto alla pilota
- Sbrisolona mantovana

### Eventi
- Mantova Comics & Games (febbraio), salone del fumetto e del gioco, dal 2006 si tiene annualmente al PalaBam idealmente proseguendo Ludicamente, rassegna che fu ospitata per alcuni anni dal 2003 nelle piazze di Mantova, dedicata interamente al gioco non tecnologico.
- Gran Premio Nuvolari. Dal 1991 competizione di regolarità riservata alle auto storiche
- Premio Arlecchino d'Oro (giugno), nato nel 1999 per iniziativa del "Centro Studi Mantova Capitale Europea dello Spettacolo" ora Fondazione, ha lo scopo di rendere omaggio a Tristano Martinelli, attore mantovano a cui si deve l'invenzione della maschera di Arlecchino. Inserito nel programma di una rassegna di teatro, musica e danza, il premio viene consegnato ad un artista del mondo dello spettacolo di valore e fama internazionale. Dal 2006 il premio è inserito nel Festival Teatro - Arlecchino d'Oro, che la Fondazione Mantova Capitale Europea dello Spettacolo organizza e dirige negli ultimi dieci giorni di giugno su mandato del Comune di Mantova.
- Incontro Nazionale dei Madonnari (14 e 15 agosto) dal 1973, ogni anno nel piazzale del Santuario della Beata Vergine delle Grazie nel comune di Curtatone, decine di pittori, provenienti da tutto il mondo, dipingono coi gessetti sull'asfalto del piazzale del Santuario durante la Fiera di Ferragosto.
- Festivaletteratura (settembre), dal 1997 organizza e ospita incontri con autori, reading, spettacoli, concerti, laboratori per adulti e bambini.
- Segni d'infanzia (novembre), festival internazionale d'arte e teatro per l'infanzia. Nato nel 2006 da un'idea di Dario Moretti, Segni d'infanzia è un grande evento artistico rivolto al mondo dell'infanzia, con particolare attenzione ai bambini dai 18 mesi ai 12 anni. La direzione artistica ed organizzativa del festival, promosso dal Comune di Mantova, è di Teatro all'improvviso, compagnia professionale di Teatro per ragazzi.
- Mantova Medievale: dal 2006 si ripete ogni anno, col sostegno del Comune, fra il mese di agosto e il mese di settembre, l'edizione di Mantova Medievale, una manifestazione organizzata da La Compagnia della Rosa a.d. 1403. Negli spazi adiacenti al lungolago Gonzaga e al prato antistante il Castello di San Giorgio viene allestito un villaggio medievale. Rievocatori provenienti da tutta Italia e da paesi europei tra cui Portogallo, Svizzera, Germania, Repubblica Ceca animano l'accampamento e mostrano i loro equipaggiamenti. Le attrazioni più attese sono il lancio della scure danese, il tiro con l'arco e i giochi di abilità medievali. A conclusione della manifestazione davanti al castello di San Giorgio viene inscenata la battaglia campale.[109]
- Mantova Musica Festival: per quattro edizioni dal 2004 fu organizzata, sulle orme del consolidato e più noto festival letterario mantovano, una rassegna di musica interessata alle nuove tendenze e frontiere: l'elettronica, il jazz e la musica contemporanea. Con spazi per dibattiti, presentazioni di libri, bande musicali, satira e l'incontro tra la musica e il teatro.
- Trame Sonore, festival di musica da camera tra maggio e giugno di ogni anno, organizzata dall'Orchestra da Camera di Mantova.
- Mantova fu la prima città italiana ad avere la sua controparte fedele in Second Life. Riproduceva quanto più fedelmente possibile la Mantova reale, utilizzando misure, foto e disposizione degli edifici come dal vero. Operante su tre livelli, centro storico, Palazzo Te e Castello di San Giorgio, si estendeva su due Sim. Furono ricostruiti il museo Tazio Nuvolari, il Teatro Bibiena, la Basilica di Sant'Andrea. La Sim era teatro di eventi culturali e di aggregazione avendo la possibilità di proporre manifestazioni reali e virtuali.[110]
- Mostre:
  - Nel 2002 presso le Fruttiere di Palazzo Te e a Palazzo Ducale è stata allestita la Celeste Galeria, Il museo dei Duchi di Mantova. 5 anni di studi scientifici, 60 studiosi coinvolti nelle ricerche, 519.000 visitatori, con una media giornaliera di 3923 biglietti per la mostra che ha riportato nella sua cornice ideale, da tutto il mondo, parte della prestigiosa e imponente collezione dei Gonzaga della seconda metà del Seicento.
  - Tra il settembre 2006 ed il gennaio 2007, la città – assieme a Verona e Padova – ha organizzato un percorso culturale[111] sull'arte di Andrea Mantegna, in occasione del quinto centenario della morte, avvenuta proprio a Mantova. Già nel 1961 venne realizzata un'esposizione che meritò a Mantova l'appellativo di "Città del Mantegna". Per una mostra pittorica quello fu il primo grande evento di massa che portò nella città virgiliana più di 200 000 visitatori.

## Geografia antropica

### Quartieri
Elenco dei quartieri con relativi residenti al 31/12/2019.
- Centro – (ab. 16 745)
- Valletta Paiolo – (ab. 6 998)
- Lunetta – (ab. 3 917)
- Valletta Valsecchi – (ab. 2 959)
- Colle Aperto – (ab. 1 902)
- Borgo Pompilio – (ab. 2 193)
- Borgo Chiesanuova – (ab. 2 104)
- Te Brunetti – (ab. 1 283)
- Castelnuovo Angeli – (ab. 1 347)
- Cittadella – (ab. 1 248)
- Dosso del Corso – (ab. 1 411)
- Belfiore – (ab. 870)
- Formigosa – (ab. 766)
- Frassino – (ab. 739)
- Castelletto Borgo – (ab. 480)
- Gambarara – (ab. 490)
- Virgiliana – (ab. 539)
- Ponte Rosso – (ab. 357)
- Valdaro – (ab. 219)

## Economia

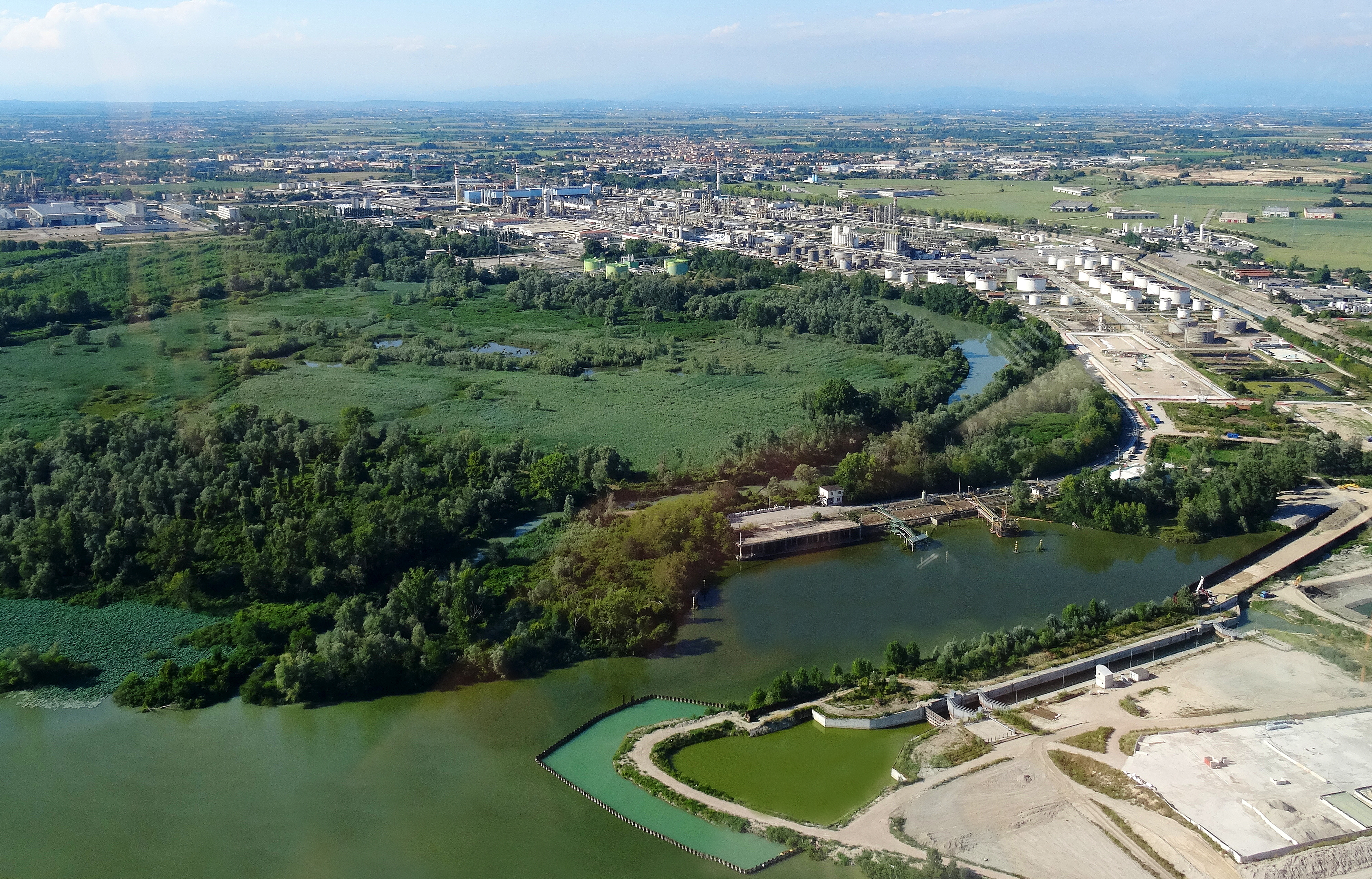
Veduta aerea del polo chimico e Porto Valdaro di Mantova

Ricoprono un ruolo importante nell'economia cittadina il commercio al dettaglio e i servizi del terziario. Tra questi ultimi risaltano la testata giornalistica locale "Gazzetta di Mantova", considerato il più antico quotidiano d'Italia, e la Banca Agricola Mantovana fondata nel 1871 che, in seguito ad un'Offerta pubblica di acquisto del 1999, è entrata a far parte del gruppo bancario Montepaschi. Il processo di acquisizione si è concluso con la fusione per incorporazione di Banca Agricola Mantovana Spa in Banca Monte dei Paschi di Siena avvenuta il 22 settembre 2008. Dall'anno 2000 opera con sede in Mantova e alcune altre filiali in provincia, la Banca Popolare di Mantova ceduta nel 2008 dal Banco Popolare alla Banca Popolare di Milano.
Rilevanti sono le attività connesse all'allevamento e all'agricoltura e alle industrie trasformatrici delle loro produzioni: si parla soprattutto della produzione di burro, formaggio e di salumi (tra cui spicca il Salame mantovano). L'importanza del settore economico primario per l'economia mantovana è dimostrata dalla presenza a Mantova di una delle più importanti borsa merci agricole della Pianura Padana che dal 30 settembre 2010 è sede della Commissione Unica Nazionale dei suini da macello. Il primo ottobre 2006 esordisce a Mantova il primo mercato contadino italiano che anticipò il decreto ministeriale che solo alla fine del 2007 ne regolamenterà l'attività.
Nei primi anni del secondo dopoguerra s'insediarono la Cartiera Burgo e industrie chimiche e petrolchimiche. La prima fu la società di raffinamento del petrolio ICIP, oggi IES Italiana Energia e Servizi s.p.a., che costruita a partire dal 1947 iniziò la produzione il 20 dicembre 1953 ed è stata acquisita nell'anno 2007 dal gruppo ungherese MOL. Importante insediamento chimico è la Versalis del gruppo Eni che continua l'attività dello stabilimento chimico sorto nel 1956 su iniziativa della Edison, proseguita poi sotto altre denominazioni come Montedison, Montedipe e Polimeri Europa.
Molto attivi anche il settore dell'abbigliamento, con importanti insediamenti presenti nel territorio comunale della città, Lubiam, Valstar e Corneliani, in particolare specializzati nella moda per uomo, e il settore meccanico dove spiccano la Belleli, passata attraverso una grave crisi negli anni passati, e la SOGEFI, ormai multinazionale attiva nella componentistica per autoveicoli quotata presso la Borsa di Milano fin dal 1986 che nel 2008 ha annunciato la chiusura, definitivamente portata a termine nel gennaio dell'anno successivo, dello storico primo stabilimento mantovano.
Nel settore dell'artigianato sono ancora diffuse e rinomate le antiche lavorazioni della ceramica e della porcellana.

## Infrastrutture e trasporti

### Strade
Mantova è attraversata dalle ex strade statali:
- 10 Padana Inferiore, 62 della Cisa, 236 Goitese, 420 Sabbionetana e 482 Alto Polesana.

Due sono i caselli autostradali dell'autostrada A22 Modena-Brennero, denominati Mantova nord e Mantova sud, ubicati nei limitrofi comuni di San Giorgio di Mantova e Bagnolo San Vito, sui quali gravita il traffico della città.
Mantova è servita anche da due tangenziali:
- Tangenziale nord di Mantova, che attraversa i comuni di Mantova, San Giorgio, Porto Mantovano e Marmirolo.
- Tangenziale Sud di Mantova, che attraversa i comuni di Mantova, Borgo Virgilio e Curtatone.

### Ferrovie e tranvie
La stazione di Mantova, servita da relazioni regionali svolte da Trenitalia, Trenord e Tper. Posto sulla linea Verona-Modena, tale impianto è altresì origine delle linee per Monselice e per Cremona. Un'altra linea, la ferrovia Mantova Peschiera, fu in esercizio fra il 1934 e il 1967.
Sulla linea per Monselice è presente una seconda stazione, Mantova Frassine, dalla quale si dirama il raccordo per il porto di Valdaro.
Sulla linea Verona-Modena il 9 dicembre 2012, è stata aperta all'esercizio la fermata di Borgochiesanuova.
Altre due stazioni sono presenti nell'hinterland cittadino: la stazione di Sant'Antonio Mantovano nel comune di Porto Mantovano e quella di Levata nel comune di Curtatone.
In passato Mantova fu interessata anche dal percorso di alcune tranvie extraurbane, la linea Brescia-Mantova-Ostiglia, esercita a vapore dalla Società Italiana Tramvie e Autovie di Lombardia e Romagna, attiva fra il 1882 e il 1933, e le linee per Asola e Viadana, in carico alle Tranvie Provinciali Mantovane, attive fra il 1886 e il 1953 nella loro parte terminale, elettrificata nel 1926.
Entro il 2023 Mantova sarà collegata direttamente a Reggio Emilia e alla stazione di Reggio Mediopadana, sottostante quella di Reggio Emilia AV Mediopadana, via Suzzara e Guastalla in poco più di un'ora di viaggio. Attualmente il collegamento è già esistente, ma molto più lento (da due ore a due ore e quaranta) a causa del doppio cambio a Suzzara e a Guastalla, dei lunghi tempi di attesa e per i treni diesel attualmente utilizzati. 
Una volta elettrificate la ferrovia Reggio Emilia-Guastalla (entro l'estate 2020) e almeno la tratta fra Guastalla e Suzzara della ferrovia Parma-Suzzara-Poggio Rusco (entro il 2022), sarà invece possibile un collegamento diretto e veloce.

### Porti
Il porto di Mantova è situato in località Valdaro all'imbocco del canale Mantova-Venezia, noto anche come idrovia Fissero-Tartaro-Canalbianco-Po di Levante, che consente a navi della V classe per 365 giorni all'anno il collegamento diretto col mar Adriatico, distante 135 km, e con la laguna di Venezia. La conca di San Leone nei pressi di Governolo mette in collegamento il porto di Mantova tramite il canale Fissero col fiume Po. Un raccordo ferroviario unisce il porto alla linea Mantova-Monselice.
Porto Catena è l'antico porto commerciale di Mantova, già attivo dal 1200, ora adibito a sole funzioni turistiche. È situato in una piccola insenatura del lago Inferiore nella quale s'immette il Rio, canale artificiale che attraversa la città dal XII secolo.

### Mobilità urbana
La città è dotata di un servizio di autobus gestito dall'APAM, acronimo di Azienda Pubblici Autoservizi Mantova. Il servizio di trasporto pubblico urbano che interessa anche il territorio dei comuni limitrofi quali Porto Mantovano, San Giorgio di Mantova, Bigarello, Borgo Virgilio e Curtatone, ossia la cosiddetta "Grande Mantova", è fornito attraverso corse di nove linee. L'APAM adempie anche alla gestione di una rete linee interurbane, in massima parte con capolinea nel capoluogo.
L'azienda ATV adempie invece al collegamento con la città di Verona attraverso l'itinerario per Castelbelforte.
La rete tranviaria di Mantova, attiva fra il 1908 e il 1953, era un insieme di relazioni costituito da due linee prettamente urbane di pertinenza comunale e da ulteriori tre a carattere suburbano gestite dalla Provincia, realizzate in parte sfruttando le infrastrutture delle preesistenti tranvie a vapore.

### Aeroporti
Mantova è servita dall'Aeroporto di Verona-Villafranca, che dista circa 30 km dal centro cittadino e opera un servizio d'importanza strategica per le province di Verona, Mantova, Brescia, Trento e Bolzano. L'aeroporto è collegato giornalmente con le principali località nazionali (Roma, Palermo, Catania, Napoli, Olbia, Bari, Cagliari) oltre che con alcune internazionali come Amsterdam, Londra, Parigi, Barcellona, Francoforte sul Meno, Mosca-Domodedovo, Bruxelles, Bucarest, Varsavia, ed è raggiungibile in auto attraverso l'A22 oppure la SR62.

### Aviosuperfici
La città di Mantova dispone di alcune aviosuperfici e campi volo, anche nell'ambito della propria provincia. Il locale Aero Club ha sede presso l'Aviosuperficie Città di Curtatone ed è intitolato al Generale Pilota Alessandro Bladelli, mantovano tra i fondatori della Pattuglia Acrobatica Getti Tonanti, antesignana delle attuali Frecce Tricolori. Presso l'Aviosuperficie Città di Curtatone si svolgono attività di volo a motore sia con ultraleggeri che aviazione generale.

## Amministrazione

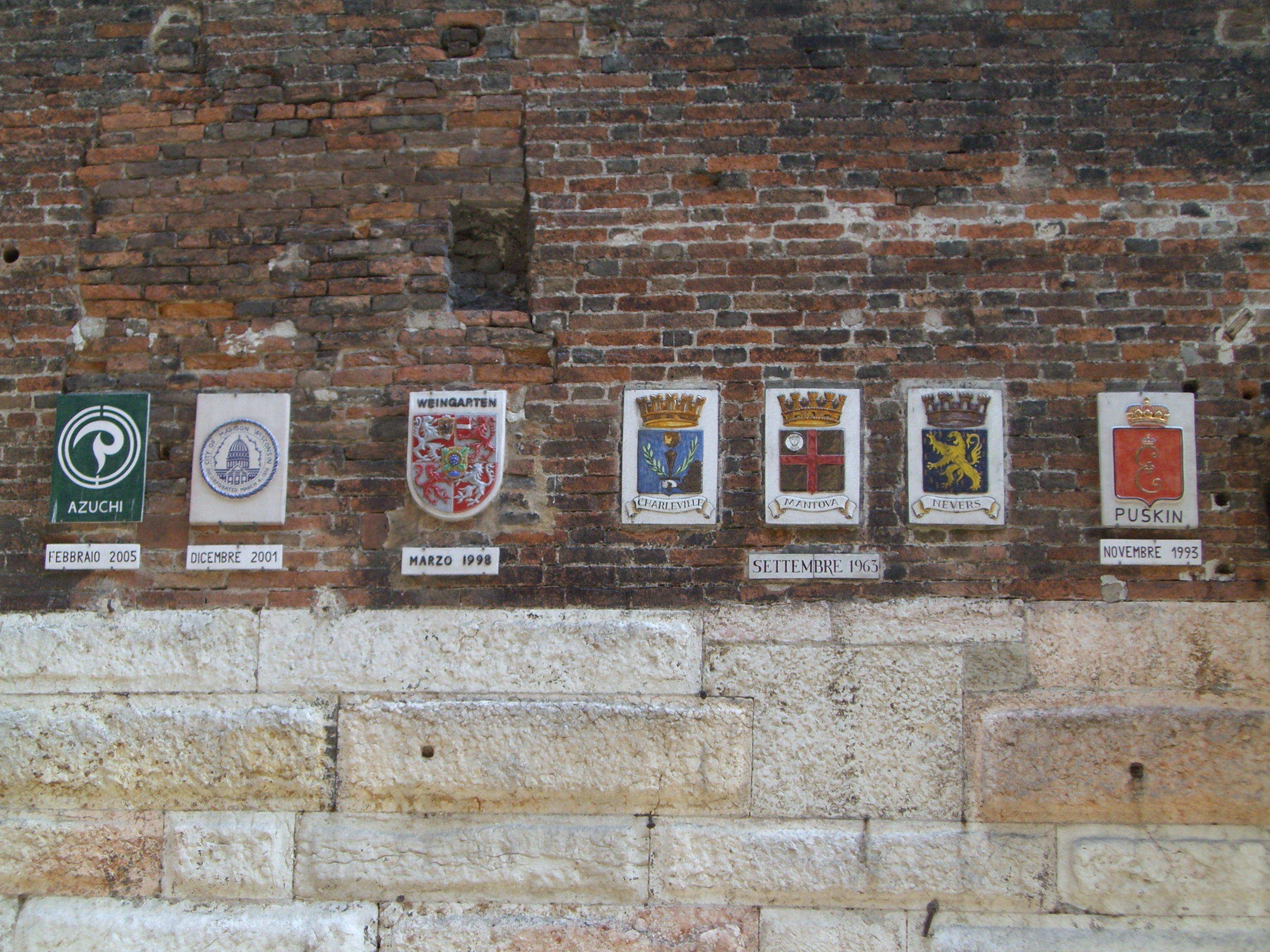
Targhe delle città gemellate

### Gemellaggi
Mantova è gemellata con:
- Nevers, dal 1959[118]
- Charleville-Mézières, dal 1959[119]
- Puškin (oblast' di Leningrado), dal 1993[120]
- Weingarten, dal 1998[118]
- Madison (Wisconsin), dal 2001[120]
- Ōmihachiman, dal 2005[120][121]
- Oradea, dal 2005[122]
- Vitória[123]
- Casale Monferrato, dal 2010[124]
- Giulianova, dal 2012[125]

### Altre informazioni amministrative
Mantova fa parte dell'Associazione nazionale città del pane.

## Sport
La città di Mantova vanta importanti figure distintisi in ambito sportivo. Il più famoso è senz'altro Tazio Nuvolari, conosciuto anche come il Mantovano volante. Ai due "campioni" mantovani per eccellenza, Nuvolari e il ciclista Learco Guerra, è dedicato un museo provvisoriamente ospitato in alcune stanze del Palazzo Ducale in piazza Sordello.

### Calcio
Il Mantova, fondato nel 1911, ha disputato 12 campionati di Serie A, dei quali 5 di Prima Divisione negli anni venti, e 17 campionati di Serie B. Il calcio virgiliano ha raggiunto l'apice nell'arco di tempo che va dal campionato 1958/1959 a quello del 1961/1962, grazie ad una superformazione passata alla storia con l'appellativo di Piccolo Brasile guidata da Edmondo Fabbri, futuro c.t. della Nazionale di calcio dell'Italia. Quella squadra passò in quattro anni dalla quarta serie all'Olimpo del calcio. Dopo due retrocessioni consecutive, dal 1973 i biancorossi (questi i colori sociali dell'Mantova) hanno vivacchiato per anni in Serie C, subendo l'onta di due fallimenti (1983,1994) e risollevandosi in seguito all'arrivo dei presidenti Alberto Castagnaro e Fabrizio Lori. Al primo si deve il ritorno in C1 (2003/2004), al secondo il passaggio dalla C1 alla B. Doveroso ricordare anche Romano Freddi, che seppur poco amato dalla piazza, fu l'artefice della salvaguardia del calcio a Mantova, quando nell'estate del 1994 la società per la seconda volta fallì.

La squadra di calcio della città era tornata in Serie B alla conclusione della stagione 2004/2005, dopo ben 32 anni di assenza. La cadetteria fu conquistata al termine dei play-off, giocati e vinti contro Frosinone e Pavia. La stagione 2005/2006 ha visto il Mantova mancare di poco l'immediata promozione alla Serie A nella finale dei play-off con il Torino, vittoria per 4-2 a Mantova e sconfitta a Torino per 3-1 dopo i tempi supplementari.

Dopo cinque anni di discreti campionati in Serie B, alla fine del campionato 2009/2010, l'Mantova retrocesse in Lega Pro. Il 30 giugno 2010 la squadra virgiliana non riuscì ad iscriversi al campionato di Lega Pro, scomparendo in tal modo dal calcio professionistico. Fallita l'A.C.Mantova, il calcio rinacque come Mantova Football Club che subito vinse il campionato di serie D riportando immediatamente il calcio virgiliano tra i professionisti, in Lega Pro, ma dopo alcune stagioni tormentate da svariati cambi di gestione risultati fallimentari, nell'estate del 2017 i biancorossi vengono esclusi dalla Serie C dopo essersi salvati sul campo ripartendo nuovamente dalla Serie D con il nome di Mantova 1911.
Dopo esser ripartito dalla Serie D, il Mantova nella stagione 2020/2021 ottenne la promozione in Serie C, nel campionato 2022/2023 retrocesse sul campo in Serie D, ma fu ripescata il 24 luglio 2023 e nella stagione di Serie C 2023/2024, ottenne la promozione diretta in Serie B, ritornandoci dopo 14 anni di assenza.
In ambito calcistico Mantova ha dato i natali a Roberto Boninsegna arrivato fino alla Nazionale di calcio italiana, militando in grandi squadre di Serie A come Cagliari, Inter, Juventus.

### Pallavolo
Buona la tradizione sportiva mantovana per quanto riguarda la pallavolo maschile. La Pallavolo Mantova conquistò la Serie A1 alla fine del campionato 1986-87. Disputò due campionati nella massima serie, venendo poi sostituita per tre anni dalla Gabbiano Virgilio, comunque invischiate entrambe sul fondo della classifica.

Negli anni novanta la Pallavolo Mantova ha militato diverse volte in serie A2.

Con la stagione 2006/07, culminata con la vittoria dei play-off promozione, c'e l'approdo del Top Team Volley Mantova al campionato di Serie A2. Lo stesso Top Team Volley ha vinto la Coppa Italia di Serie B nel 2006 e nel 2007.

### Pallacanestro
Dal 2012 Mantova ospita anche la Pallacanestro Mantovana, nota fino al 2013 come Pallacanestro Primavera Mirandola dell'omonima cittadina modenese, attualmente militante nella A2 Gold e che disputa le gare interne al PalaBam. Inoltre è presente la società San Pio X che milita in C silver con una notevole attività giovanile.

### Ciclismo
Nel 1931 Learco Guerra vinse il Campionato del mondo di ciclismo, a Copenaghen (Danimarca). Nello stesso anno viene istituita la maglia rosa quale simbolo del primato in classifica ed è proprio Learco Guerra ad indossarla per primo risultando vincitore della tappa inaugurale del 19º Giro d'Italia, partita da Milano e conclusasi nella natia Mantova. Il "Giro" ha concluso una tappa a Mantova in dieci occasioni. Nel 1963 la città virgiliana è stata solamente sede di partenza della tappa conclusasi a Treviso.
Mantova è stata negli anni città di arrivo delle seguenti tappe del Giro d'Italia:
| Anno | Tappa  | Partenza                  | km  | Vincitore di tappa  | Maglia rosa         |
| ---- | ------ | ------------------------- | --- | ------------------- | ------------------- |
| 1923 | 9ª     | Trieste                   | 357 | Alfredo Sivocci     | Costante Girardengo |
| 1931 | 1ª     | Milano                    | 206 | Learco Guerra       | Learco Guerra       |
| 1935 | 2ª     | Cremona                   | 175 | Domenico Piemontesi | Domenico Piemontesi |
| 1946 | 16ª-2ª | Verona                    | 72  | Elio Bertocchi      | Gino Bartali        |
| 1956 | 5ª     | Voghera                   | 198 | Miguel Poblet       | Alessandro Fantini  |
| 1967 | 15ª    | Lido degli Estensi        | 164 | Michele Dancelli    | José Pérez Francés  |
| 1971 | 11ª    | Sestola                   | 199 | Marino Basso        | Claudio Michelotto  |
| 1981 | 16ª    | Milano                    | 178 | Claudio Torelli     | Silvano Contini     |
| 1983 | 1ª     | Brescia (cron. a squadre) | 70  | Bianchi-Piaggio     | Tommy Prim          |
| 1989 | 11ª    | Riccione                  | 244 | Urs Freuler         | Erik Breukink       |

È stata inoltre sede di partenza delle seguenti tappe del Giro d'Italia:
| Anno | Tappa | Arrivo                     | km    | Vincitore di tappa  | Maglia rosa         |
| ---- | ----- | -------------------------- | ----- | ------------------- | ------------------- |
| 1923 | 10ª   | Milano                     | 341,3 | Costante Girardengo | Costante Girardengo |
| 1931 | 2ª    | Ravenna                    | 216   | Learco Guerra       | Learco Guerra       |
| 1935 | 3ª    | Rovigo                     | 162   | Learco Guerra       | Domenico Piemontesi |
| 1946 | 17ª   | Milano                     | 176   | Oreste Conte        | Gino Bartali        |
| 1956 | 6ª    | Rimini                     | 228   | Giuseppe Minardi    | Alessandro Fantini  |
| 1963 | 15ª   | Treviso                    | 155   | Franco Magnani      | Franco Balmamion    |
| 1967 | 16ª   | Verona (cron. individuale) | 45    | Ole Ritter          | Jacques Anquetil    |
| 1981 | 17ª   | Borno                      | 215   | Benedetto Patellaro | Silvano Contini     |
| 1983 | 2ª    | Comacchio                  | 192   | Guido Bontempi      | Urs Freuler         |
| 1989 | 12ª   | Mira                       | 148   | Mario Cipollini     | Erik Breukink       |

Nel 2008 con un crono prologo di fronte a Palazzo Te vinto dall'olandese Mirjam Melchers, è partito il "Giro d'Italia femminile".
Sullo stesso viale Te, nel 2015, si è conclusa la terza tappa del Giro Rosa 2015, la Curtatone > Mantova, con vittoria dell'olandese Lucinda Brand.
Mantova è stata anche sede d'arrivo di un'importante corsa ciclistica, la Milano-Mantova, disputata a partire dal 1906 per 24 volte e disputata per l'ultima volta nel 1962 con vittoria di Pierino Baffi.

### Canottieri Mincio
La società Canottieri Mincio nasce nel 1883 come una società polisportiva. Le sue origini sono legate agli sport, in particolare quelli acquatici: nuoto, tuffi, vela, canottaggio e canoa sono le discipline che la distinguono e che hanno esportato il suo nome in Italia e nel mondo. Diverse sono anche le personalità che ne hanno fatto la storia: da Gabriele D'Annunzio, che nel 1928 coniò il motto della società (ancora oggi in uso) "Perseverando arrivi", ad Azeglio Mondini, classe 1923 che dal 1937 fu un grande maestro di canottaggio e che formò sportivi d'alto livello come Marco Penna; oppure Giacomo Bottoli ed Andrea Bonezzi (velisti d'alto livello) e Bruno Pizzamiglio che diede vita alla scuola mantovana di tuffi dove sono nati grandi sportivi come Francesco Priori e Massimo Nibioli.

### Motocross
Mantova ha acquisito negli ultimi anni una notevole importanza nell'ambito delle competizioni di motocross disputate nel circuito del Migliaretto. Nel 1991, 1996, 1998, 2000, 2007, 2008 si è svolto il gran premio d'Italia, nel 2010, 2015 e 2016 il gran premio di Lombardia, prove facenti parte del Campionato mondiale di motocross.

### Altri sport
Discreta la tradizione del rugby mantovano, grazie al "Rugby Mantova", società sportiva nata nel 1975 che gareggia stabilmente nella serie B nazionale. Il Rugby Mantova ha partecipato con una piccola quota alla franchigia italiana di rugby a 15 capitanata dal Rugby Viadana, denominata Aironi Rugby, che partecipò per due anni alla Celtic League.
In tarda primavera a Mantova viene disputata la stracittadina "Minciomarcia", corsa podistica non agonistica aperta a tutti. Giunta nel 2011 alla 38ª edizione, vede la partecipazione di un numero di partecipanti spesso superiore a 5 000. Dal 1987, con la vittoria nella prima edizione del maratoneta Orlando Pizzolato, viene disputata una corsa competitiva denominata "Maratonina di Mantova". Dopo alcuni anni di sospensione è stata disputata in via continuativa dal 1997, giungendo nel 2011 alla sua 20ª edizione.
La serie A2 fu conquistata per due volte, a cavallo dell'anno 2000, dal "Circolo Scacchistico Mantovano" che, rinato nel 1995, fu in grado di organizzare a Mantova nel 1996 la finale del 56º Campionato Italiano Assoluto di scacchi e la finale del 28º Campionato italiano Femminile. Vi è stata altra breve presenza in serie A2 nell'anno 2010.
Dal 2013 a Mantova è attiva una squadra di calcio a 5 che partecipa al campionato nazionale di serie B e gioca le partite interne al palazzetto dello sport del quartiere di Lunetta, il PalaLù.

### Impianti sportivi
- Stadio Danilo Martelli è il principale impianto sportivo della città. Inaugurato negli anni '30, subì numerose ristrutturazioni nel corso degli anni per stabilizzare la struttura, di cui l'ultima nel corso dell'estate 2024. Ci gioca al suo interno le partite il Mantova ed ha una capienza di 14 822 posti a sedere.
- PalaBam, principale palazzetto dello sport di Mantova, inaugurato nel settembre 2005, deve il suo nome all'acronimo BAM della Banca Agricola Mantovana istituto di credito cittadino incorporato nel 2008 da Banca MPS. Ha una capienza di quasi 4 000 spettatori che con tribune mobili poste sul parterre, raggiunge la cifra di 5 000. Il PalaBam ha spesso ospitato concerti e spettacoli teatrali di richiamo nazionale e internazionale anche nell'attiguo centro fieristico che ospita esposizione di settore tra le quali ha acquisito rinomanza nazionale Mantova Comics & Games.
- PalaLù è il secondo palazzetto dello sport di Mantova, risiedente nel quartiere popolare di Lunetta. Inaugurato nel 2012, al suo interno ci giocano le partite della Pallamano femminile mantovana.
- Campo scuola Tazio Nuvolari è un impianto per l'atletica leggera dotato di manto in tartan situato in Via Learco Guerra nei pressi del bosco Virgiliano.
- Campo da motocross Tazio Nuvolari, in Via Learco Guerra, località Migliaretto, è un impianto agonistico che ospita anche competizioni del Campionato mondiale di motocross.